# Inguiniel
Inguiniel [ɛ̃ɡinjɛl]  est une commune française située dans le département du Morbihan au sein de la région Bretagne et membre de Lorient Agglomération depuis le 1er janvier 2014.
Au centre de la commune, l'église Saint-Alban domine le bourg depuis sa création en 1777. Trois autres monuments religieux, la chapelle Saint-Claude, la chapelle de Locmaria et le calvaire de la croix de Lochrist sont classés monuments historiques.
Plusieurs sites archéologiques sont présents sur son territoire, notamment Kerven Teignouse. Les vestiges ainsi que les différentes stèles qui y sont retrouvées, suggèrent un peuplement assez dense à l'époque gauloise.
La ville est membre pendant quatre siècles du royaume de Broërec puis pendant plus de 500 ans du duché de Bretagne. Elle fait partie du Pays Pourlet, une subdivision du pays Vannetais.

## Géographie

### Situation
| Kernascléden | Lignol    | Persquen |
| Berné        | Inguiniel | Bubry    |
| Plouay       | Lanvaudan |          |

La commune d'Inguiniel est une commune rurale du Nord-Ouest du Morbihan appartenant à Lorient Agglomération. Son bourg est situé, à vol d'oiseau, à 27 km au nord-est de Lorient, à 53 km au nord-ouest de Vannes et à 24 km au sud-ouest de Pontivy[réf. nécessaire].
Les communes les plus proches d'elle sont : Kernascléden (4,4 km), Lignol (6,8 km), Bubry (8,1 km), Plouay (8,1 km), Berné (8,3 km), Saint-Caradec-Trégomel (8.59.9 km), Persquen (8,6 km), Lanvaudan (8,8 km), Guilligomarc'h (10,9 km) et Meslan (11,2 km).
La superficie de la commune est de 51,47 km2 et son altitude varie entre 49  et   171 mètres,,. Le Scorff est son principal cours d'eau, longeant le territoire de la commune au nord et est la limite entre les communes de Lignol, Kernascléden et Berné,. Le territoire est reconnu par le classement de zone naturelle d'intérêt écologique, faunistique et floristique (ZNIEFF).

### Relief
Le relief de la commune est assez accidenté : l'altitude la plus élevée (172 mètres) se situe près de Mané Hingant à l'ouest de la forêt de Lann Bourgeol, au centre-ouest du finage communal ; deux alignements de hauteurs orientées ouest-est se trouvent dans la partie sud de la commune : l'un passant par Mané Bihan, Saint-Maurice et Kerascouët se situe vers 160 mètres d'altitude , l'autre, proche de la limite sud de la commune, correspond pour l'essentiel au Bois d'Organ qui culmine à 168 mètres ; ils sont séparés par la vallée du Ruisseau de la Fontaine Saint-Maurice.
Dans la partie centre-est de la commune, les altitudes atteignent aussi environ 160 mètres (155 mètres à Lochrist, 171 mètres dans la Lande de Bocadé, à la limite orientale du territoire communal ; des altitudes similaires se rencontrent aussi dans la partie nord de la commune (168 mètres à l'est du hameau de Kerandal). La similitude des altitudes des points les plus élevés est due à la pénéplanation liée au relief appalachien typique du Massif Armoricain. Le bourg est vers 150 mètres d'altitude.
Seules les vallées encaissées, principalement celle du Scorff à la limite nord de la commune ont des altitudes nettement plus basses : encaissée d'une cinquantaine de mètres par rapport aux hauteurs avoisinantes, celle-ci est à un peu plus d'une centaine de mètres à son entrée dans la commune et à environ 80 mètres à sa sortie, à la confluence avec le Ruisseau de Cunffio. 
Encaissée par endroits de près d'une centaine de mètres, la vallée du Ruisseau du Hédénec et de Botconan (un affluent de rive droite du Blavet), à la limite sud-est du territoire communal, descend même jusqu'à 47 mètres d'altitude à Pont er Pollen, à la confluence avec le Ruisseau de la Fontaine Saint-Maurice.

### Hydrographie
Pour un article plus général, voir Réseau hydrographique du Morbihan.
La commune est située dans le Bassin Loire-Bretagne. Elle est drainée par le Scorff, le Moulin de Tallené, le Pont er Bellec, le ruisseau de Saint-Vincent, le Stang Varric, le Gouech Terreun, le ruisseau de la Fontaine de lochrist, le ruisseau de la Fontaine Saint-Maurice, le ruisseau de Pont-er-len, le ruisseau du Moulin de Cabrec, le ruisseau Gouech Terreun et divers autres petits cours d'eau,.
Le Scorff, d'une longueur de 79 km, prend sa source dans la commune de Ploërdut et se jette  dans le Blavet en limite de Lorient et de Lanester, après avoir traversé 18 communes.
Le Moulin de Tallené, d'une longueur de 13 km, prend sa source dans la commune  et se jette  dans le Blavet à Lanvaudan, après avoir traversé quatre communes.

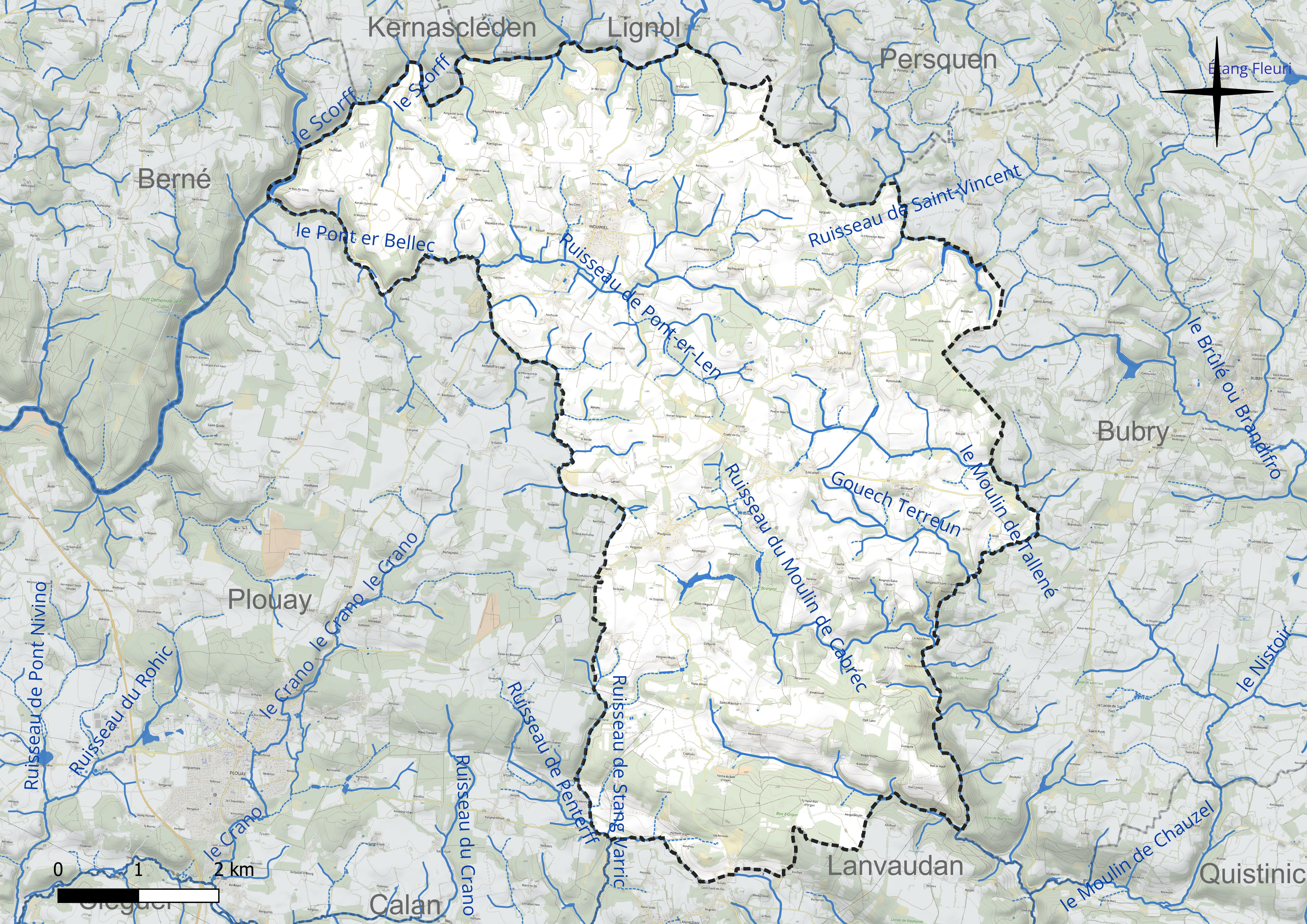
Réseau hydrographique d'Inguiniel.
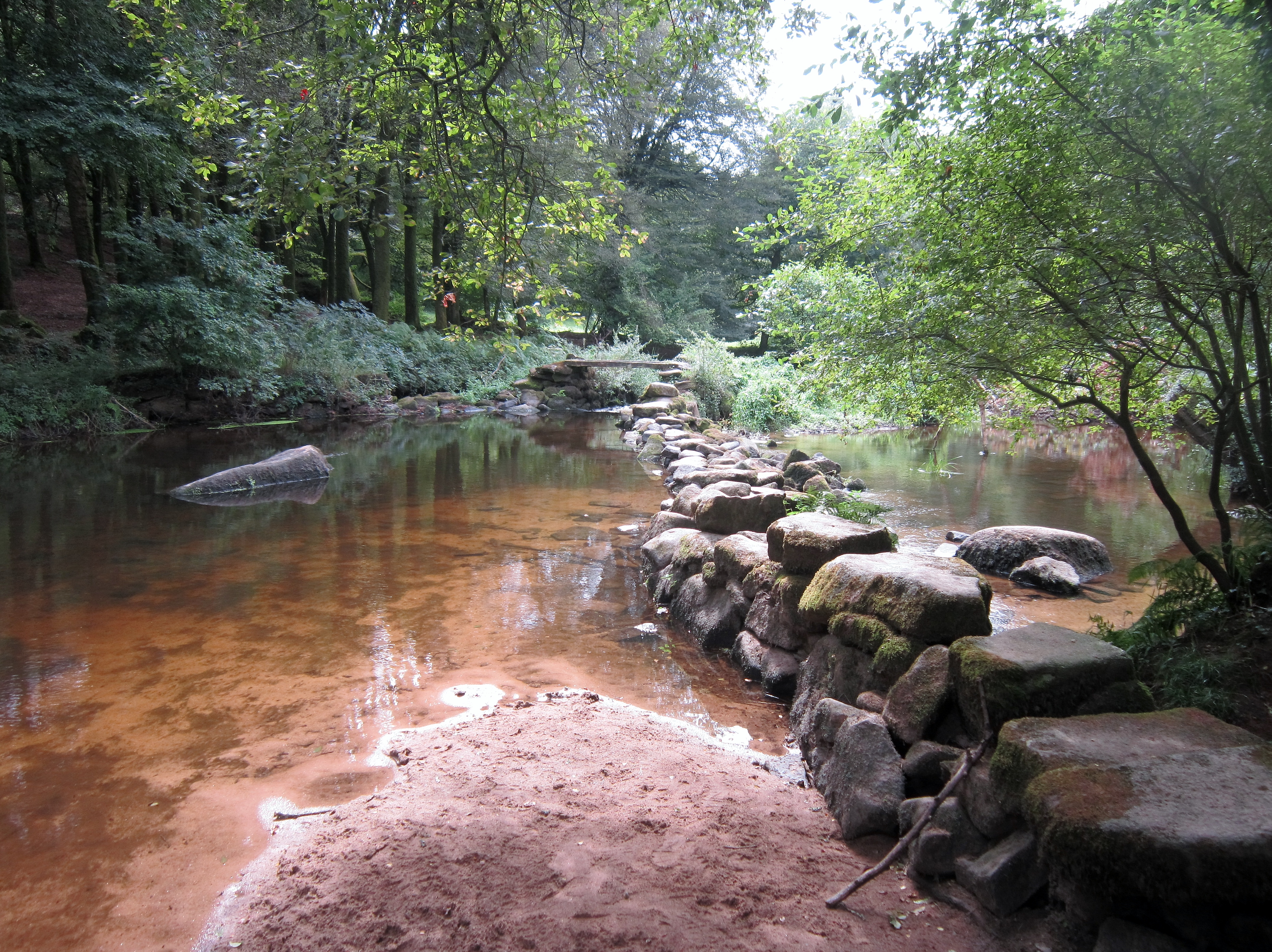
L'ancienne pêcherie ou gored de Coscodo sur le Scorff (limite entre les communes de Berné et d'Inguiniel).

### La forêt de Lann Bourgeol
Bien que celle-ci n'apparaisse dans aucun classement, la commune possède une forêt communale nommée Lann Bourgeol.

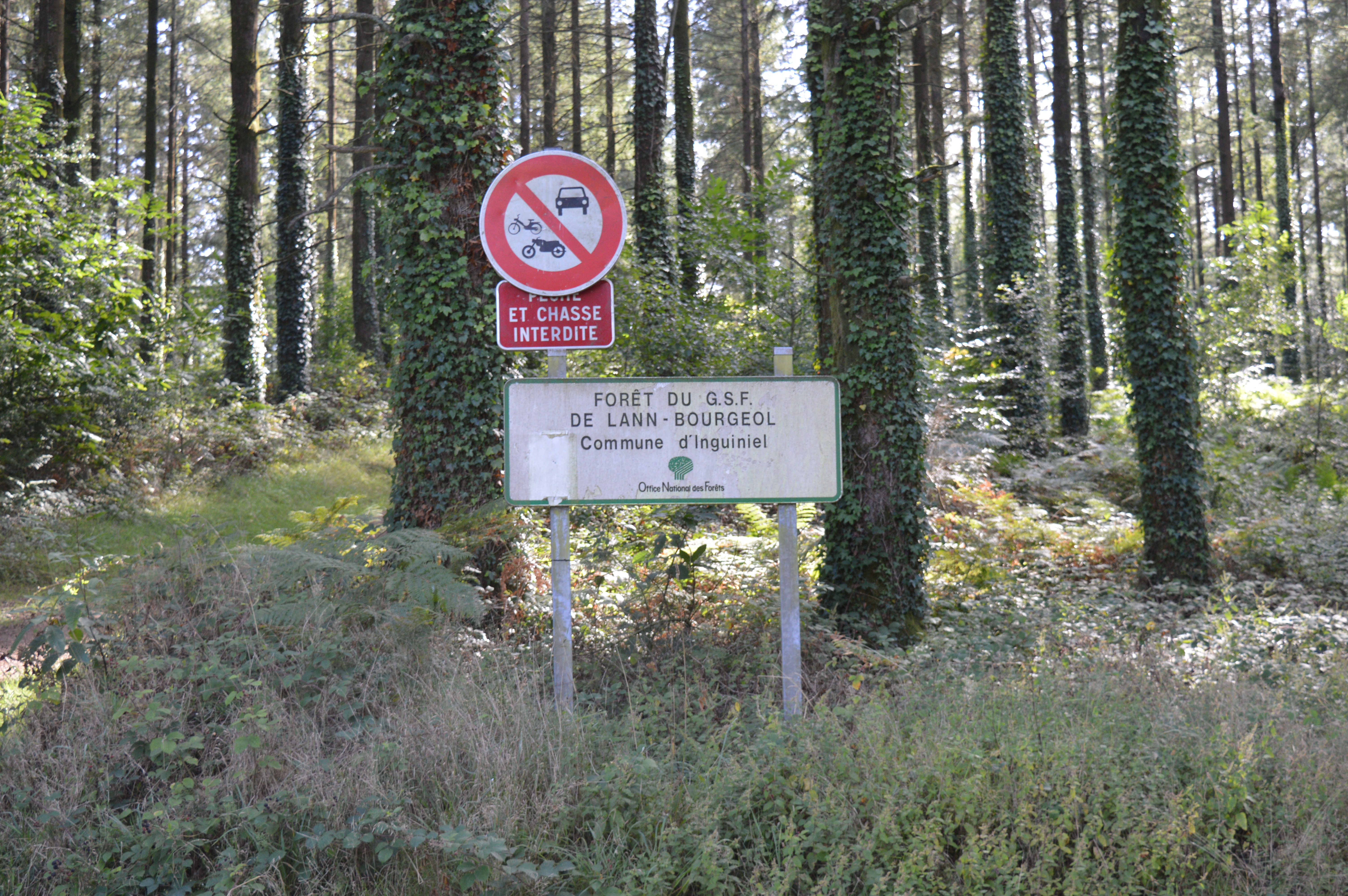
Panneau d'entrée de la forêt communale - Lann Bourgeol.
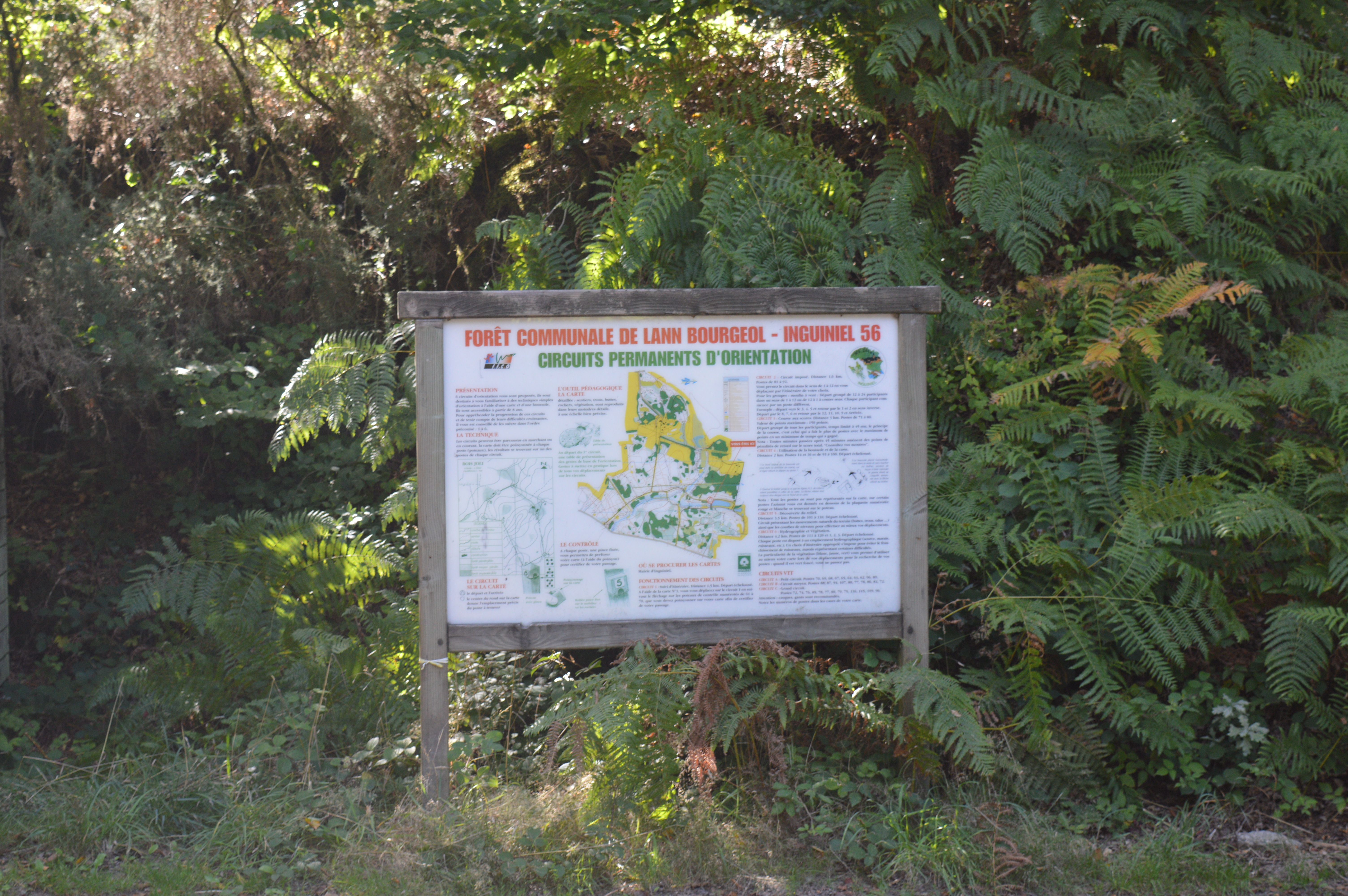
Panneau représentant les circuits de marche de la forêt communale de Lann Bourgeol
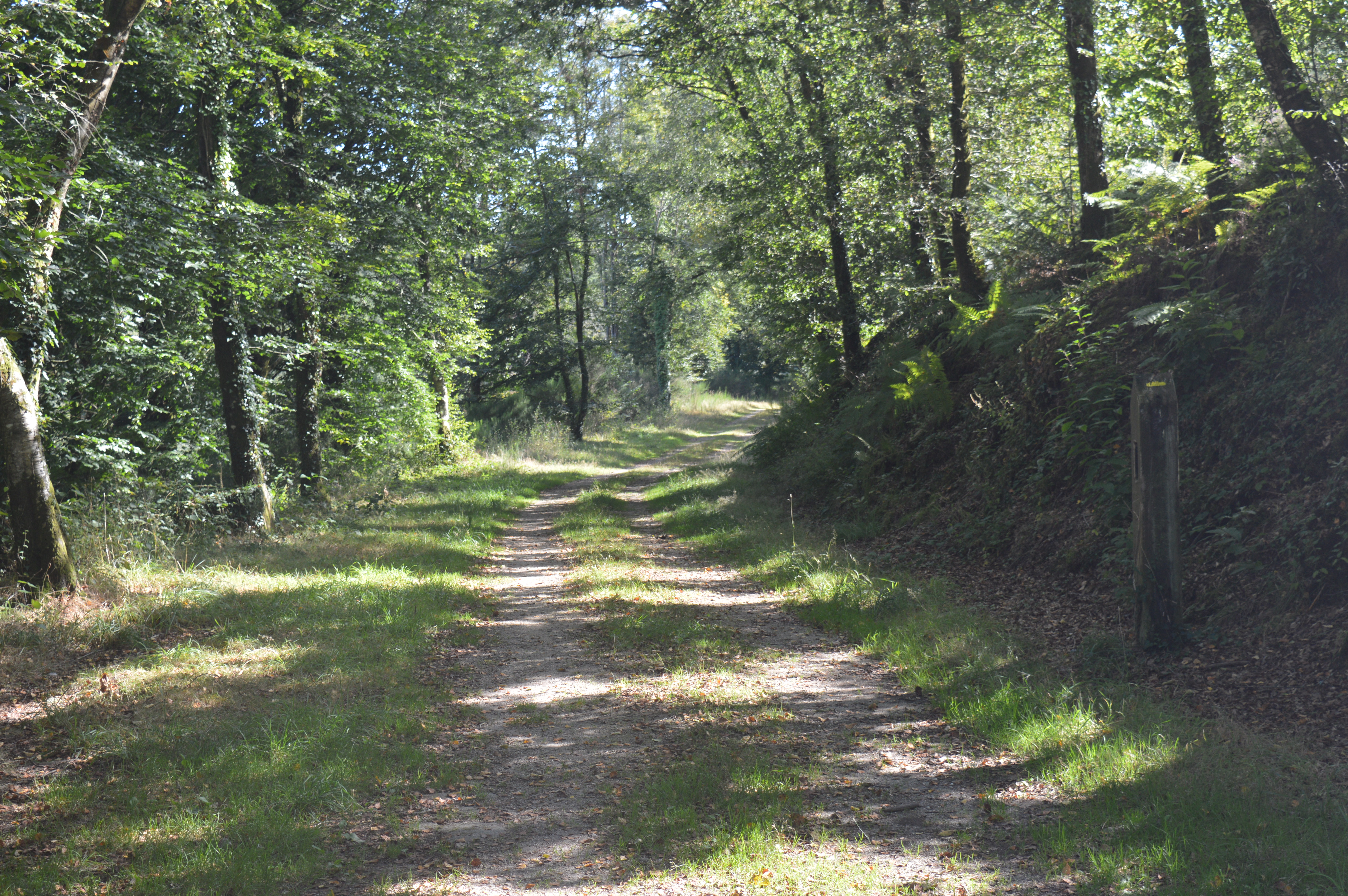
Un des chemins de la forêt communale de Lann Bourgeol.
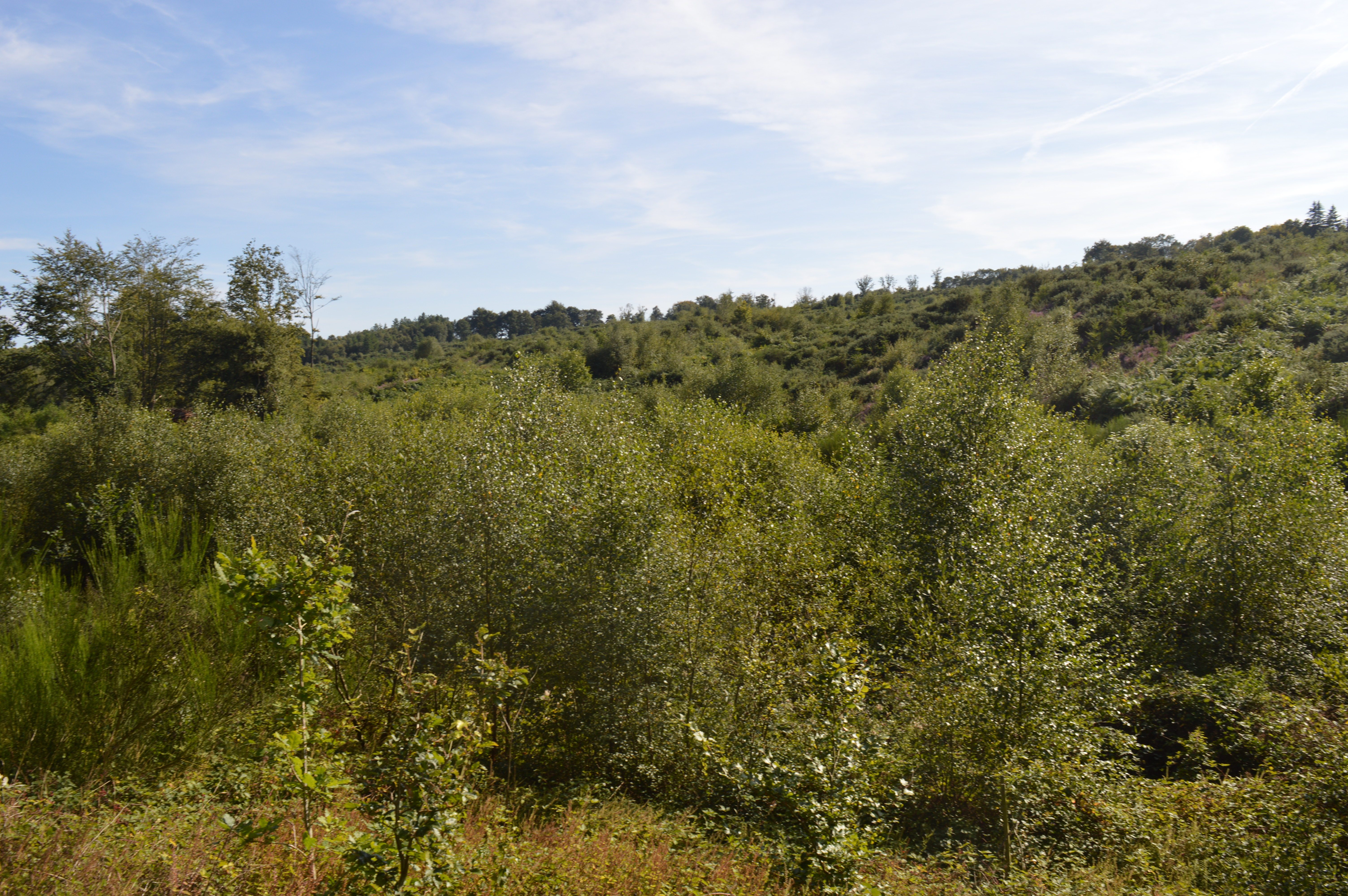
Nouveaux plants d'arbres plantés dans la forêt communale de Lann Bourgeol.

Plusieurs autres espaces boisés, qui correspondent généralement aux parties les plus élevées de la commune, se trouvent dans la commue, le plus vaste étant le Bois d'Organ, mais ils sont nombreux aussi  aux alentours du château de Kerascouët, ainsi que sur les versants pentus des divers cours d'eau qui traversent la commune. D'autres sont ou ont été couverts de landes comme le suggère la toponymie (Lande de Bocadé, Lande de Roscouëdo).

### Climat
Pour des articles plus généraux, voir Climat de la Bretagne et Climat du Morbihan.
En 2010, le climat de la commune est de type climat océanique franc, selon une étude du CNRS s'appuyant sur une série de données couvrant la période 1971-2000. En 2020, Météo-France publie une typologie des climats de la France métropolitaine dans laquelle la commune est exposée à un climat océanique et est dans la région climatique Bretagne orientale et méridionale, Pays nantais, Vendée, caractérisée par une faible pluviométrie en été et une bonne insolation. Parallèlement l'observatoire de l'environnement en Bretagne publie en 2020 un zonage climatique de la région Bretagne, s'appuyant sur des données de Météo-France de 2009. La commune est, selon ce zonage, dans la zone « Intérieur », exposée à un climat médian, à dominante océanique.
Pour la période 1971-2000, la température annuelle moyenne est de 11,2 °C, avec une amplitude thermique annuelle de 11,9 °C. Le cumul annuel moyen de précipitations est de 1 018 mm, avec 15,1 jours de précipitations en janvier et 8,1 jours en juillet. Pour la période 1991-2020, la température moyenne annuelle observée sur la station météorologique la plus proche, située dans la commune de Plouay à 8 km à vol d'oiseau, est de 11,8 °C et le cumul annuel moyen de précipitations est de 1 149,0 mm,. Pour l'avenir, les paramètres climatiques de la commune estimés pour 2050 selon différents scénarios d’émission de gaz à effet de serre sont consultables sur un site dédié publié par Météo-France en novembre 2022.

## Urbanisme

### Typologie
Au 1er janvier 2024, Inguiniel est catégorisée commune rurale à habitat très dispersé, selon la nouvelle grille communale de densité à sept niveaux définie par l'Insee en 2022.
Elle est située hors unité urbaine. Par ailleurs la commune fait partie de l'aire d'attraction de Lorient, dont elle est une commune de la couronne,. Cette aire, qui regroupe 31 communes, est catégorisée dans les aires de 200 000 à moins de 700 000 habitants,.

### Zonages d'études
Selon les zonages d'études définis par l'Insee, Inguiniel appartient à l'aire urbaine de Lorient, au bassin d'emploi de Lorient et au bassin de vie de Plouay.

### Occupation des sols

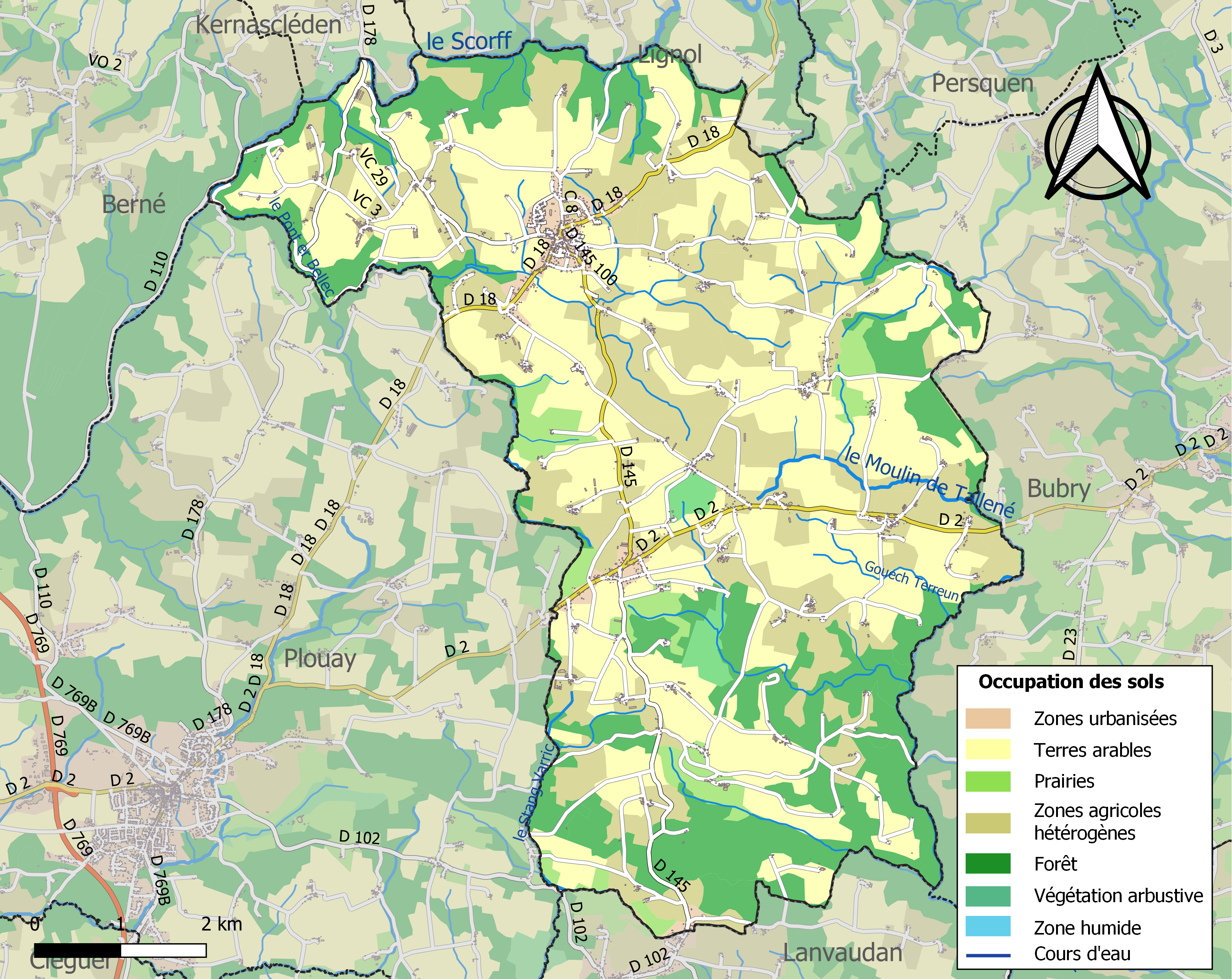
Carte des infrastructures et de l'occupation des sols de la commune en 2018 (CLC).

Le tableau ci-dessous présente l'occupation des sols détaillée de la commune en 2018, telle qu'elle ressort de la base de données européenne d’occupation biophysique des sols Corine Land Cover (CLC).
| Type d’occupation                                                                   | Pourcentage | Superficie (en hectares) |
| ----------------------------------------------------------------------------------- | ----------- | ------------------------ |
| Tissu urbain discontinu                                                             | 2,3 %       | 117                      |
| Terres arables hors périmètres d'irrigation                                         | 41,0 %      | 2110                     |
| Prairies et autres surfaces toujours en herbe                                       | 4,0 %       | 205                      |
| Systèmes culturaux et parcellaires complexes                                        | 22,0 %      | 1133                     |
| Surfaces essentiellement agricoles interrompues par des espaces naturels importants | 6,6 %       | 339                      |
| Forêts de feuillus                                                                  | 9,2 %       | 474                      |
| Forêts de conifères                                                                 | 7,0 %       | 359                      |
| Forêts mélangées                                                                    | 6,7 %       | 347                      |
| Forêt et végétation arbustive en mutation                                           | 1,2 %       | 60                       |
| Source : Corine Land Cover                                                          |             |                          |

### Morphologie
La morphologie d'Inguiniel est basée sur cinq pôles bâtis conséquents, formés par le centre-bourg, Lochrist, Locunel, Kerihuel et Poulgroix. On observe ainsi quatre niveaux d'organisation : le bourg, Poulgroix (pôle d’urbanisation secondaire), les hameaux, ainsi que les fermes et maisons isolées. Chacune de ces entités correspond à des formes, à des typologies et à des dynamiques d’évolution spécifiques. Au 15 avril 2020, aucune donnée sur l'occupation des sols d'Inguiniel n'est disponible au sein de son plan local d'urbanisme.

#### Le bourg
Le bourg n'est pas polarisé sur une place centrale, mais un ensemble composé de deux places principales de part et d’autre de l’église : la place de l'Église et la place des Tilleuls.
Ces grands espaces ouverts se sont développés sur une ligne de crête. Ils sont bordés de bâtis de divers types, agglomérées, relevant tant des maisons typiques de bourgs que du bâti rural avec des alignements de petits logis et dépendances formant des longères orientées au Sud. Ces longères sont implantées de façon à être alignées, en ordre continu et ouvrent sur des cours communes. Un ancien hôtel haut de trois niveaux en béton, datant de l’après-guerre, est dressé en face de l'église. Le centre-bourg concentre aujourd’hui des équipements, la quasi-totalité des commerces et les services communaux. Les lotissements récents qui ont prolongé le centre ancien et les maisons qui y ont été réalisées sont sans intérêt majeur, parfois sans réelle composition urbaine et sans continuité morphologique avec le tissu existant. Cependant, le lotissement situé un peu à l'écart, à l'ouest de l'agglomération, placé sur la pente a été composé avec soin. La cité Simura à l’est du bourg, possède, elle aussi un intérêt urbanistique et architectural remarquable.
Les abords du bourg sont marqués au sud, le long de la route de Plouay, par des installations artisanales (zone d’activités de Prad Pont) bien intégrées et au nord par des bâtiments hébergeant des équipements publics (écoles, salle communale…), ce qui permet de regrouper, sur de faibles distances, l’essentiel des équipements communaux.

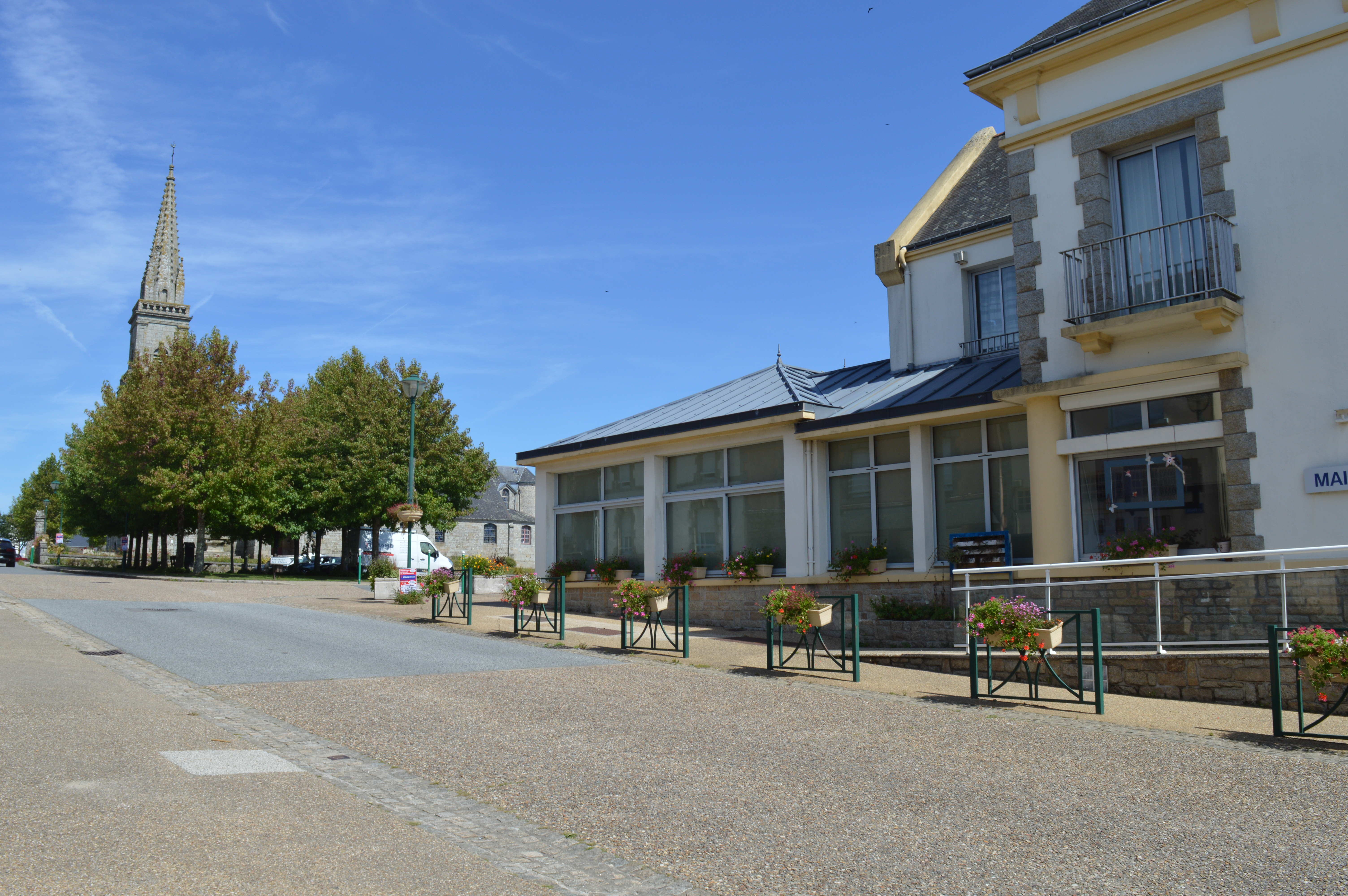
Le bourg d'Inguiniel.
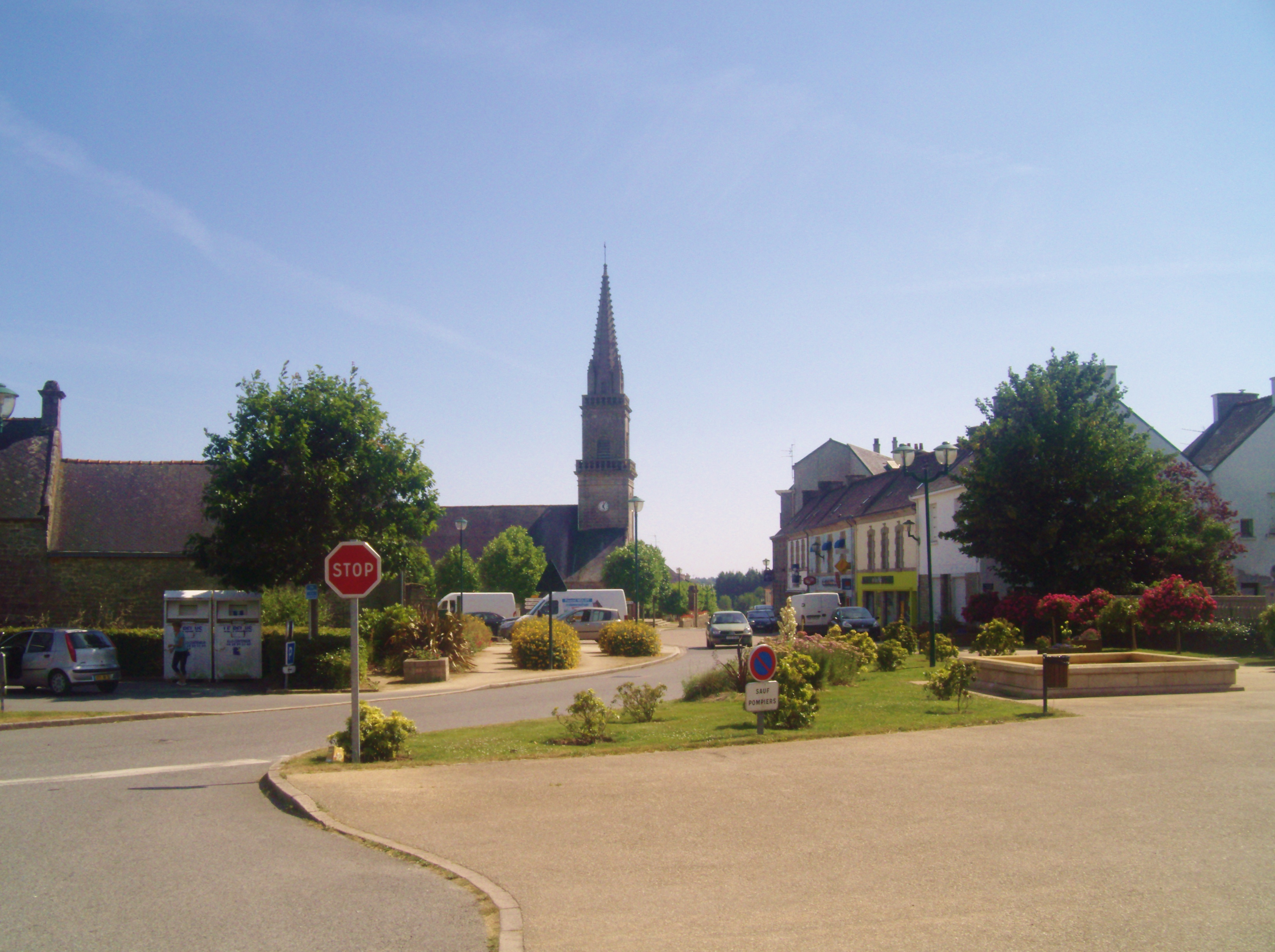
Le bourg d'Inguiniel.
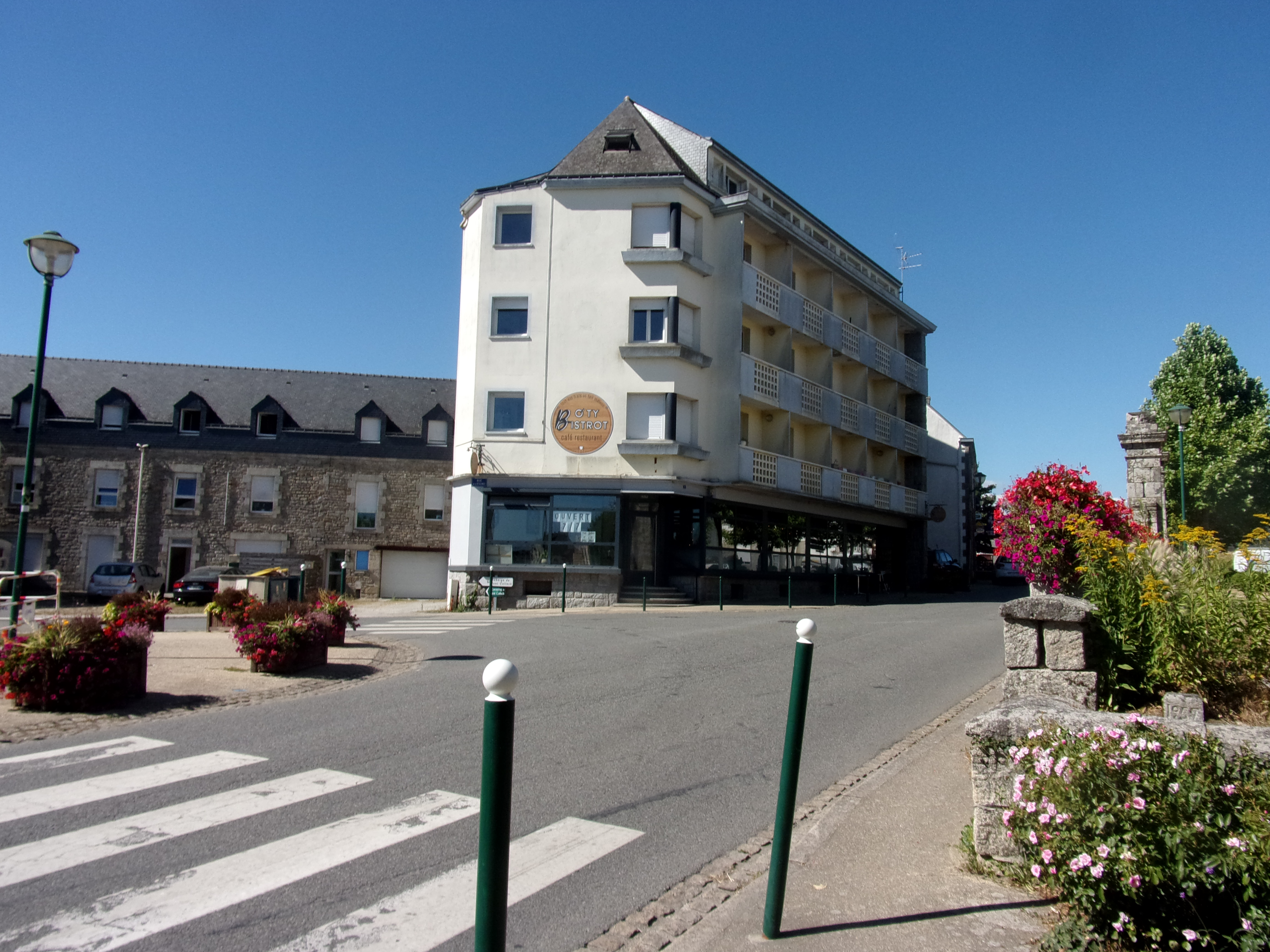
L'hôtel bistrot du centre-bourg, construction en béton des années 1950.
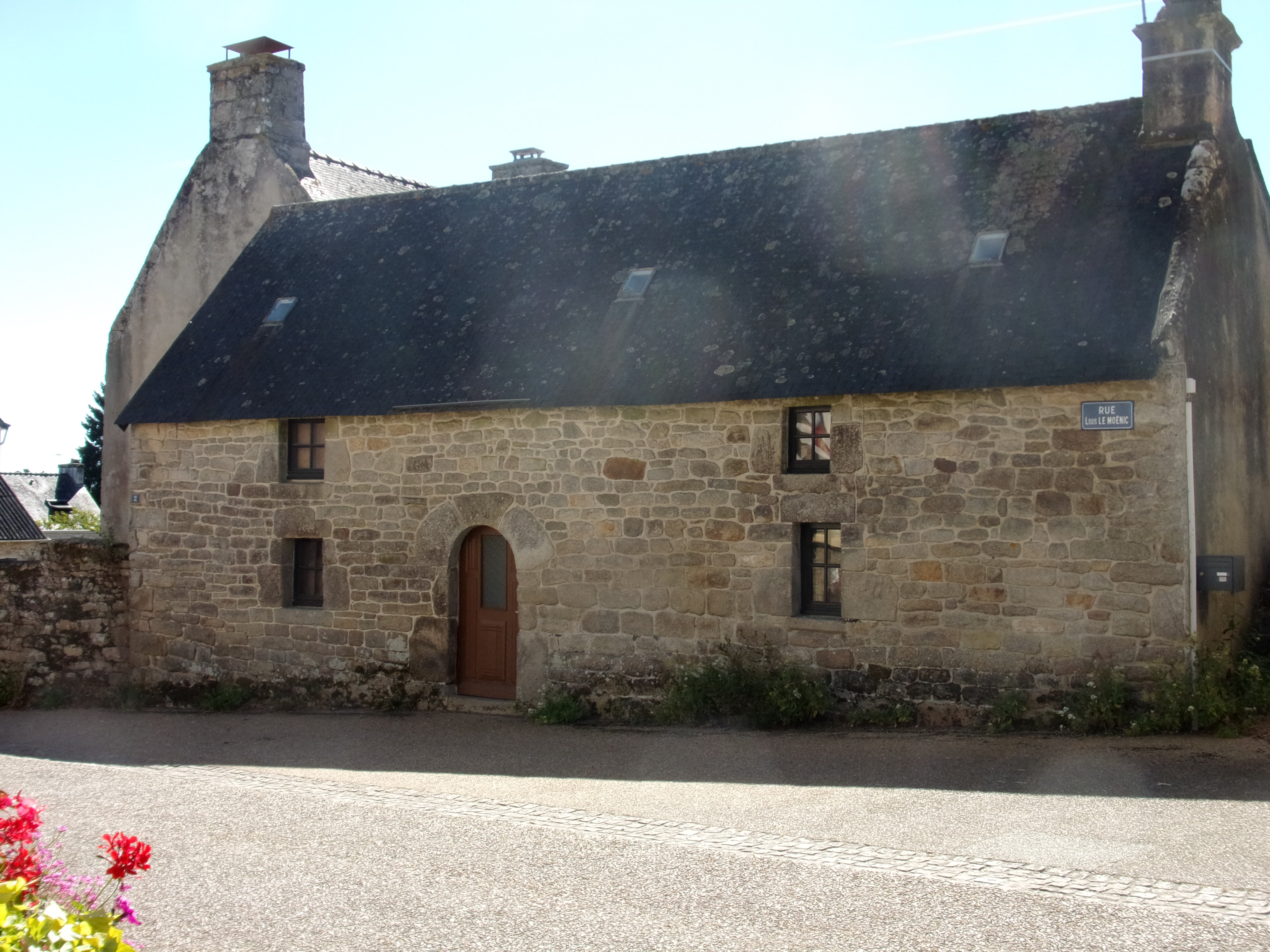
Une des plus vieilles maisons du bourg.

#### Poulgroix (pôle d’urbanisation secondaire)
Poulgroix s'est développé assez récemment et s’est organisé à l'intersection de la RD2 et la RD145, offrant une accessibilité privilégiée depuis les centres urbains voisins. Quelques commerces et services y sont installés (dépôt de pain, bar) mais néanmoins sans réelle structure urbaine tenue malgré l’ancrage initial au croisement des départementales. En outre, la majorité des constructions datent des années 1960 à 1980 et la plupart ne présentent pas un grand intérêt architectural.

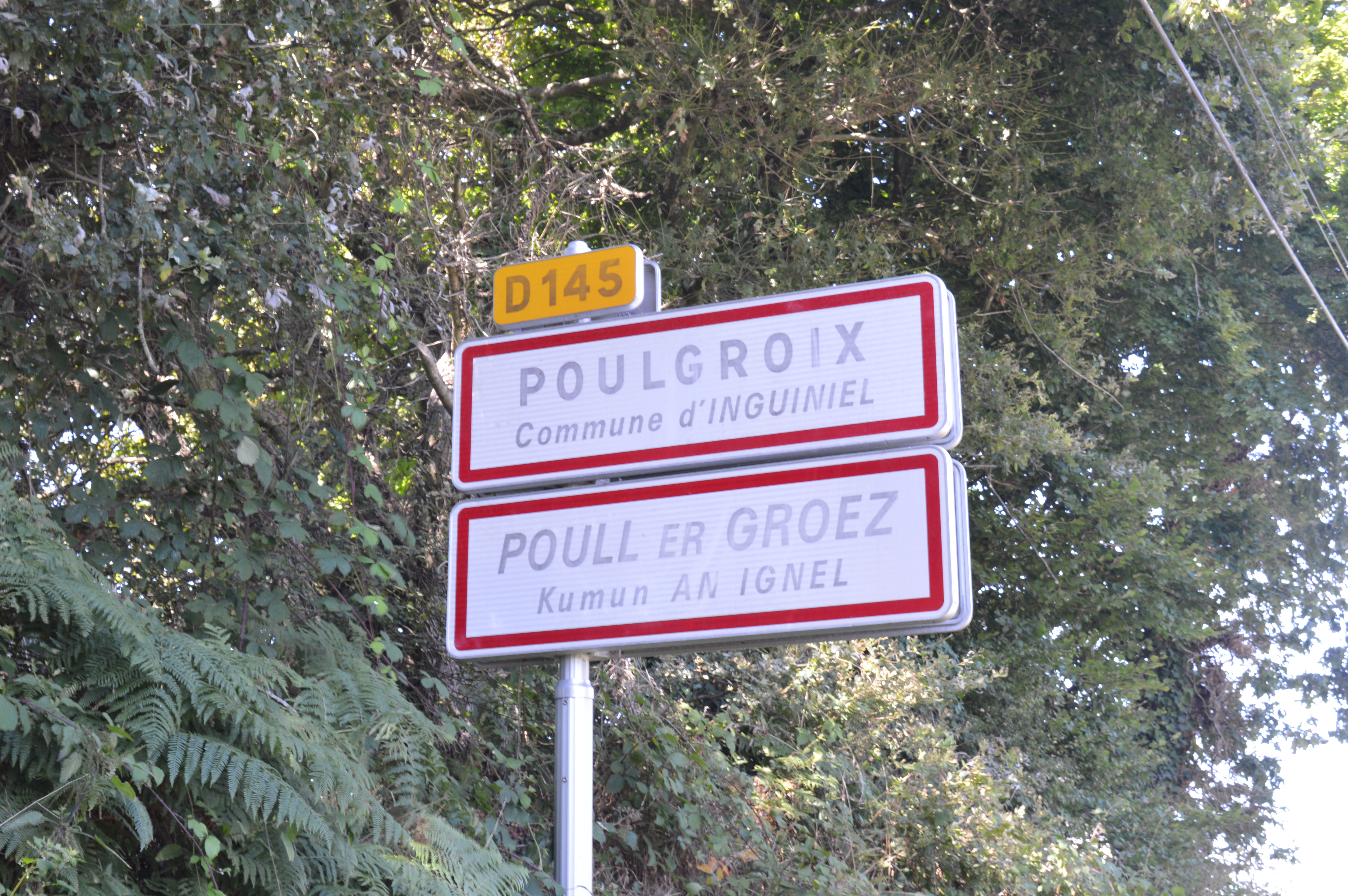
Panneau bilingue français-breton d'entrée d'agglomération.
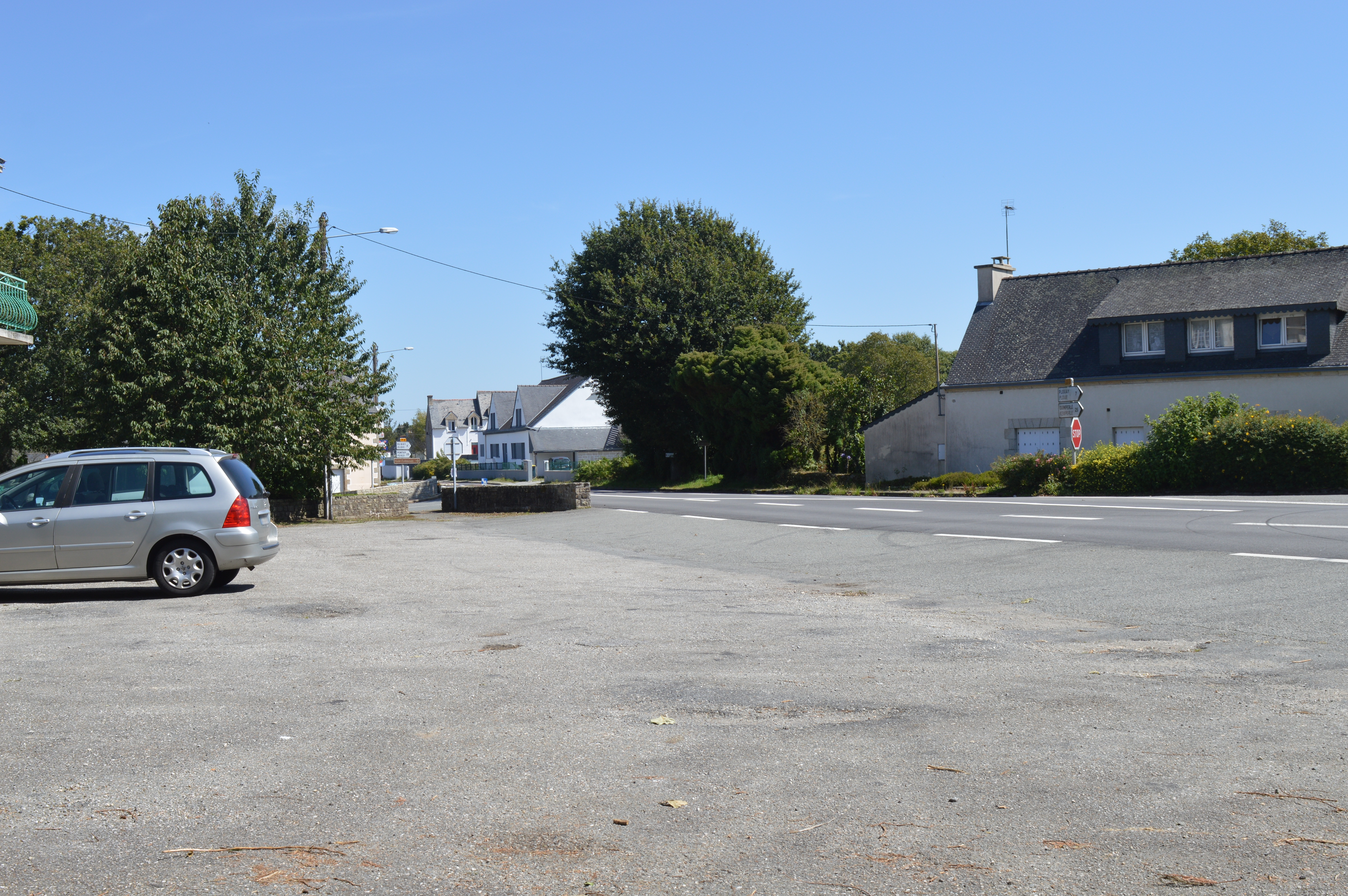
Bourg de Poulgroix.
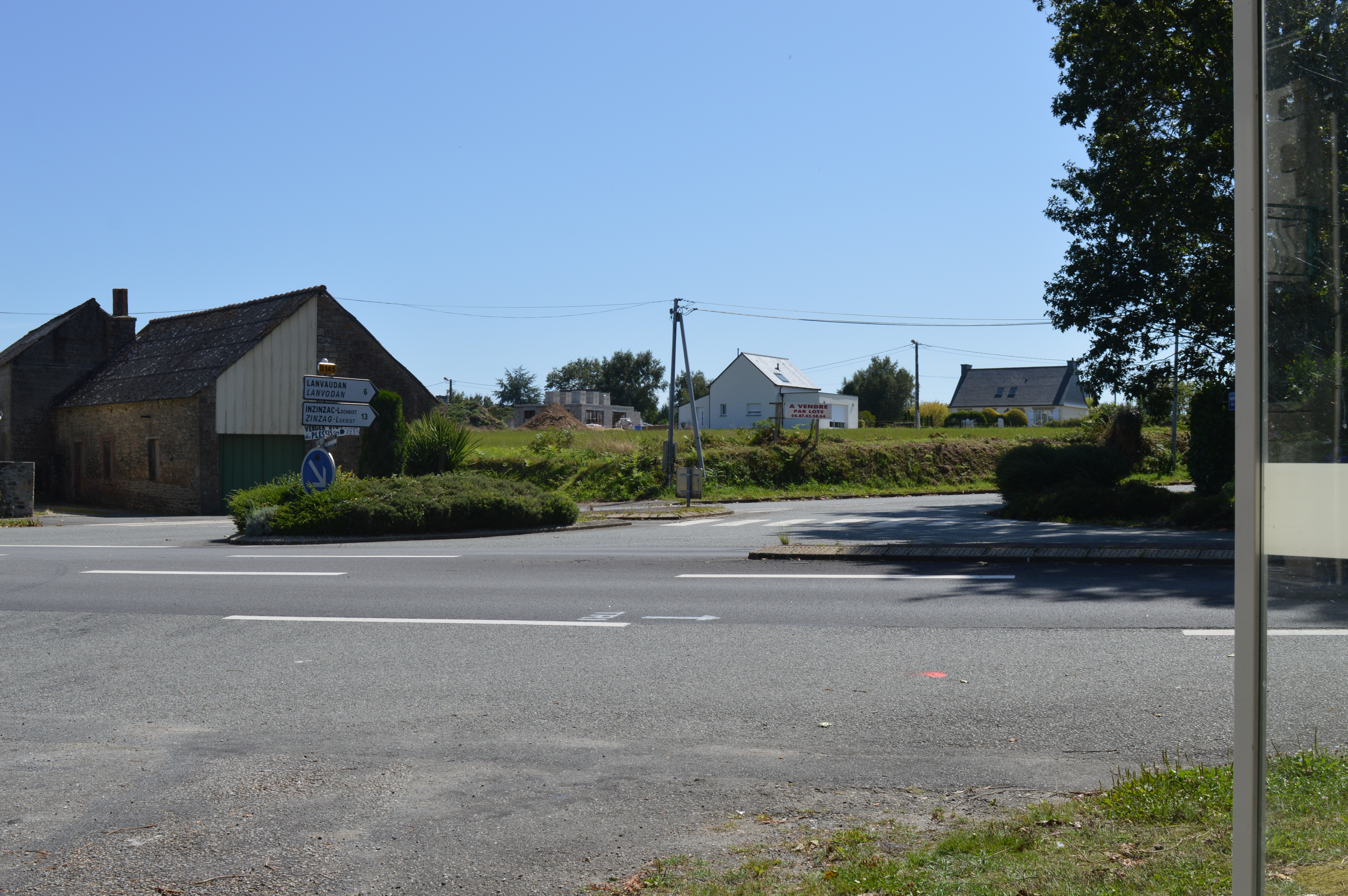
Bourg de Poulgroix.

#### Les hameaux
De la même façon qu’au sein des communes voisines, l’occupation de l’espace en hameaux et lieux-dits reste déterminante dans ce paysage à dominante rurale. Ils sont ainsi une quarantaine répartis dans la commune. Cette tradition rurale et la vocation agricole affirmée par la commune ont guidé et guident toujours les choix de développement. Certains hameaux, comme Lochrist et Locunel, constituaient historiquement des pôles d’urbanisation importants dans la commune.
Locunel s'est organisé le long de la RD2. La ferme de Locunel présente un intérêt architectural indéniable même si certains bâtiments sont en mauvais état. L’école publique maternelle et primaire "Les Plumes" y est implantée. Les hameaux qui parsèment le territoire communal, possèdent souvent des constructions rurales anciennes intéressantes, et parfois des ensembles homogènes (Kerganiet-Saint-Lalu, Kergrain Morlo, Kerguendo, Saint-Maurice…).
À l'origine, la majorité de ces hameaux était constituée d'une ou plusieurs fermes. Autour de cet habitat ancien se sont ensuite greffées, à partir des années 1950, des habitations nouvelles (maisons neuves des agriculteurs) et des bâtiments agricoles, en rupture avec les implantations, les gabarits et les couleurs de l'architecture traditionnelle. Bien que respectant globalement le cadre paysager et architectural, ces nouvelles constructions ont contribué à créer une diversité des types d’habitats. Aujourd'hui se côtoient au sein des hameaux des agriculteurs et des non-agriculteurs. Et bâti ancien de qualité est souvent rénové.
L’urbanisation des hameaux est donc très hétérogène. Si de nombreuses constructions anciennes d’intérêt patrimonial sont présentes, le bâti contemporain est également très représenté, créant ainsi des disparités dans la cohérence visuelle des paysages urbanisés et les logiques d’implantation. En termes de diagnostic, il apparaît très nettement des différences entre les « logiques d’urbanisation » qui ont prévalu à chacune des époques de construction. De nombreuses fermes et maisons isolées jalonnent le territoire communal.

### Logement
En 2016, le nombre total de logements dans la commune était de 1 131, alors qu'ils étaient de 1 081 en 2011.
Parmi ces logements, 82,1 % étaient des résidences principales, 7,6 % des résidences secondaires et 10,3 % des logements vacants. Ces logements étaient pour 94,8 % d'entre eux des maisons individuelles et pour 5,0 % des appartements.
La proportion des résidences principales, propriétés de leurs occupants était de 83,2 %, en légère hausse par rapport à 2011 (81,1 %). La part de logements HLM loués vides était de 1,4 % contre 1,3 %, leur nombre étant constant 13 contre 12. L'habitat rural Inguinielois est particulièrement riche. On peut noter la présence :
- de bâtis anciens intéressants à Kergelin, Le Moustoir, La Ville-Neuve Saint-Lalu (malgré les couvertures en tôles), Le Herveno, Manérédo, Le Rouscouedo (1667), Lann Kerguton, Locunel (ferme), Le Guillec (chaumière), Keraise, Kerganiet Saint-Claude, ferme du Bois d'Organ, Morgalèse, Kergal Vras, etc.[4] ;
- d'ensembles architecturaux remarquables à Keganiet-Saint-Lalu, Kerguendo (1650, puits), Kermonac'h (longère et jardins en terrasse clos de hauts murs), Saint-Maurice (aspect général du hameau)[4].

### Planification de l'aménagement
L’urbanisme fait partie des compétences transférées aux communes par la loi de décentralisation du 7 janvier 1983.
Dans ce cadre, la commune prescrit l'élaboration d'un plan d'occupation des sols, approuvé le 20 juin 1987 puis modifié, la dernière modification approuvée remontant au 29 juillet 2014. La révision du POS et la transformation en PLU le 2 octobre 2007 sont complétés par la délibération du conseil municipal du 26 janvier 2016.

### Projets d'aménagement
Plusieurs projets d'aménagements sont déclinés dans la partie « Orientation d’aménagement et de programmation » du P.L.U de la commune..
Pour l'est du bourg, l'étendre et promouvoir des raccourcis piétons rejoignant les aménagements de la rue de la Libération au sud du secteur, contre un accès voiture uniquement par la rue du Levant au nord qui permet déjà l'accès à l'Espace du Scorff.
Pour le sud du bourg, desservir les futurs lots sans créer de nouvelle sortie sur la rue de la Libération jugée dangereuse sur ce tronçon. Et proposer des lots étroits orientés nord-sud, permettant de mettre en place des mitoyennetés afin d'atteindre une densité intéressante.
Pour le centre du bourg, le densifier et créer une percée est-ouest afin de mieux desservir le cœur d'îlot, sans en faire un raccourci pour les voitures. Tous cela en réussissant l'intégration de nouvelles typologies bâties dans le tissu ordinaire du bourg, sans donner l'image d'une poche d'habitat pavillonnaire dans l'îlot et en opérant la greffe avec l'espace public qui se déploie autour de l'église, en passant par un espace intermédiaire : le square du 19-Mars-62. Il est aussi question de mettre en valeur un espace paysager entre le cœur du bourg et le futur lotissement programmé au sud. Et de poursuivre des liaisons piétonnes amorcées par le futur lotissement, afin de les raccrocher au chemin menant à la poste.
Pour le sud du bourg, l'étendre et proposer des orientations cohérentes avec le futur lotissement en cours, à mi-chemin entre le bourg et le secteur urbanisé. Et permettre des continuités piétonnes et cyclables vers les services proposés par le bourg.
Enfin, pour le nord du bourg, y déplacer le bâtiment des Services techniques de la commune sur une parcelle proche du centre et à proximité d'autres équipements. Et mettre en place des aménagements et une implantation qui n'entraveront pas le renouvellement urbain ou la création d'un habitat dense aux alentours.

### Voies de communication et transports

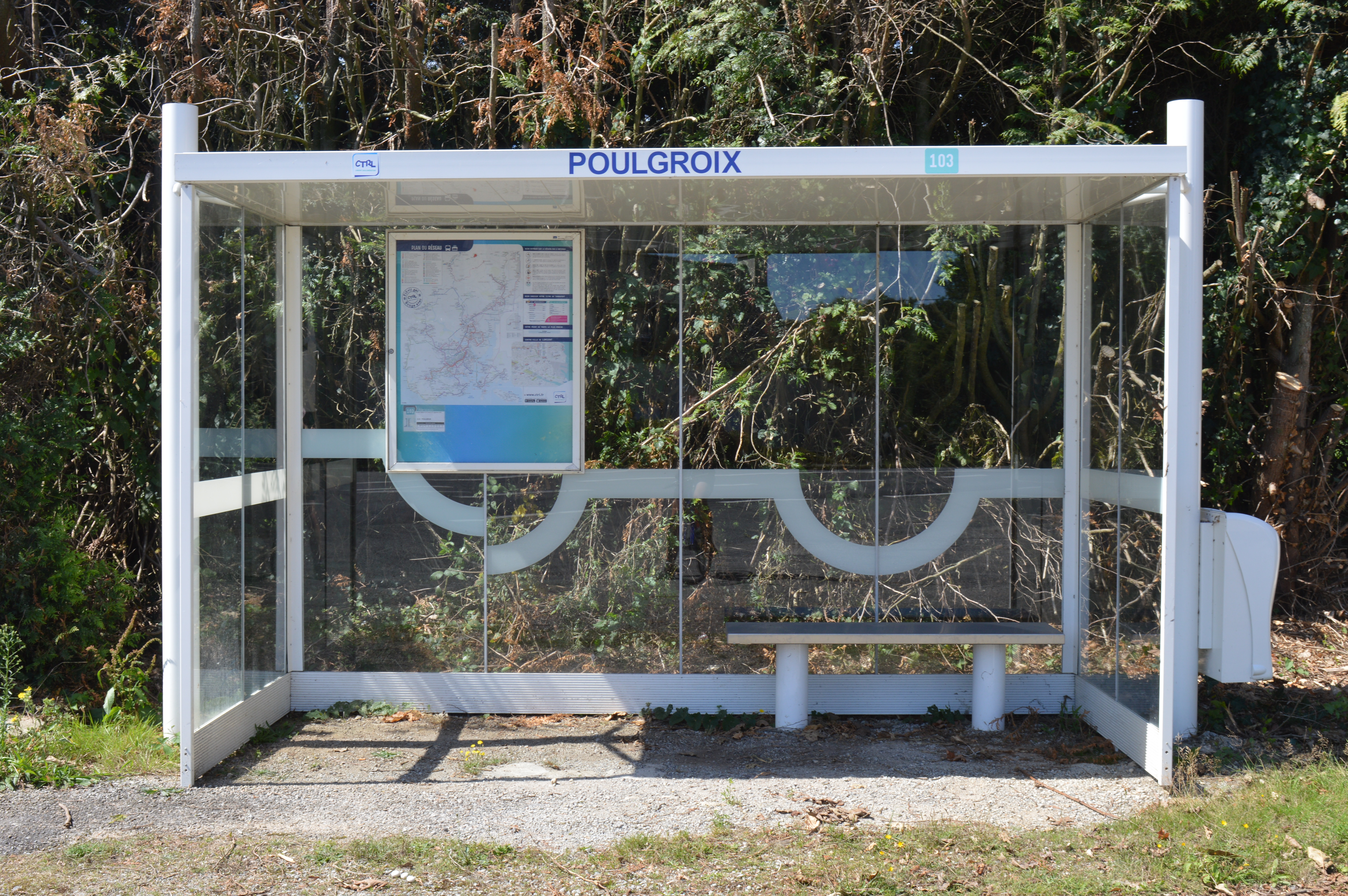
Arrêt de bus (Poulgroix).

Inguiniel est traversée par trois routes départementales : la RD18, reliant Plouay à la RD782 (ancienne Route nationale 782 déclassée) en direction de Guémené-sur-Scorff et traversant la commune d'ouest en est, un axe nord-sud constitué de la RD145 qui part du bourg, reliant la commune à Lanvaudan en direction du sud-ouest, et de la RD2 au sud reliant Plouay à Pontivy en direction du nord-est.
Les temps de parcours enregistrés pour les liaisons de la commune avec les pôles principaux, via automobiles, sont les suivants : 1 h et 41 min pour Inguiniel - Rennes, 57 min pour Inguiniel - Vannes, 32 min pour Inguiniel - Lorient, 33 min pour Inguiniel - Pontivy.
Deux lignes de transport en commun par autocar du réseau de la Compagnie de transport de la région lorientaise (CTRL) desservent la commune :
la ligne 101 Inguiniel - Mairie↔Plouay et la ligne 103 Bubry - Centre ↔Plouay passant par Poulgroix.
Le GR de Pays Scorff-Blavet-Océan longe en majeure partie la vallée du Scorff, mais son tracé est par endroits sur la rive droite du Scorff qui appartient selon les endroits aux communes de Kernascléden ou de Berné.

### Énergie
En 2013, 0,25 W d'énergie renouvelable sont distribués à Inguiniel. La principale source d'énergie renouvelable reste l'énergie solaire qui représente la totalité de l'énergie verte produite sur le territoire communal. Au sein de la commune, 332,96 MWh d'énergie renouvelable sont produits par an alors que la demande totale à l'échelle de la ville, estimée par Électricité de France (EDF), est de 8 346 MWh. La ville à un ratio d'Indépendance énergétique égale à 3,8 %.

### Risques naturels et technologiques
La commune est vulnérable à différents aléas naturels : inondations, incendies au sein des divers espaces naturels de la commune, mouvements de terrains ou sismique (sismicité faible), risques climatiques (hiver exceptionnel, canicule ou tempête). Et est également exposée à un risque technologique : le transport de matières dangereuses.

### Qualité de l'environnement
La municipalité a pris des mesures de protection environnementales déclinées dans la section prévue à cet effet au sein du P.L.U., notamment via la création de deux zones spéciales de conservation (une au nord-ouest de la commune et l'autre au nord-est), mais aussi du recensement d'un site inscrit et la création de zone naturelle d'intérêt écologique, faunistique et floristique (ZNIEFF) de type 1 et de type 2. De plus, cela va de pair avec le recensement des zones humides et des cours d'eau.

## Toponymie

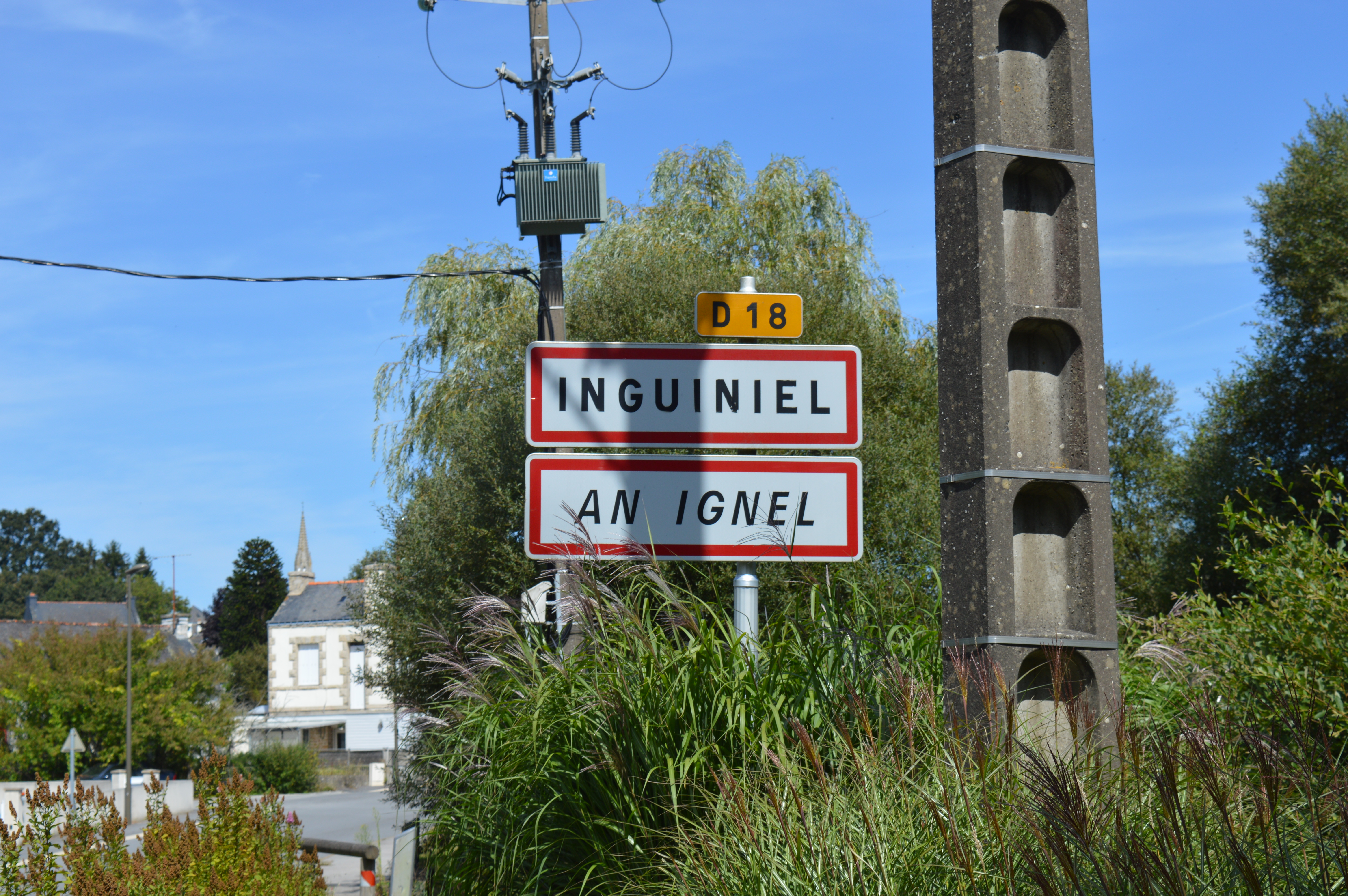
Panneau bilingue français-breton d'entrée du bourg d'Ingiuiniel.

Le toponyme est attesté pour la première fois sous la forme latine Yguynyel Parrocha en 1280, puis sous la forme, Yguyniel au XIIIe siècle. En 1332, le toponyme se trouve sous la forme Inquiniel ou Inguiniel (les 2 semblent se valoir).
L’origine du nom est incertaine. Le bourg étant situé sur une hauteur, ce nom comportait peut-être initialement le radical din indiquant un lieu fortifié, par exemple din-ewl, ancienne forme de Dinéault. Les bretonnants prononçant En Ignel, le "d" de din aurait ainsi disparu .
En breton, la commune se nomme An Ignel.
Le nom breton de la commune est An Ignel (prononcé [niˈɲəl]  ou [niˈjəl] ) et existe sous la forme de la variante An Iviniel.

## Histoire

### Préhistoire et Antiquité

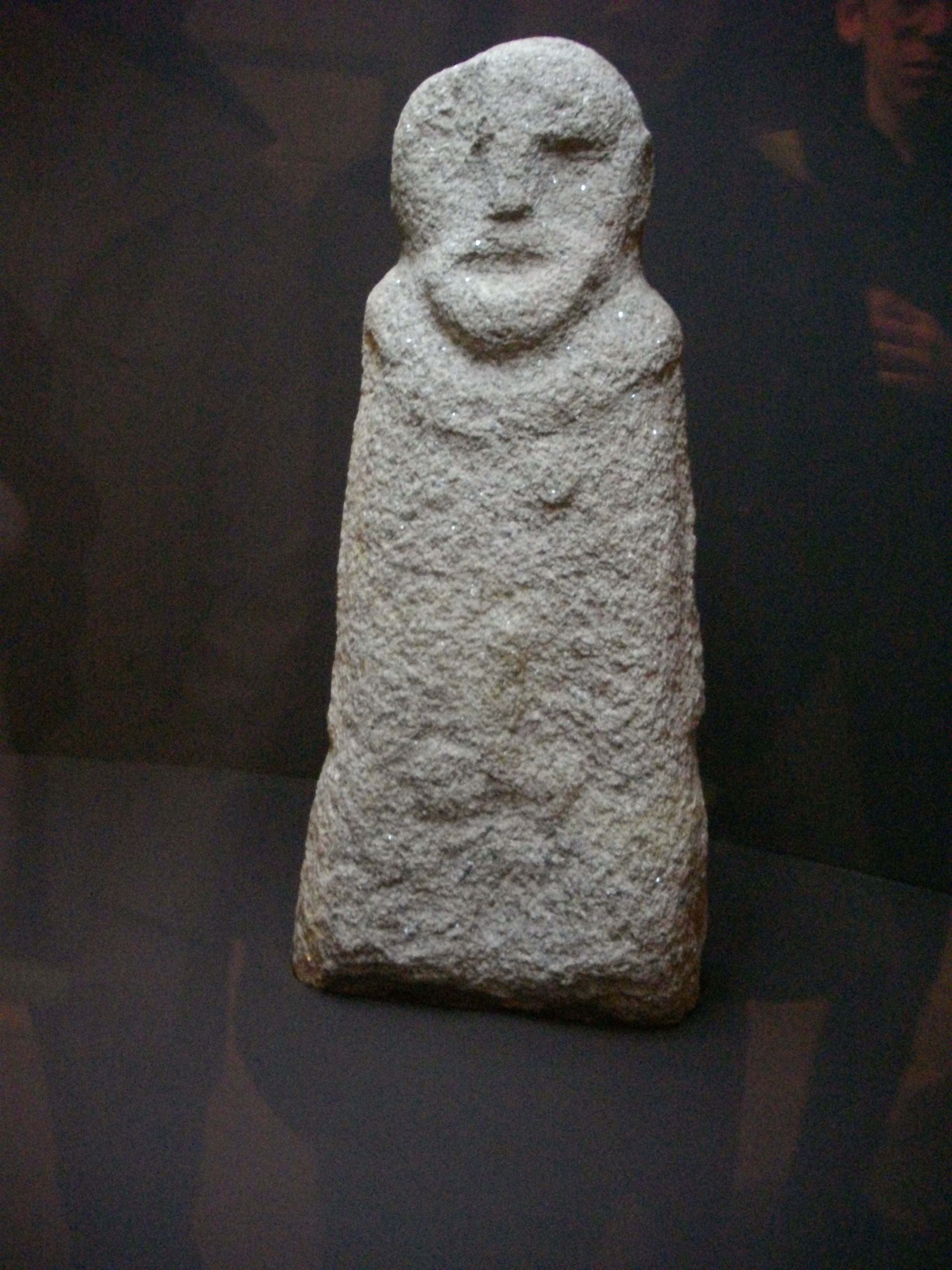
Statue gauloise en forme de stèle découverte à Inguiniel.

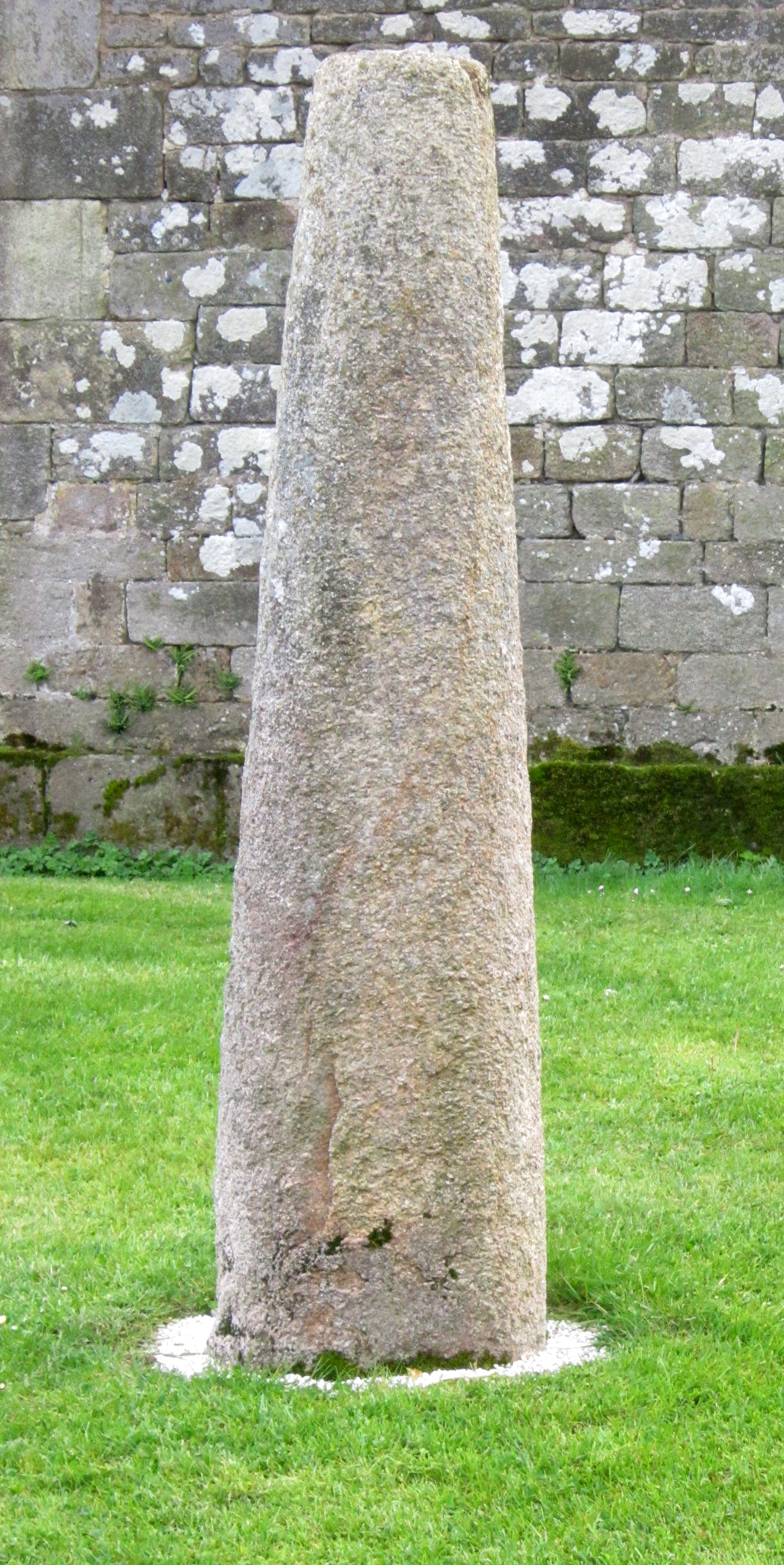
La stèle de Kerven Teignouse.

Des indications montrent des traces d'activités agricoles (élevage essentiellement) au moins à partir de l'âge du bronze (1500 à 1000 av. J.-C. environ). Le site de Kerven Teignouse, fouillé depuis 1992, a fourni des vestiges d'habitats de l'âge du fer.
La stèle gauloise anthropomorphe d'Inguiniel a été trouvée fortuitement à la fin de la décennie 1990. Taillée dans un bloc de granite local, elle mesure 59 cm de long.

« La tête circulaire présente les traits du visage en forme de « T », grâce à un nez large et rectiligne. La bouche, encadrée d'une barbe et d'une moustache, ainsi que les oreilles, sont nettement visibles. Le cou présente un bourrelet qui s'apparente à un collier, plutôt qu'à un torque. Le socle rectiligne est doté d'un sexe ithyphallique. Les bras disposés le long du corps sont droits et les mains surdimensionnées semblent tenir chacune un anneau. Cette stèle, de par son style, pourrait dater du VIe ou Ve siècle av. J.-C. Elle est sans équivalent en Bretagne. Elle se trouve désormais au Musée d'histoire et d'archéologie de Vannes. »

### Moyen Âge
Lors du haut Moyen Âge, la commune appartient au Kemenet-Héboé appelé plus tard Kemenet Hébois et Guémené-des-Bois. Cette grande seigneurie était un vaste démembrement du comté de Vannes et s'étendait du Blavet à l'Ellé et de l'océan au Kemenet-Guégant. Celle-ci comprenait donc Saint-Caradec-Hennebont, Inzinzac, Quistinic, Bubry, Inguiniel, Berné, Meslan, Guilligomarc'h, Arzano, Rédené, Plouay, Lanvaudan, Calan, Caudan, Cléguer, Pont-Scorff-Lesbin, Gestel, Quéven, Guidel, Plœmeur, Groix et peut être à l'origine Riantec.
À la suite du démantèlement du Kemenet-Héboé durant le XIIIe siècle, la châtellenie du Pontcallec,au sein duquel se trouve la paroisse d'Inguiniel, resta dans le domaine ducal jusqu'en 1332.Lors de cette annéé, Jean III de Bretagne donna à Jean de Derval « caillouc (sic) les prez, landes, pastures, foretz, et toutes autres choses appartenant à ladite chastellenie, les estangs, les moulins, les bois, avec les domaines et le manoir dudit lieu de Pontcaillouc et tout quanque nous avons (dit le Duc) ès paroisses de Beubry, de Questinic, de Inquiniel, de Berené, de Plouzaey (Plouay), de Clèguer, de Caudan, de Colzan (Cazlan ou Calan) et de Saint Caradouc près Hembont et l'estang de Kernescleden et tout ce que nous avions et poions et devions avoir èsdites paroisses et lieux par raison de ladite chastellenie excepté le peçoy de la mer la garde des églises et des chemins et les autres cas appartenans à nostre souveraineté et droit du duchié et le port de Hembont lequel nous retenons à nous. ».
Les maisons nobles suivantes y étaient connues en 1400 : le manoir de Locduluen, à Pierre Légal ; le Brefféan, à Bonabes Baud ; et Kereven, à Eon le Bigot.

### Temps modernes

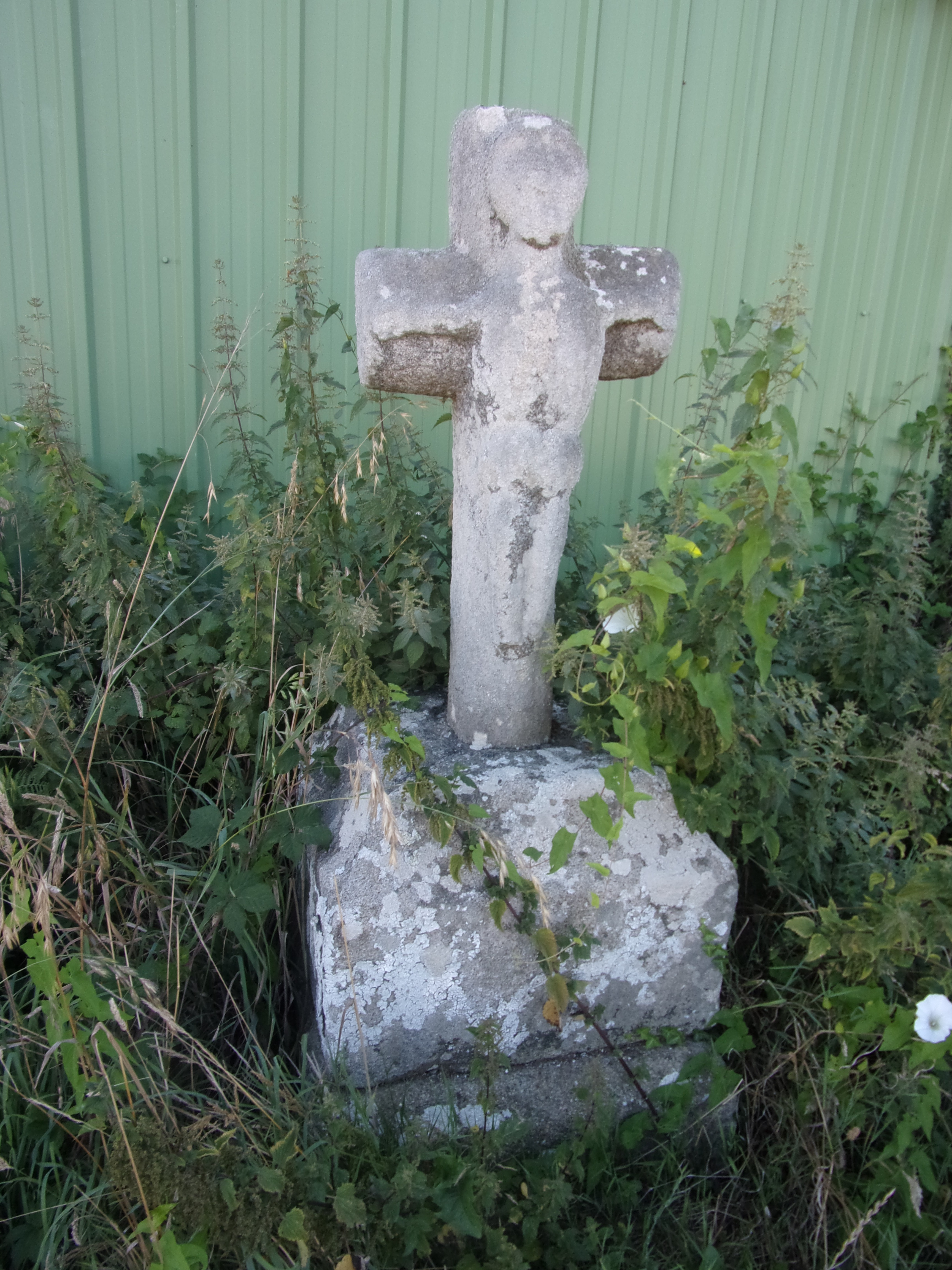
Croix de Pont er Len sur laquelle est sculptée un corps humain érigée à l'emplacement où Gabriel de Meherenc trouva la mort.

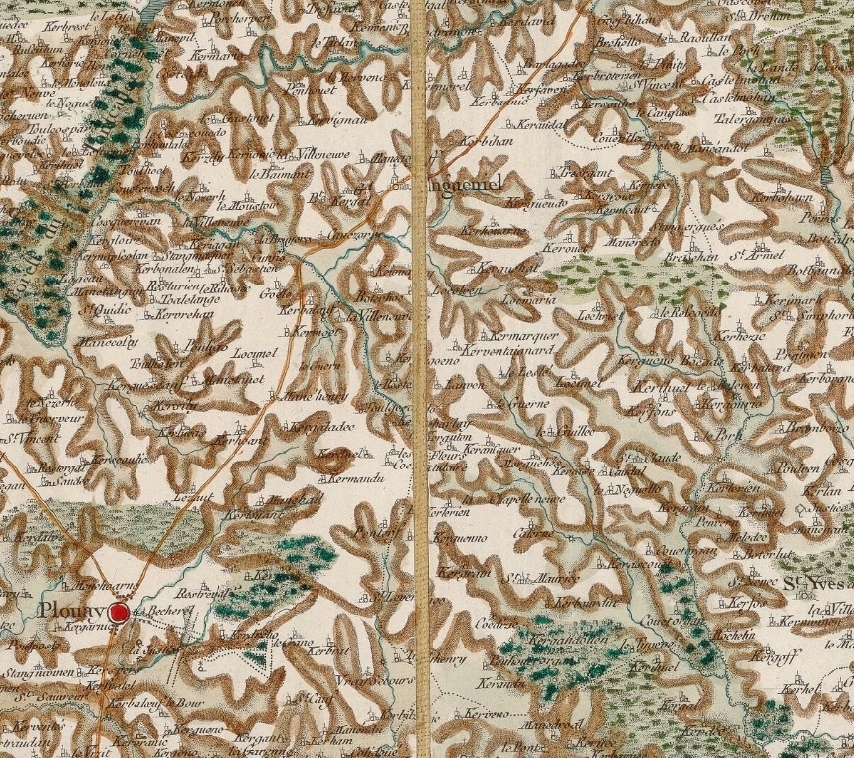
Carte de Cassini de la paroisse d'Inguiniel et de ses environs (1789).

La seigneurie de Pontcallec fut érigée par lettres patentes de juin 1657 en marquisat en faveur de la famille de Guer.
À la fin du XVIIe siècle, la croix de Pont er Len, toujours visible de nos jours, est érigée par la famille de Gabriel de Méhérenc, seigneur de Cunffio en Inguiniel. L'emplacement de la croix correspond à l'endroit où celui-ci a trouvé la mort le 23 juin 1675. Sa mort a été provoquée par une chute à cheval pendant laquelle son pied est resté dans l’étrier sans que le cheval ne s'arrête. Cette chute est arrivée lors d’un duel au carreau entre Alain De Guer, marquis de Pontcallec dont Gabriel de Meherenc a été le vassal et lui-même. Ce combat est dû à une haine profonde entre eux deux motivé par plusieurs repproches de Meherenc a De Guer. Premièrement, le caractère orgueilleux et violent du marquis de Pontcallec. Deuxièmement, sa façon de traiter ses vassaux qui ont dû venir lui rendre un hommage chaque année le 1er janvier. Alors qu’Alain De Guer était assis dans un fauteuil surélevé, ses vassaux ont dû s’agenouiller humblement devant lui et lui baiser les pieds. Chose qui a déplu fortement à Gabriel de Meherenc. Et enfin, Alain De Guer d’origine bretonne ancienne a difficilement supporté la présence de ce normand dans cette contrée dont il se considérait comme le maître. Il avait au bourg de Plouay tribunal, prison, carcan et patibulaire à quatre piliers (gibet). Le marquis de Pontcallec ne sera pas inquiété pour ce meurtre, soutenu dit-on même par le clergé qui appréciait peu le Marquis de Meherenc.
Jean-Baptiste Ogée décrit ainsi Inguiniel en 1778 :

« Inguinel ; dans un fond, sur la route de Hennebon Hennebont à Guémené Guémené-sur-Scorff ; à 11 lieues un tiers au Nord-Ouest de Vannes, son évêché ; à 25 lieues de Rennes et à 4 lieues trois quarts de Hennebon, sa subdélégation et son ressort. On y compte 2 400 communiants : la cure est à l'alternative. Ce territoire est fort étendu, mais mal cultivé. On y voit une quantité prodigieuse de landes. »

### Révolution française et Empire
En 1790, Inguiniel est érigé en commune du canton de Bubry au sein du district d'Hennebont lui-même appartenant au département du Morbihan.
En 1795, le district d'Hennebont disparait comme la totalité des districts de France, par la suite, ils furent remplacés par les arrondissements le 17 février 1800, date à laquelle Inguiniel intègre l'arrondissement de Lorient.
Puis le 28 janvier 1801, par la loi intitulée « loi portant réduction du nombre de justices de paix », la commune est rattachée au canton de Plouay.
La chapelle Saint-Yves, « située en pleine campagne, desservie par des chemins quasi-impraticables et connus des seuls usagers (...) devint le rendez-vous des prêtres [ réfractaires ] de Bubry, de Quistinic, de Lanvaudan, d'Inguiniel. On continuera d'y célébrer la messe les dimanches et jours de fête et, à l'occasion des grandes solennités, des foules nombreuses venaient accomplir leurs devoirs religieux ».

### LeXIXesiècle
A. Marteville et P. Varin, continuateurs d'Ogée, décrivent ainsi Inguiniel en 1843 :

« Inguiniel : commune formée de l'ancienne paroisse de ce nom; aujourd'hui succursale. Géologie : constitution granitique. On parle le breton. »

En 1867 une épidémie de rougeole provoqua 55 décès à Inguiniel. Une épidémie de variole sévit à Inguiniel en 1869 : elle fit 140 malades, dont 90 moururent.
Louis Le Garrec fut blessé à la Bataille de Montebello. Louis Maillard fut zouave pontifical entre 1861 et 1867. Alban Philippe fut blessé à Villiers pendant la Guerre de 1870 et dût être amputé de l'avant-bras.
En 1879 la construction du pont de Bodrimon permettant la traversée du Scorff via le chemin vicinal reliant le hameau de Saint-Yves (en Lignol) à Inguiniel entraîne un différend financier entre les deux communes.
L'épidémie de variole qui frappa la région entre 1887 et 1889 fit, pour la seule année 1888, 95 malades (dont 38 morts) à Inguiniel.
En juin 1888 plusieurs parties de soule furent encore organisées, probablement pour la dernière fois (la pratique de ce jeu étant désormais interdite) au Kosker en Saint-Caradec-Trégomel entre des "combattants" de cette commune et des communes voisines d'Inguiniel, Berné et Lignol ; le nombre des participants approcha les 500 hommes dont 250 à 300 étaient d'Inguiniel( Mathurin Hybois, ouvrier au château de Pontcallec, et plus célèbre joueur de soule de la région, gagna la partie).

### LeXXesiècle

#### La Belle Époque
Le 22 octobre 1903 un incendie survenu dans le village de Kerguabat détruisit 7 fermes et 7 personnes de le famille Le Notoyer furent brûlées vives (la mère et ses 6 enfants, seul le père de famille parvenant à se sauver). Les incendies étaient fréquents : par exemple en mai 1912 le feu détruisit la moitié du village de Lochrist ; un autre survint en septembre 1912 dans le village de Saint-Mauriée, etc...
La création d'un bureau de bienfaisance est autorisée dans la commune d'Inguiniel en décembre 1911.

#### La Première Guerre mondiale

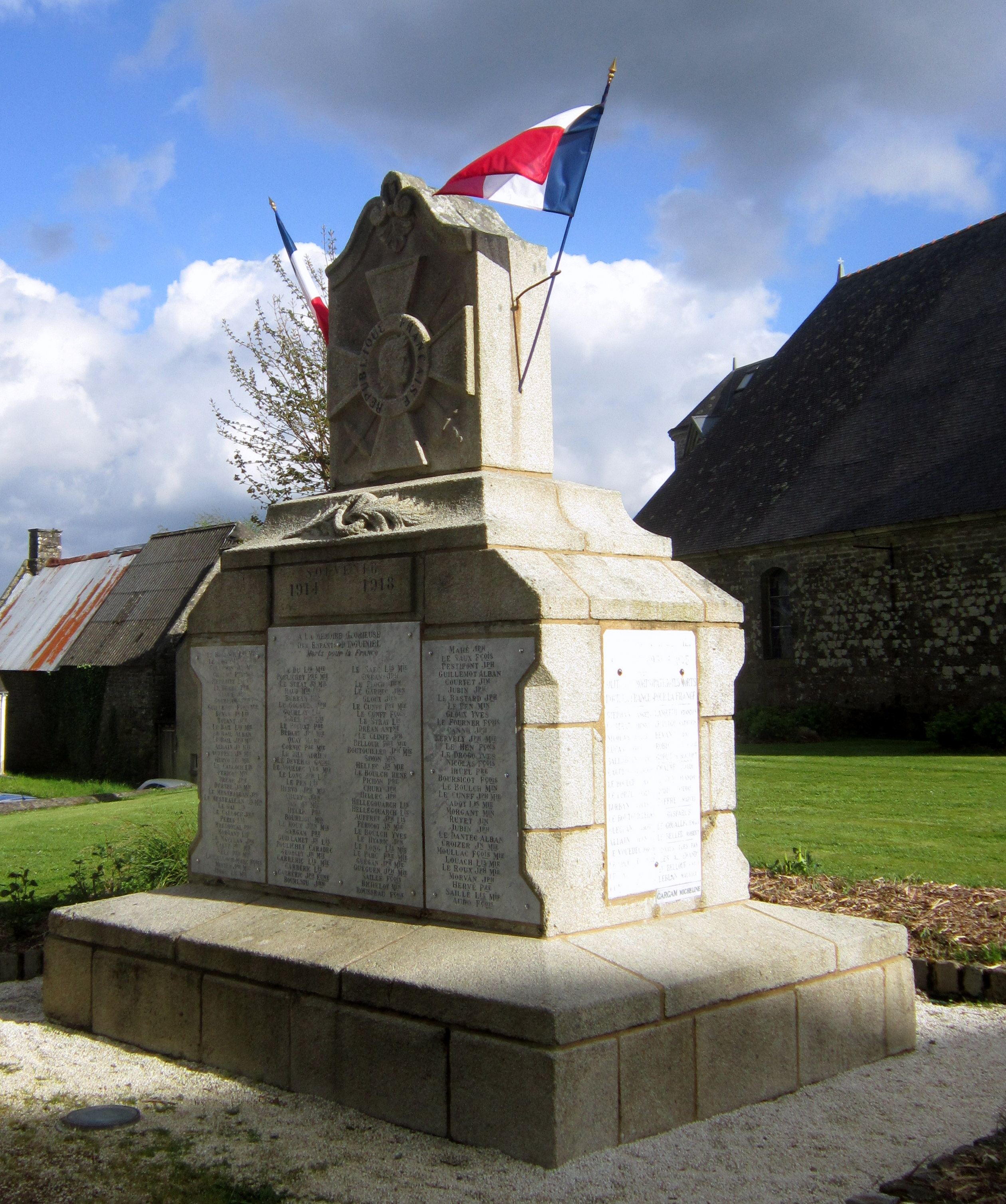
Le monument aux morts d'Inguiniel.

Le monument aux morts d'Inguiniel porte les noms de 128 soldats morts pour la France pendant la Première Guerre mondiale ; parmi eux, 8 sont morts en Belgique (dont 4 dès le 22 août 1914 : Jean Georget, Louis Louah et François Moulac à Maissin ; Louis Le Du à Rossignol ; 3 autres (Mathurin Morgant à Roeselare, Antoine Dréau à Zonnebeke et Jean Marie Allain à Saint-Jean-les-Ypres) sont morts avant la fin de l'année 1914) ; Joseph Careric à Kemmel le 27 mai 1918) ;  Louis Le Retraité est mort (de maladie) le 16 décembre 1914 au Gabon ; Pierre Pichon est mort (aussi de maladie) le 14 mai 1916 alors qu'il était  en captivité en Allemagne ; Pierre Le Pochat, matelot, est mort lors du naufrage du cuirassé Suffren le 26 novembre 1916 ; Adrien Le Dily est mort ( de maladie) le 2 avril 1917 à Thessalonique (Grèce) ; tous les autres sont morts sur le sol français.

#### L'Entre-deux-guerres
Début décembre 1919 aux élections municipales la liste républicaine dirigée par Louis-Joseph Salladin bat la liste réactionnaire emmenée par le maire sortant Louis Dréan, en poste depuis 1891.
Le monument aux morts d'Inguiniel est inauguré le 17 avril 1921. Construit par M. Iziquel entrepreneur à Kerrouan en Plouay, il a la forme d'un large pilier commémoratif surmonté de deux palmes entrecroisées et d'une croix de guerre et se trouvait initialement sur la place publique dénommée place du Vieux Chêne.

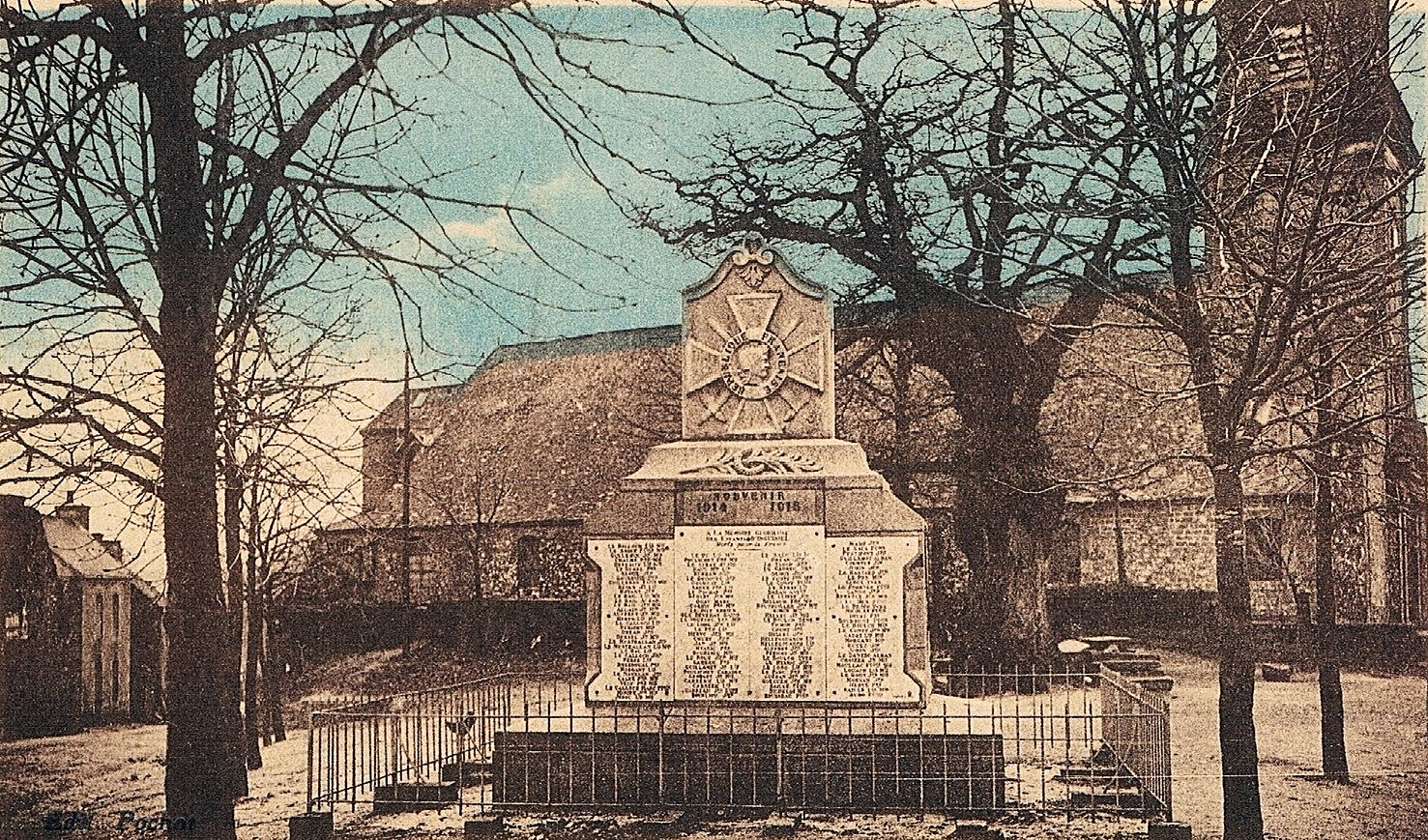
Ingiuiniel : le monument aux morts en 1921.
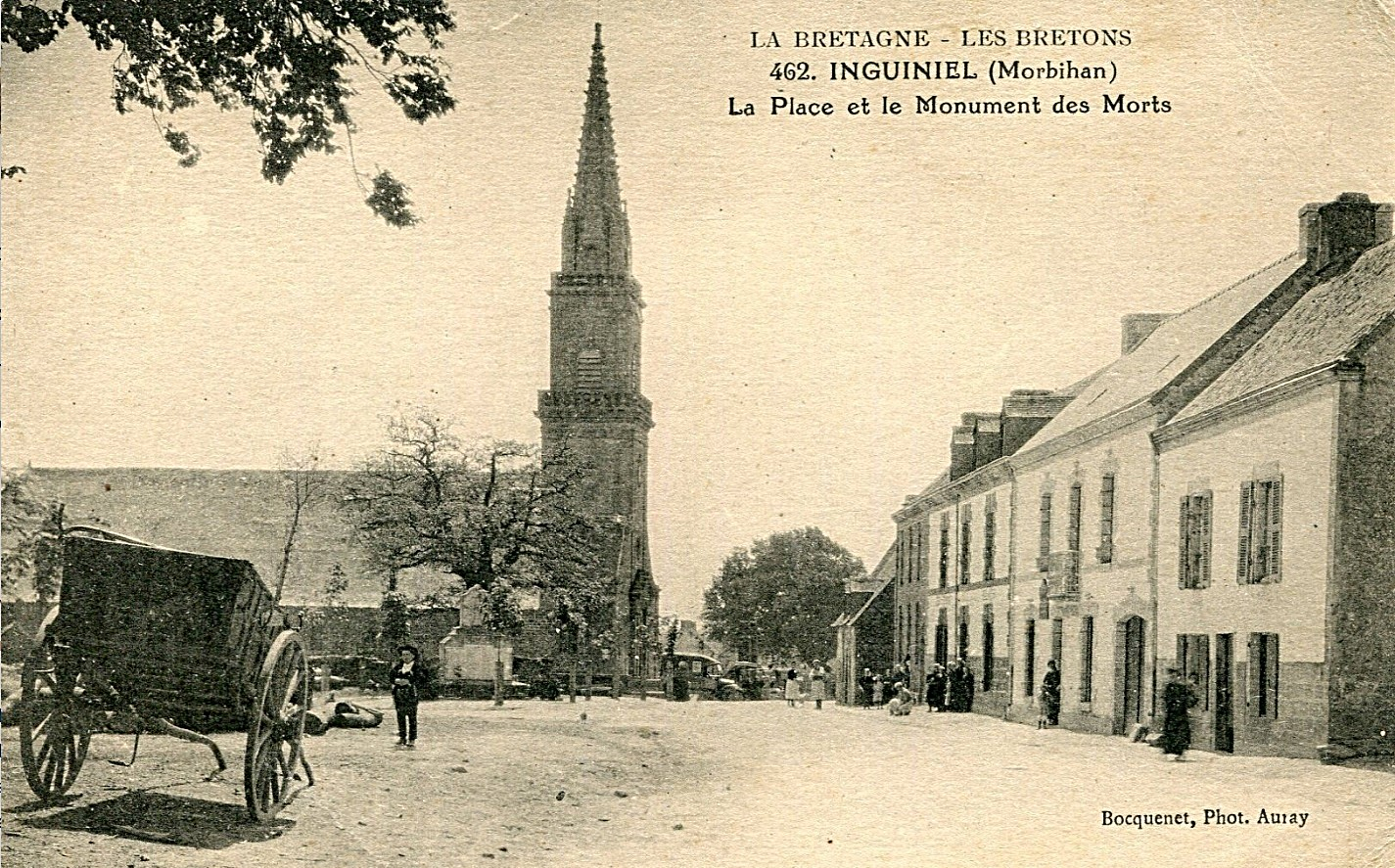
Inguiniel ː la Place du Bourg vers 1925 (carte postale).
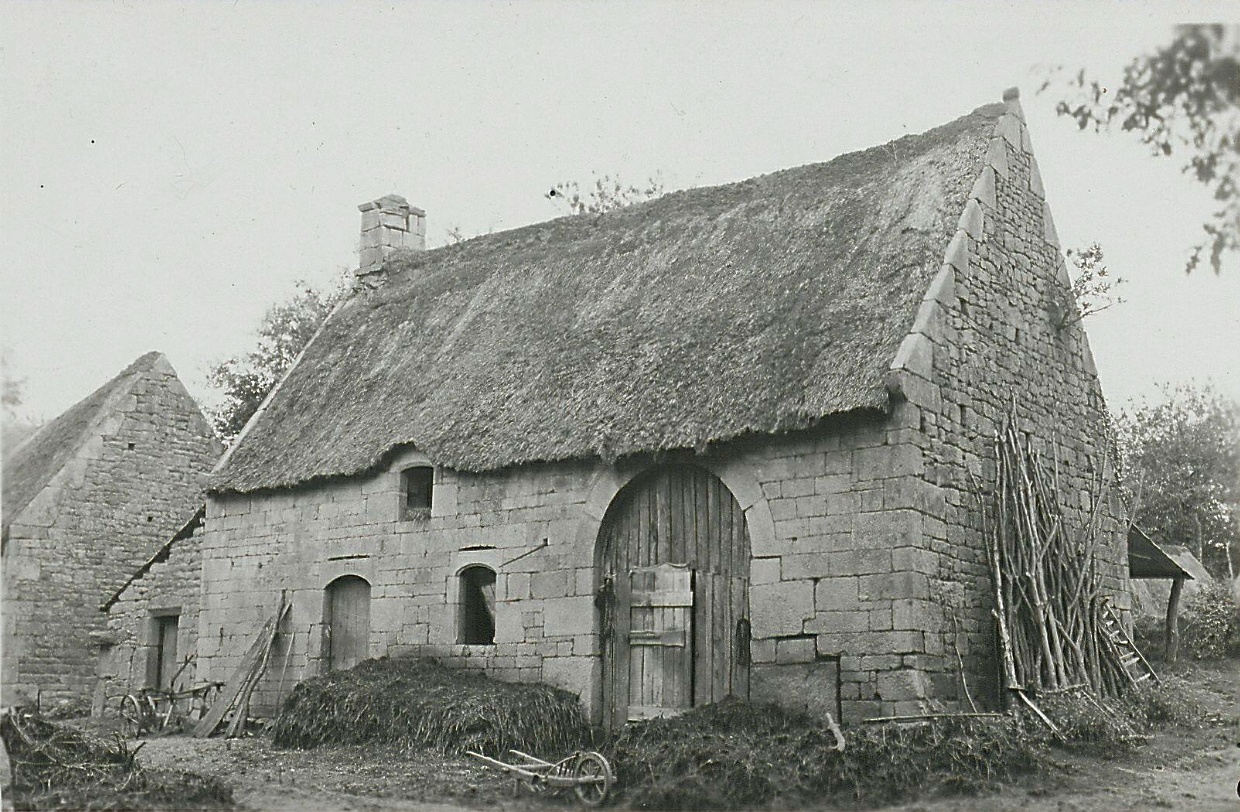
Chaumière ancienne datant de 1751 dans le village de Locmaria en Inguiniel.
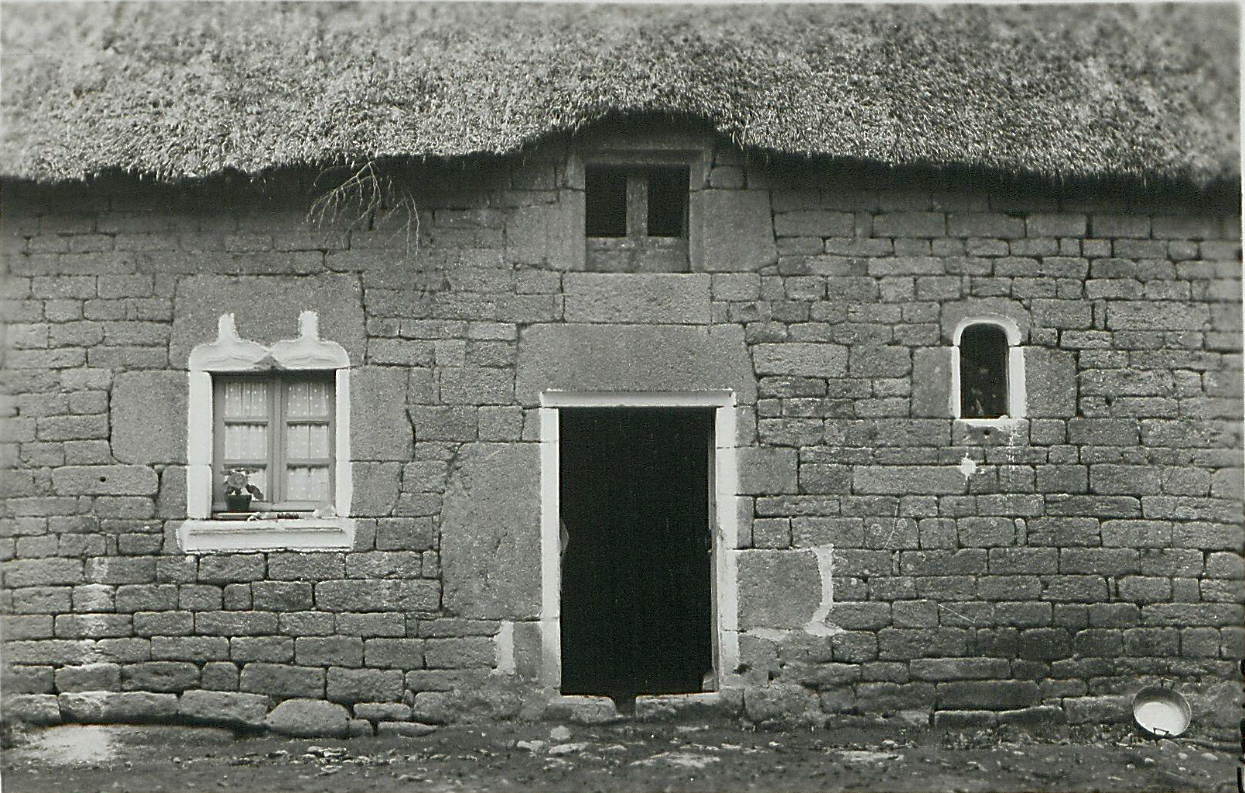
Chaumière ancienne dans le village de Locmaria en Inguiniel.
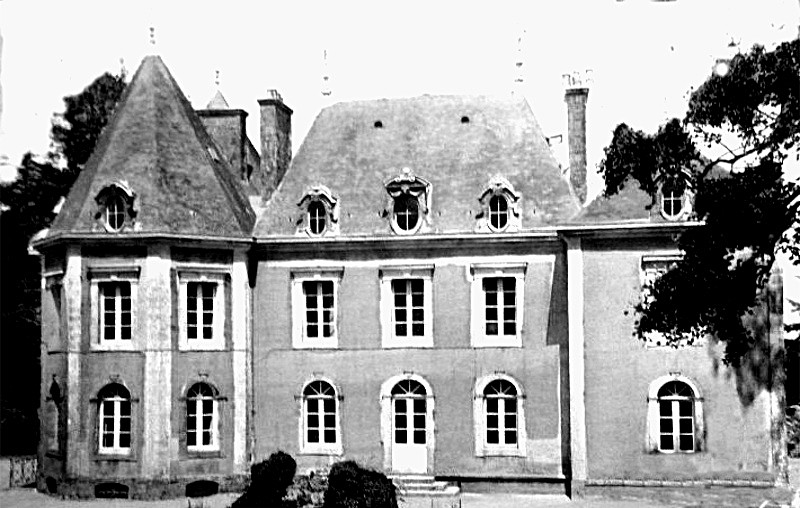
Le château de Kerascouët vers 1930.

En 1922 l'école publique des filles comptait 52 élèves pour une seule classe et celle des garçons 50 élèves pour une seule classe.
En 1934 un club de football d'Inguiniel était dénommé "Réveil laïque inguiniellais" ("Les Bleuets" en 1957).

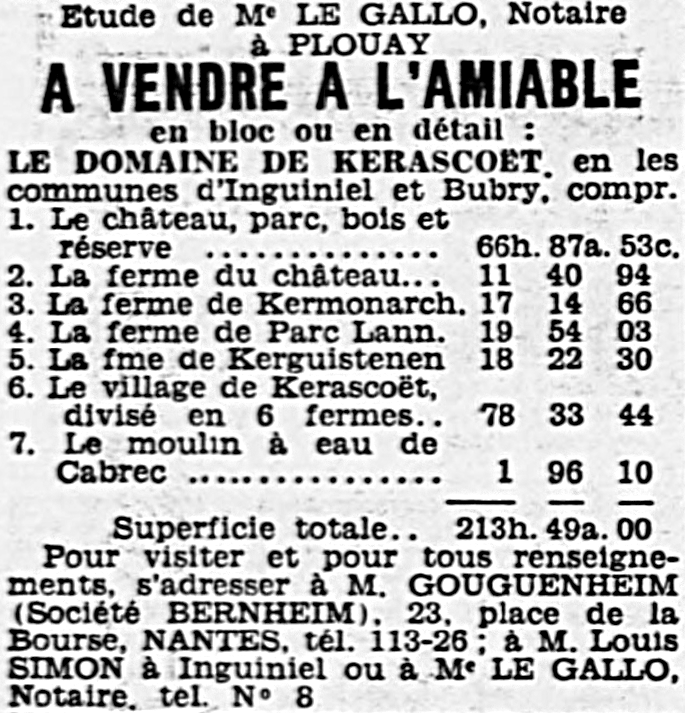
Annonce immobilière de mise en vente du château de Kerascouët et de ses nombreuses dépendances (L'Ouest-Éclair du 8 août 1937).

En 1937 le cimetière, qui était situé dans l'enclos paroissial, est transféré à son emplacement actuel.
Le domaine de Kerascoët [Kerascouët] est mis en vente en 1937. Construit en 1878 par le général de Kerléadec, le château et ses nombreuses dépendances sont alors achetés par la famille Grout de Beaufort.
Une fête communale était organisée chaque année ; par exemple lors de celle des 17 et 18 décembre 1938 « le dimanche, après le dépôt d'une gerbe au monument aux morts, auront lieu des tirs à la carabine, des courses de bicyclette, des jeux divers, une course au galop monté, une course à pied, des concours de danse au biniou. Le lundi : concours de boules et courses de bicyclette ».

#### La Seconde Guerre mondiale
En octobre 1939 Louis Salladin, maire, porte plainte contre Guilloux, receveur buraliste dans la localité et responsable communiste de la région qui avait menacé de mort le maire et tenue des propos défaitistes et hostiles au gouvernement, commentait défavorablement les opérations militaires, etc..
En février 1941 les Conseils municipaux d'Inguiniel et de plusieurs autres communes adressent « au maréchal Pétain l'hommage de leur admiration, de leur loyalisme et de leur gratitude pour l'œuvre de redressement qu'il a entreprise ».
Le monument aux morts d'Inguiniel porte les noms de 32 personnes mortes pour la France pendant la Seconde Guerre mondiale.La plupart des personnes mortes, pendant la Seconde Guerre mondiale, le sont à la suite des évènements du 25 avril 1944. Ce jour-là, à la suite de l'exécution le 23 de deux agents au service des Allemands, ceux-ci ont mené une importante opération de police à Inguiniel, incendié la maison Le Du, soupçonnée d'avoir abrité des résistants (le feu s'est propagé à deux maisons voisines) et procèdent à 25 arrestations, dont 13 jeunes gens, ainsi que le maire de la commune (Saladin), le médecin (Simon) et le pharmacien (Tomine).
Jacques Grout de Beaufort, qui avait organisé un maquis (il commanda la 2e compagnie du 7e bataillon FFI du Morbihan) et un dépôt d'armes dans sa propriété de Kerascouet en Inguiniel, fut blessé lors d'un combat à Poulgroix, arrêté et massacré par les Allemands le 4 août 1944, son corps étant retrouvé à Cléguer. Une cérémonie religieuse fut organisée à la chapelle Saint-Yves de Bubry et un monument à sa mémoire a été inauguré en mai 1945.
Parmi les autres victimes de la Seconde Guerre mondiale dont les noms sont inscrits sur le monument aux morts, 4 sont des soldats morts au printemps 1940 lors de la Bataille de France (François Carreo, Henri Le Strat, Louis Nicolas et Louis Salladin, ce dernier en mer lors de l'Évacuation de Dunkerque) ; Ange Stephan test mort lors d'une explosion accidentelle entraînant le naufrage du contre-torpilleur Maillé Brézé le 30 avril 1940 en Écosse ; Jean Allain est mort lors du naufrage du Tahure le 29 avril 1944 au large de l'Annam ;  10 sont des résistants : Bernard Grout de Beaufort, prêtre, décédé des suites de ses blessures au château de Kerascouet le 18 septembre 1942), Joseph Le Boulch (mort en déportation le 26 février 1943 au Camp de concentration de Hinzert en Allemagne) ; François Lanquetil (fusillé le 23 mars 1944 à Vannes), Mathurin Le Duigo (mort le 5 avril 1944 à l'hôpital d'Hennebont), Alban Bevan (exécuté le 1er juin 1944 à Saint-Avé), Émile Le Gouallec (fusillé après avoir été torturé le 6 juillet 1944 au Faouët), Robert Le Beller (tué à l'ennemi le 14 juillet 1944 à Pluméliau), Anne Robic (agente de liaison, fusillée le 26 juillet 1944 à Bubry), Alban Le Cair, gendarme, déporté au camp de concentration de Neuengamme, mort le 28 février 1945 ; 6 sont morts en captivité en Allemagne (Louis Burban, Émile Le Dorze et Pierre Le Gouguec), en Autriche (Mathurin Le Boutouiller et Joseph Le Vouëdec) ou après un rapatriement sanitaire en France (Joseph Guégan) ; sont des victimes civiles de la guerre : Micheline Gargan à Lorient en 1940, Émile Le Bellour à Inguiniel le 3 mars 1944, Claude Chalmé, Marcel Jaffré, Pierre Le Pen  et Pierre Robic, exécutés tous les quatre le 24 juin 1944 à Lanvénégen ; Alain Grout de Beaufort, lieutenant-colonel FFI, fusillé en forêt de Domont après avoir été torturé le 15 août 1944.

#### L'Après Seconde Guerre mondiale
Le cadavre calciné de Guilloux, receveur- buraliste, fut retrouvé dans les décombres de sa maison début janvier 1949.
Lors de l'après Seconde Guerre mondiale, 2 soldats (Aimé Guillemot et Louis Jan) originaires d'Inguiniel sont morts durant la Guerre d'Indochine et 3 (Ange Guillamet, André Le Gourrierec et Joseph Le Teuff) durant la Guerre d'Algérie.

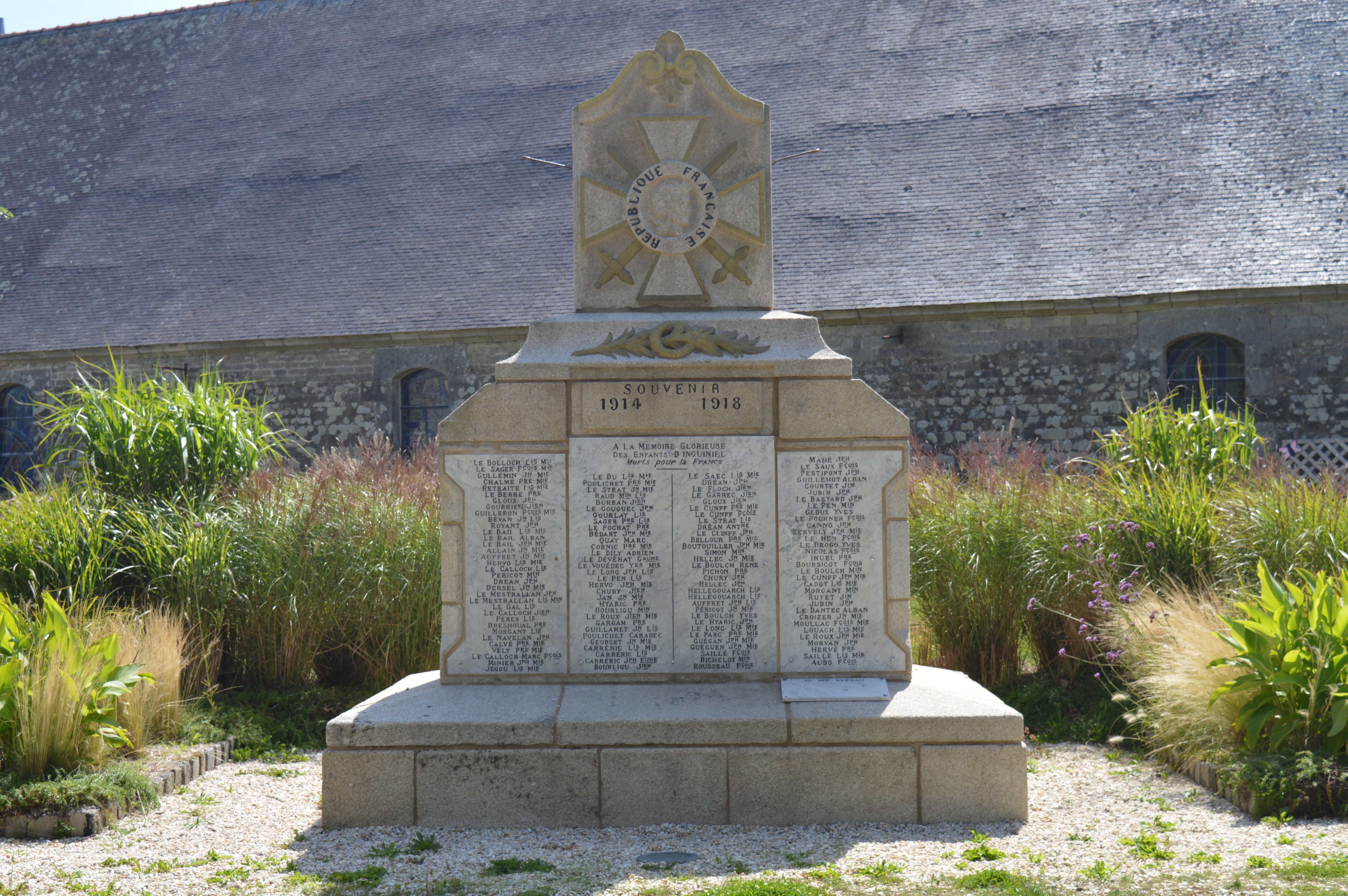
Monument au mort d'Inguiniel vu de face.
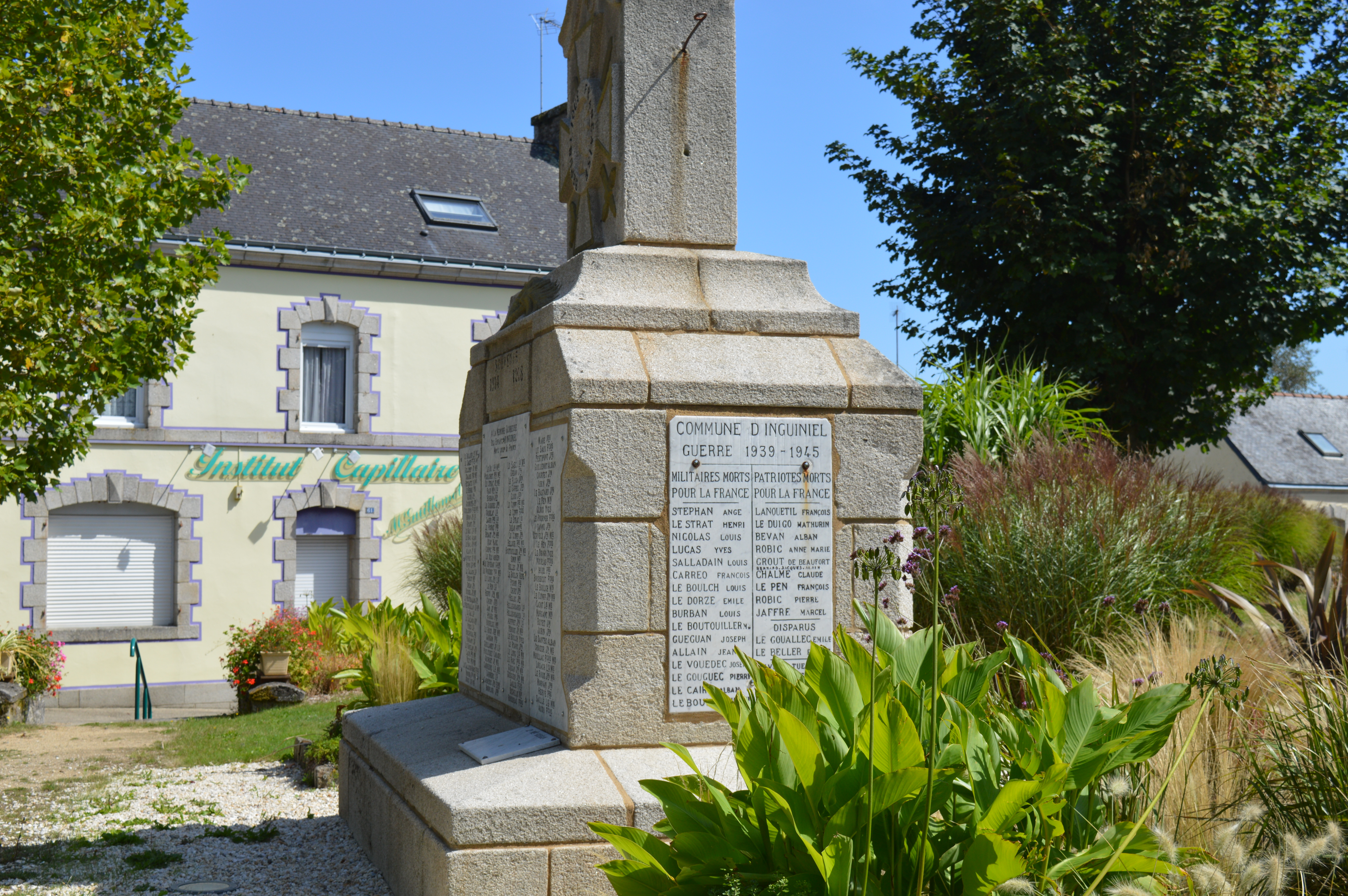
Monument au mort d'Inguiniel vu du côté réservé aux morts de la Seconde Guerre mondiale.
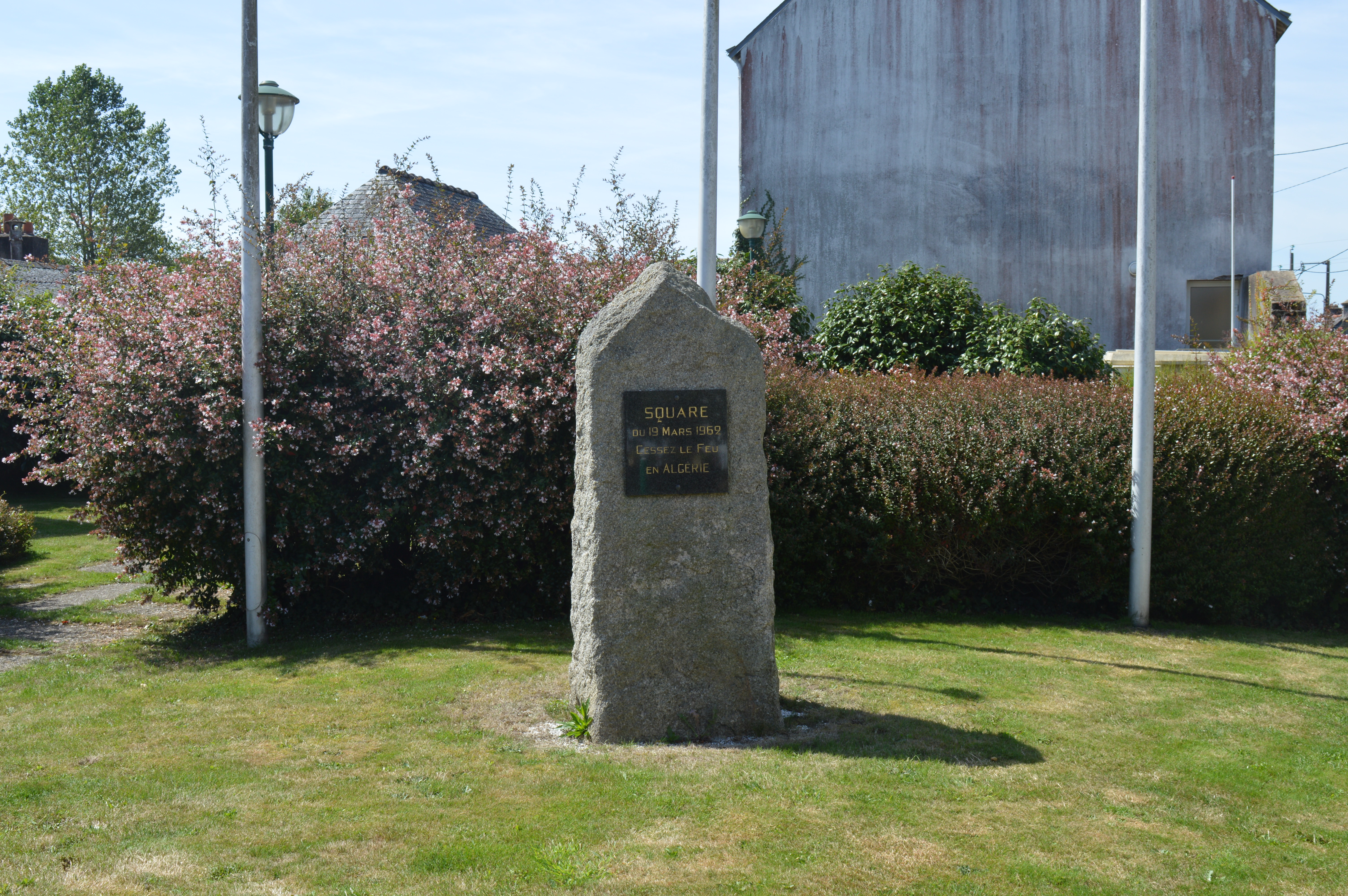
Stèle du cessez le feu en Algérie.

L'école de hameau de Locunel, constituée de deux classes et située en bordure de la route de Bubry à Plouay est inaugurée en avril 1951 ; elle évite à certains enfants un trajet long pour certains jusqu'à une dizaine de kilomètres pour rejoindre l'école du bourg.
Un monument aux morts commémorant les victimes de Seconde guerre mondiale originaires d'Inguiniel est inauguré le 3 novembre 1952 ; le monument, taillé dans un bloc de granite noir de Plélauff, et surmonté d'une Croix de Lorraine est dû aux sculpteurs Le Berre et Le Foulgoc du Faouët. Les noms de 15 soldats, 11 combattants du maquis, deux disparus et deux civils tués par les Allemands sont inscrits sur le monument. Parmi les combattants du maquis, les noms des trois frères du général Guy Grout de Beaufort, Jacques, Bernard et Alain Grout de Beaufort. En 1946 le général De Gaulle avait rendu visite à leur mère au château de Kerascouët.
La construction d'une nouvelle mairie et d'un bureau de poste furent entrepris en 1952; ces bâtiments furent inaugurés le 22 février 1953. Un if peut-être millénaire, qui était dans l'ancien cimetière situé autour de l'église, fut abattu en 1954 afin de permettre l'aménagement du centre du bourg ; l'abattage de cet arbre, « qui faisait la parure du bourg d'Inguiniel », fut regretté par certains habitants, d'autant plus qu'il était en principe protégé par la loi du 2 mai 1930.

## Politique et administration

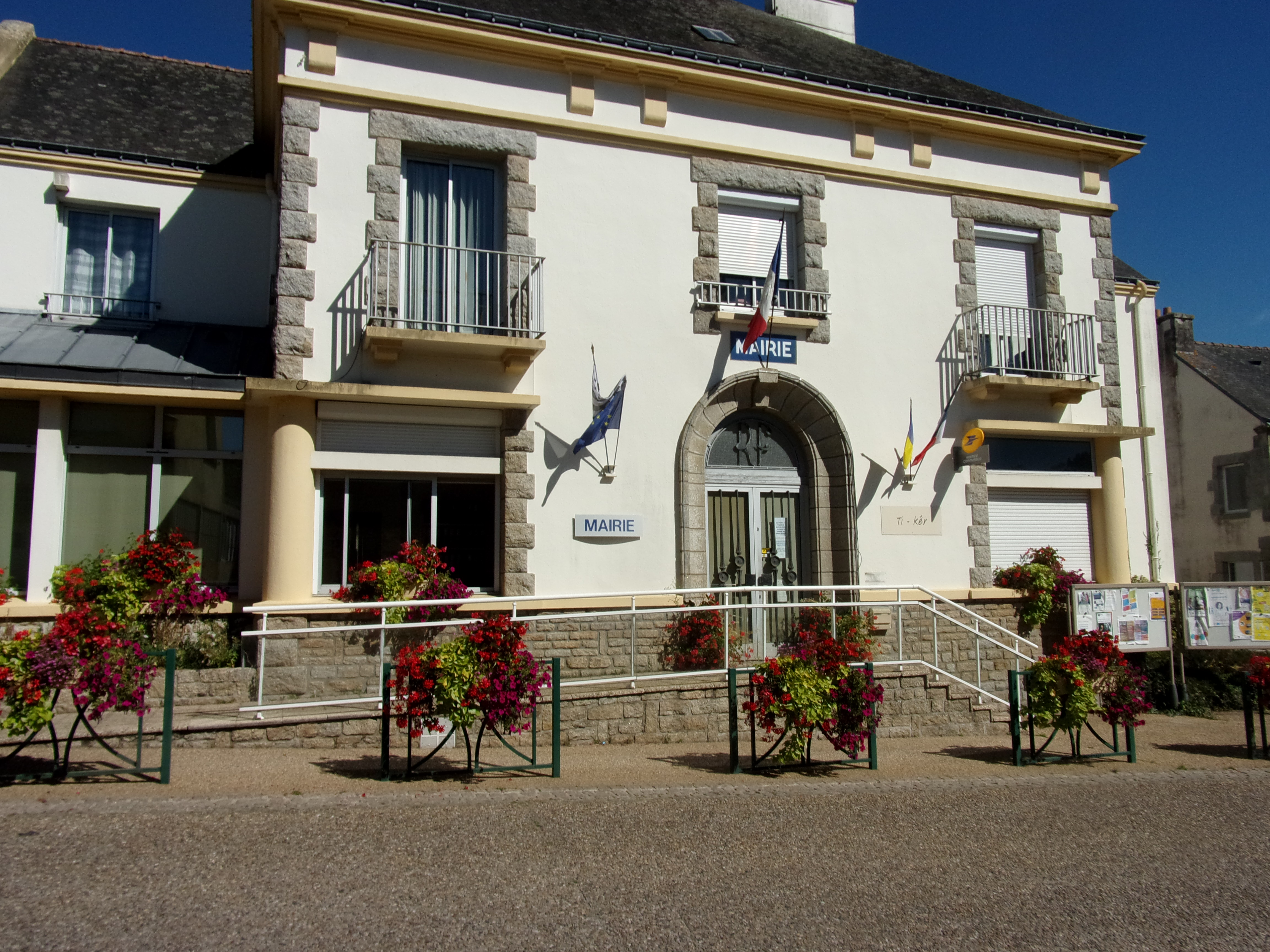
La mairie d'Inguiniel.

### Découpage territorial
La communauté de communes de la région de Plouay est créée par arrêté préfectoral du 20 décembre 1996. Au 1er janvier 2014, la communauté de communes intègre l'intercommunalité de Lorient Agglomération par décision préfectorale.
Les circonscriptions administratives de droit dont dépend la commune sont :
- la circonscription régionale de Bretagne dont le chef-lieu est la commune de Rennes,
- la circonscription départementale du Morbihan dont le chef-lieu est la commune de Vannes,
- l’arrondissement de Lorient dont le chef-lieu est la commune de Lorient[29].

### Circonscriptions électorales
La commune dépend de la 6e législature du Morbihan et au niveau départemental du canton de Guidel.
Un nouveau découpage territorial du Morbihan entre en vigueur à l'occasion des élections départementales de 2015. Il est défini par le décret du 21 février 2014, en application des lois du 17 mai 2013 (loi organique 2013-402 et loi 2013-403).
En vertu de ce nouveau découpage, la totalité du canton de Plouay, Inguiniel compris, est intégrée au nouveau canton de Guidel, dont le bureau centralisateur est situé à Guidel.

### Administration municipale
Le nombre d'habitants au dernier recensement étant compris entre 1 500 et 2 499, le nombre de membres du conseil municipal est de 19.

### Tendances politiques et résultats
| Élections présidentielles, résultats des deuxièmes tours.                                  | Élections présidentielles, résultats des deuxièmes tours. | Élections présidentielles, résultats des deuxièmes tours. | Élections présidentielles, résultats des deuxièmes tours. | Élections présidentielles, résultats des deuxièmes tours. | Élections présidentielles, résultats des deuxièmes tours. | Élections présidentielles, résultats des deuxièmes tours. | Élections présidentielles, résultats des deuxièmes tours. |
| Année                                                                                      | Élu                                                       | Élu                                                       | Élu                                                       | Battu                                                     | Battu                                                     | Battu                                                     | Participation                                             |
| ------------------------------------------------------------------------------------------ | --------------------------------------------------------- | --------------------------------------------------------- | --------------------------------------------------------- | --------------------------------------------------------- | --------------------------------------------------------- | --------------------------------------------------------- | --------------------------------------------------------- |
| 2002                                                                                       | 82,24 %                                                   | Jacques Chirac                                            | RPR                                                       | 17,16 %                                                   | Jean-Marie Le Pen                                         | FN                                                        | 83,69 %                                                   |
| 2007                                                                                       | 44,09 %                                                   | Nicolas Sarkozy                                           | UMP                                                       | 55,91 %                                                   | Ségolène Royal                                            | PS                                                        | 87,08 %                                                   |
| 2012                                                                                       | 59,51 %                                                   | François Hollande                                         | PS                                                        | 40,49 %                                                   | Nicolas Sarkozy                                           | UMP                                                       | 84,89 %                                                   |
| 2017                                                                                       | 60,77 %                                                   | Emmanuel Macron                                           | EM                                                        | 39,23 %                                                   | Marine Le Pen                                             | FN                                                        | 79,00 %                                                   |
| 2022                                                                                       | 52,11 %                                                   | Emmanuel Macron                                           | LREM                                                      | 47,89 %                                                   | Marine Le Pen                                             | RN                                                        | 76,57 %                                                   |
| Élections législatives, résultats des deux meilleurs scores du dernier tour de scrutin.    |                                                           |                                                           |                                                           |                                                           |                                                           |                                                           |                                                           |
| Année                                                                                      | Élu                                                       | Élu                                                       | Élu                                                       | Battu                                                     | Battu                                                     | Battu                                                     | Participation                                             |
| Inguiniel est répartie sur plusieurs circonscriptions, cf. les résultats des .             |                                                           |                                                           |                                                           |                                                           |                                                           |                                                           |                                                           |
| Avant 2010, Inguiniel est répartie sur plusieurs circonscriptions, cf. les résultats des . |                                                           |                                                           |                                                           |                                                           |                                                           |                                                           |                                                           |
| 2002                                                                                       | indisponible %                                            | indisponible                                              | indisponible                                              | indisponible %                                            | indisponible                                              | indisponible                                              | indisponible %                                            |
| 2007                                                                                       | 61,60 %                                                   | Jacques Le Nay                                            | ELU                                                       | 38,40 %                                                   | Jean-Pierre Bageot                                        | indisponible                                              | 68,49 %                                                   |
| Après 2010, Inguiniel est répartie sur plusieurs circonscriptions, cf. les résultats de .  |                                                           |                                                           |                                                           |                                                           |                                                           |                                                           |                                                           |
| 2012                                                                                       | 56,19 %                                                   | Jacques Le Nay                                            | UMP                                                       | 43,81 %                                                   | Philippe Noguès                                           | SOC                                                       | 65,55 %                                                   |
| 2017                                                                                       | 67,60 %                                                   | Gwenn Le Nay                                              | UDI                                                       | 32,40 %                                                   | Jean-Michel Jacques                                       | EM                                                        | 45,32 %                                                   |
| 2022                                                                                       | %                                                         |                                                           |                                                           | %                                                         |                                                           |                                                           | %                                                         |
| 2024                                                                                       | %                                                         |                                                           |                                                           | %                                                         |                                                           |                                                           | %                                                         |
| Élections européennes, résultats des deux meilleurs scores.                                |                                                           |                                                           |                                                           |                                                           |                                                           |                                                           |                                                           |
| Année                                                                                      | Liste 1re                                                 | Liste 1re                                                 | Liste 1re                                                 | Liste 2e                                                  | Liste 2e                                                  | Liste 2e                                                  | Participation                                             |
| 2004                                                                                       | 30,00 %                                                   | Bernard Poignant                                          | PS                                                        | 10,48 %                                                   | Roselyne Bachelot                                         | UMP                                                       | 43,85 %                                                   |
| 2009                                                                                       | 21,29 %                                                   | Christophe Béchu                                          | LMAJ                                                      | 17,16 %                                                   | Bernadette Vergnaud                                       | LSOC                                                      | 41,89 %                                                   |
| 2014                                                                                       | 27,26 %                                                   | Gilles Lebreton                                           | FN                                                        | 13,08 %                                                   | Alain Cadec                                               | UMP                                                       | 41,26 %                                                   |
| 2019                                                                                       | 24,46 %                                                   | Jordan Bardella                                           | RN                                                        | 19,42 %                                                   | Nathalie Loiseau                                          | LREM                                                      | 50,64 %                                                   |
| 2024                                                                                       | %                                                         |                                                           |                                                           | %                                                         |                                                           |                                                           | %                                                         |
| Élections régionales, résultats des deux meilleurs scores.                                 |                                                           |                                                           |                                                           |                                                           |                                                           |                                                           |                                                           |
| Année                                                                                      | Liste 1re                                                 | Liste 1re                                                 | Liste 1re                                                 | Liste 2e                                                  | Liste 2e                                                  | Liste 2e                                                  | Participation                                             |
| 2004                                                                                       | 57,37 %                                                   | Jean-Yves Le Drian                                        | LGA                                                       | 42,63 %                                                   | Josselin Rohan De                                         | LDR                                                       | 64,74 %                                                   |
| 2010                                                                                       | 58,51 %                                                   | Jean-Yves Le Drian                                        | LSOC                                                      | 26,46 %                                                   | Bernadette Malgorn                                        | LMAJ                                                      | 50,80 %                                                   |
| 2015                                                                                       | 50,06 %                                                   | Jean-Yves Le Drian                                        | LUG                                                       | 28,29 %                                                   | Gilles Pennelle                                           | RN                                                        | 54,37 %                                                   |
| 2021                                                                                       | %                                                         |                                                           |                                                           | %                                                         |                                                           |                                                           | %                                                         |
| Élections cantonales, résultats des deux meilleurs scores du dernier tour de scrutin.      |                                                           |                                                           |                                                           |                                                           |                                                           |                                                           |                                                           |
| Année                                                                                      | Élu                                                       | Élu                                                       | Élu                                                       | Battu                                                     | Battu                                                     | Battu                                                     | Participation                                             |
| Inguiniel est répartie sur plusieurs cantons, cf. les résultats de ceux de .               |                                                           |                                                           |                                                           |                                                           |                                                           |                                                           |                                                           |
| 2001                                                                                       | indisponible %                                            | indisponible                                              | indisponible                                              | indisponible %                                            | indisponible                                              | indisponible                                              | indisponible %                                            |
| 2004                                                                                       | indisponible %                                            | indisponible                                              | indisponible                                              | indisponible %                                            | indisponible                                              | indisponible                                              | indisponible %                                            |
| 2008                                                                                       | 46,51 %                                                   | Jean-Rémy Kervarrec                                       | DVD                                                       | 36,17 %                                                   | Marie-Madeleine Dore-Lucas                                | COM                                                       | 74,39 %                                                   |
| 2011                                                                                       | indisponible %                                            | indisponible                                              | indisponible                                              | indisponible %                                            | indisponible                                              | indisponible                                              | indisponible %                                            |
| Élections départementales, résultats des deux meilleurs scores du dernier tour de scrutin. |                                                           |                                                           |                                                           |                                                           |                                                           |                                                           |                                                           |
| Année                                                                                      | Élus                                                      | Élus                                                      | Élus                                                      | Battus                                                    | Battus                                                    | Battus                                                    | Participation                                             |
| Inguiniel est répartie sur plusieurs cantons, cf. les résultats de ceux de .               |                                                           |                                                           |                                                           |                                                           |                                                           |                                                           |                                                           |
| 2015                                                                                       | 47,68 %                                                   | Françoise Ballester,Jean-Rémy Kervarrec                   | UD                                                        | 26,55 %                                                   | Laure Detrez,Régis Kerdelhue                              | DVG                                                       | 49,37 %                                                   |
| 2021                                                                                       | %                                                         |                                                           |                                                           | %                                                         |                                                           |                                                           | %                                                         |
| Référendums.                                                                               |                                                           |                                                           |                                                           |                                                           |                                                           |                                                           |                                                           |
| Année                                                                                      | Oui (national)                                            | Oui (national)                                            | Oui (national)                                            | Non (national)                                            | Non (national)                                            | Non (national)                                            | Participation                                             |
| 1992                                                                                       | 54,57 % (51,04 %)                                         | 54,57 % (51,04 %)                                         | 54,57 % (51,04 %)                                         | 45,43 % (48,96 %)                                         | 45,43 % (48,96 %)                                         | 45,43 % (48,96 %)                                         | 71,14 %                                                   |
| 2000                                                                                       | 79,06 % (73,21 %)                                         | 79,06 % (73,21 %)                                         | 79,06 % (73,21 %)                                         | 20,94 % (26,79 %)                                         | 20,94 % (26,79 %)                                         | 20,94 % (26,79 %)                                         | 32,14 %                                                   |
| 2005                                                                                       | 36,62 % (45,33 %)                                         | 36,62 % (45,33 %)                                         | 36,62 % (45,33 %)                                         | 63,38 % (54,67 %)                                         | 63,38 % (54,67 %)                                         | 63,38 % (54,67 %)                                         | 71,61 %                                                   |

### Jumelages
Au 18 août 2021, Inguiniel n'est jumelée avec aucune autre commune. Un projet de jumelage avec une collectivité irlandaise doit se réaliser durant le mandat municipal en cours mais sa mise en route est fortement affectée par la pandémie de Covid-19.

## Équipements et services publics

### Eau et déchets
La commune d'Inguiniel est engagée dans l'Agenda 21 de Lorient Agglomération.
La production et distribution de l'eau est gérée par Lorient Agglomération en délégation. L'assainissement des eaux est gérée par Lorient Agglomération en délégation pour assainissement collectif et en régie pour l'assainissement non collectif.
Et pour finir la gestion des déchets est gérée par Lorient Agglomération et exploité en régie.

### Enseignement
Il y a trois établissements scolaires sur le territoire de la commune qui prennent en charge les maternelles et les primaires : l'école publique Nicole-Rousseau (dans le bourg), l'école publique Les Plumes (dans le hameau de Locunel) et l'école privée Sainte-Thérèse (dans le bourg). Il y a également un établissement spécialisé : l'IME Louis Le Moënic, géré par l'association Les PEP du Morbihan.

### Postes et télécommunications
La commune possède une agence postale communale, venue se substituer à l'ancien bureau de poste depuis juillet 2021. En 2015, 99,8% des bâtiments de la commune sont éligibles à l'accès à internet via DSL (dont 38% à 30 Mbit/s et plus, 71,9% à 8 Mbit/s et plus et 79.4% à 3 Mbit/s et plus). 5% de la population est couverte en 4G par au moins un opérateur ainsi que la totalité de la population en 3G.

### Santé
Les soins des Inguinielois sont assurés sur place par trois médecins généralistes, quatre infirmiers, deux chirurgiens-dentistes, deux kinésithérapeutes, un naturopathe, une spécialiste des médecine traditionnelle chinoise et deux pharmaciens. Le Centre Hospitalier de Bretagne Sud assure les soins plus urgents ou importants. Et la clinique de la Porte de l'Orient complètent le dispositif sanitaire de l'agglomération lorientaise

### Justice, sécurité et secours
Les juridictions d'ordre judiciaire de premier degré dont dépend la commune sont localisées à Lorient (grande instance, tribunaux d'instance, de commerce et conseil de prud'hommes) et à Vannes (autre tribunaux d'instance). Au second degré, la commune dépend de la cour d'appel de Rennes. Les juridictions d'ordre administratif dont dépend la commune sont localisées à Rennes pour le premier degré (tribunal administratif) et à Nantes pour le second degré (cour administrative d'appel).
En matière de sécurité publique, la commune se trouve dans la circonscription de la brigade de proximité de gendarmerie de Plouay, située rue de l'Esplanade à Plouay, couvrant, outre le territoire communal, les territoires des communes suivantes : Bubry, Calan, Lanvaudan, Plouay et Quistinic. Le centre d'intervention et de secours (caserne de sapeurs-pompiers), places des tilleuls, est un des 61 centres d'intervention du Service départemental d'incendie et de secours (SDIS) du Morbihan.

## Population et société

### Démographie

#### Évolution démographique
L'évolution du nombre d'habitants est connue à travers les recensements de la population effectués dans la commune depuis 1793. Pour les communes de moins de 10 000 habitants, une enquête de recensement portant sur toute la population est réalisée tous les cinq ans, les populations de référence des années intermédiaires étant quant à elles estimées par interpolation ou extrapolation. Pour la commune, le premier recensement exhaustif entrant dans le cadre du nouveau dispositif a été réalisé en 2005.

En 2022, la commune comptait 2 196 habitants, en évolution de +2,66 % par rapport à 2016 (Morbihan : +3,82 %, France hors Mayotte : +2,11 %).
| 1793  | 1800  | 1806  | 1821  | 1831  | 1836  | 1841  | 1846  | 1851  |
| ----- | ----- | ----- | ----- | ----- | ----- | ----- | ----- | ----- |
| 2 027 | 2 112 | 1 896 | 1 997 | 2 204 | 2 313 | 2 334 | 2 482 | 2 419 |

| 1856  | 1861  | 1866  | 1872  | 1876  | 1881  | 1886  | 1891  | 1896  |
| ----- | ----- | ----- | ----- | ----- | ----- | ----- | ----- | ----- |
| 2 530 | 2 474 | 2 599 | 2 383 | 2 550 | 2 657 | 2 632 | 2 676 | 2 684 |

| 1901  | 1906  | 1911  | 1921  | 1926  | 1931  | 1936  | 1946  | 1954  |
| ----- | ----- | ----- | ----- | ----- | ----- | ----- | ----- | ----- |
| 2 676 | 2 745 | 2 756 | 2 741 | 2 825 | 2 748 | 2 785 | 2 868 | 2 468 |

| 1962  | 1968  | 1975  | 1982  | 1990  | 1999  | 2005  | 2006  | 2010  |
| ----- | ----- | ----- | ----- | ----- | ----- | ----- | ----- | ----- |
| 2 552 | 2 309 | 2 115 | 2 030 | 1 968 | 1 890 | 2 000 | 2 011 | 2 086 |

| 2015  | 2020  | 2022  | - | - | - | - | - | - |
| ----- | ----- | ----- | - | - | - | - | - | - |
| 2 140 | 2 193 | 2 196 | - | - | - | - | - | - |

#### Pyramide des âges
La population de la commune est relativement jeune.
En 2018, le taux de personnes d'un âge inférieur à 30 ans s'élève à 31,8 %, soit au-dessus de la moyenne départementale (31,2 %). À l'inverse, le taux de personnes d'âge supérieur à 60 ans est de 27,9 % la même année, alors qu'il est de 31,3 % au niveau départemental.
En 2018, la commune comptait 1 126 hommes pour 1 050 femmes, soit un taux de 51,75 % d'hommes, largement supérieur au taux départemental (48,49 %).
Les pyramides des âges de la commune et du département s'établissent comme suit.
| Hommes | Classe d’âge | Femmes |
| ------ | ------------ | ------ |
| 0,6    | 90 ou +      | 1,6    |
| 5,2    | 75-89 ans    | 8,7    |
| 19,4   | 60-74 ans    | 20,4   |
| 20,3   | 45-59 ans    | 18,2   |
| 21,1   | 30-44 ans    | 20,9   |
| 12,6   | 15-29 ans    | 12,3   |
| 20,8   | 0-14 ans     | 17,9   |

| Hommes | Classe d’âge | Femmes |
| ------ | ------------ | ------ |
| 0,8    | 90 ou +      | 2,2    |
| 8,5    | 75-89 ans    | 11,6   |
| 20,5   | 60-74 ans    | 21,6   |
| 20,6   | 45-59 ans    | 20     |
| 17     | 30-44 ans    | 16,3   |
| 15,5   | 15-29 ans    | 13     |
| 17,1   | 0-14 ans     | 15,2   |

### Manifestations culturelles et festivités
Inguiniel accueille chaque année plusieurs fêtes emblématiques de la culture bretonne. Un fest noz et son dérivé de jour le fest en dé sont organisés respectivement en avril et en février. Ainsi que de nombreux pardon: le pardon de Saint-Claude, le pardon de Saint-Maurice, le pardon de Saint-Alban (qui est le saint patron de la commune) et le pardon de Saint-Cornély à la chapelle de Lochrist.
Mais aussi L’Arbre à plumes organisée dans le cadre de la Fête de la Nature, la fête de la chasse et l'Inguiniel Games Weekend.

### Sports et loisirs

#### Équipements publics
Les équipements sportifs de la municipalité sont au nombre de 3 : la salle des sports (dont la rénovation d'une hauteur de 399 095 € a été financée par : le conseil départemental pour 111 000 €, par l'État au titre de la Dotation d'Équipement des Territoires Ruraux (DETR) pour 105 000 € et la commune pour 183 095 €, ainsi que les 2 terrains de foot dont l'entretien est géré par la municipalité. Plusieurs parcours de randonnées sont également disponibles sur l'ensemble de la commune. Un projet de terrain multisports est en cours.

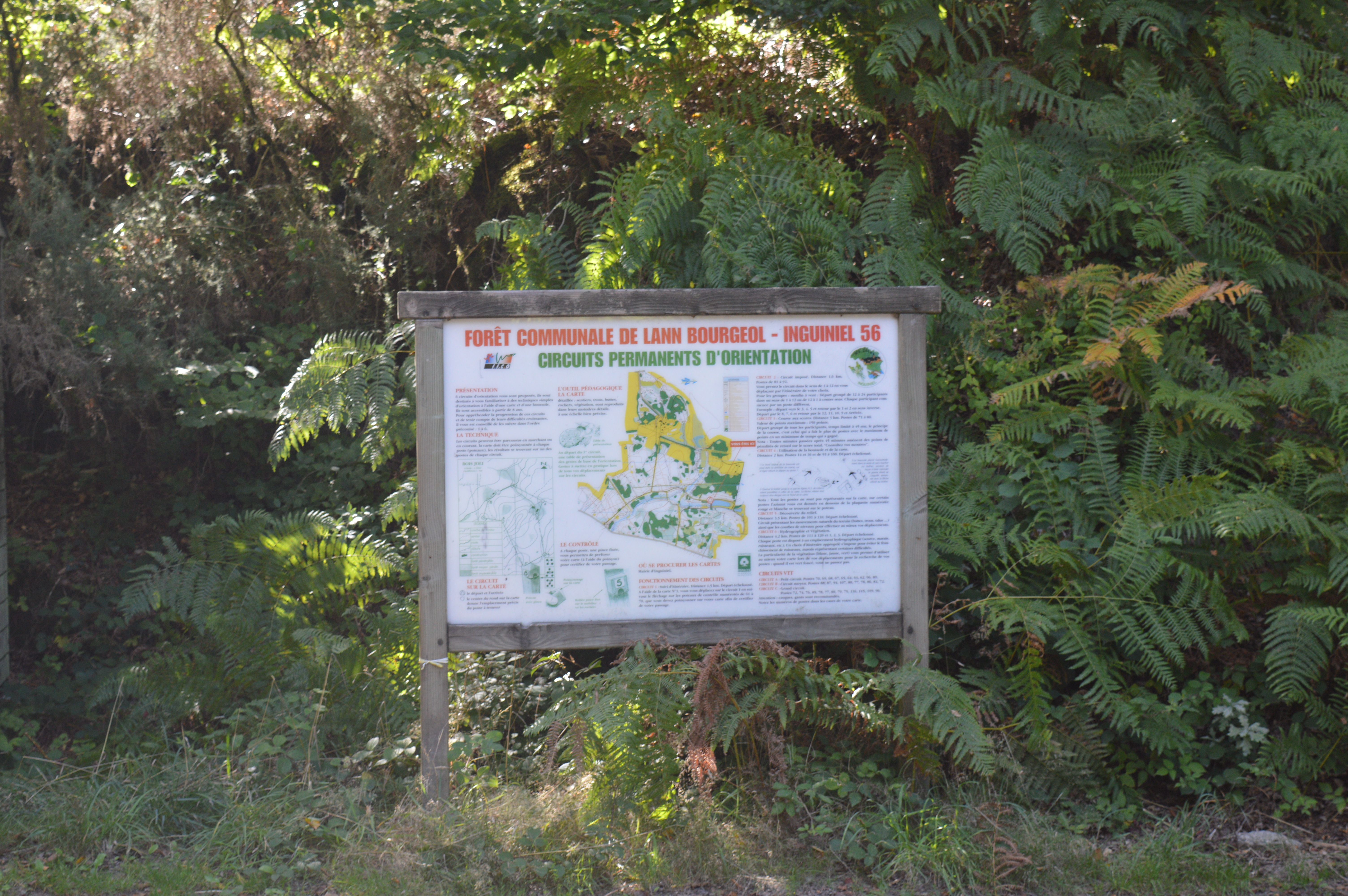
Panneau représentant les circuits de randonnées de la forêt communale - Lann Bourgeol
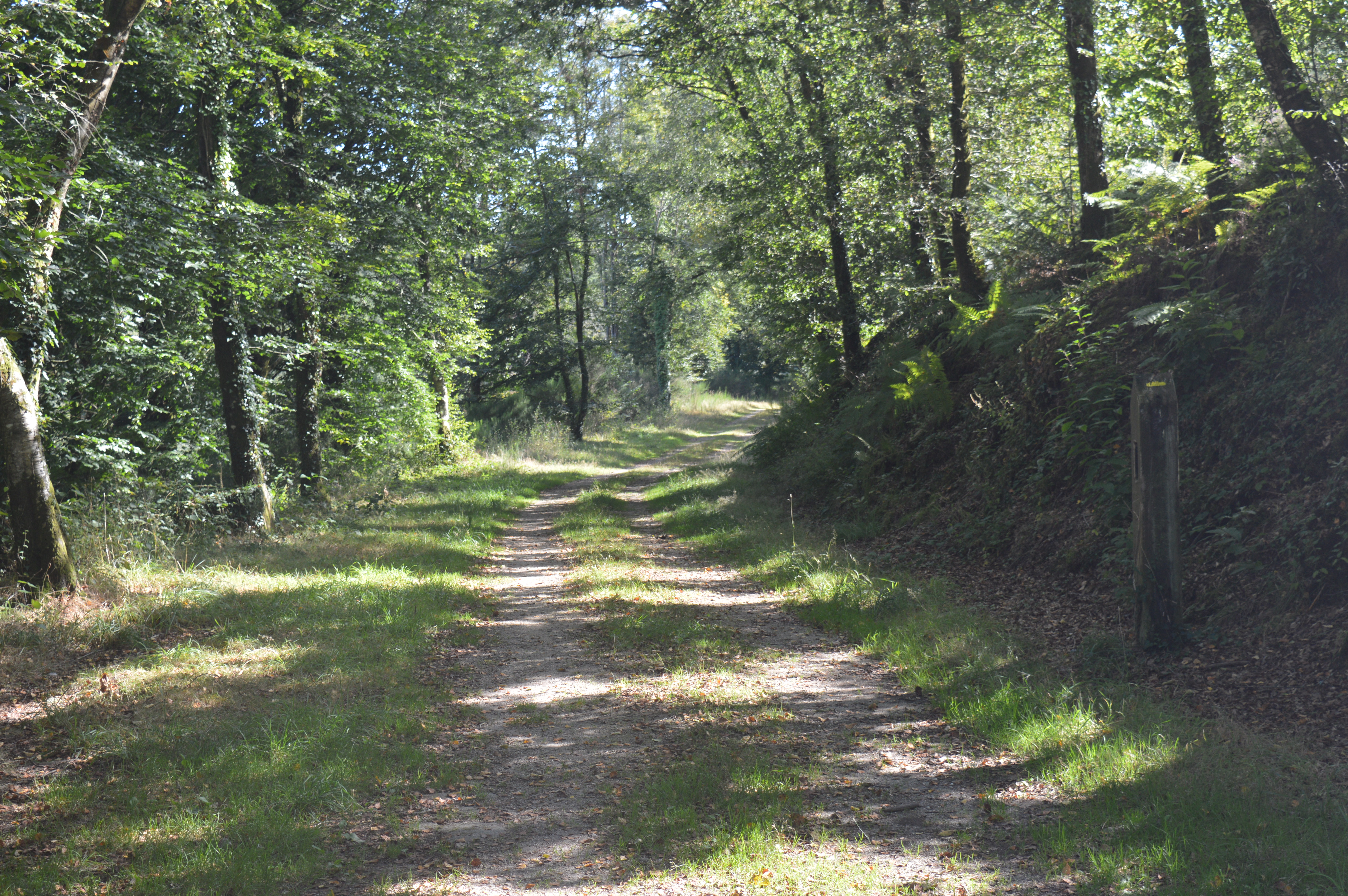
Chemin accessible via voiture pour pratiquer la randonnée dans la forêt communale - Lann Bourgeol

#### Vie sportive
Plusieurs associations sportives ou autour du sport sont présentes dans la commune on y compte notamment le Club athlétique du Scorff (CA Scorff), Tro ha distro Breizh (randonnée), Danserion bro en Ignel (danse bretonne), le Foyer Laïque (football et hand-ball), le club de Gymnastique séniors, l'OMSL (Office municipal des sports et des loisirs), la Société de chasse, l'Union cycliste Inguinieloise (UCI), Modern’Jazz (danse moderne et Zumba), Nihon Taï Jitsu (Self défense), Le souffle d’ici (Qi-Gong) et le club de Gym Pilate – Piloxing.

### Vie associative
Plusieurs associations autres que sportives sont présentes dans la commune. On y compte notamment l'Amicale des pompiers, le Club de l’amitié, le Club de tricot « Laines et fils », le Comité des fêtes (actuellement en pause en attendant de nouveaux bénévoles), Etre An Daou Bont (Entre 2 ponts), la Fédération nationale des anciens combattants d’Algérie (FNACA), l'Amicale Laïque « Tous à vos Plumes », l’Association des parents de l’école libre APEL Ste Thérèse et l'USEP Les Plumes.

### Cultes
Les Inguinielois disposent d'un lieu de culte catholique : l'église paroissiale Saint-Alban. Le territoire de la commune est situé au sein du secteur paroissial de Plouay dans le diocèse de Vannes.

### Médias
Les informations liées à la commune sont publiées dans le quotidien régional de Bretagne Le Télégramme ainsi que dans le quotidien Ouest-France.

## Économie

### Revenus de la population et fiscalité
|                                                                   | Inguiniel | Morbihan |
| ----------------------------------------------------------------- | --------- | -------- |
| Nombre de ménages fiscaux                                         | 918       | 329 913  |
| Nombre de personnes dans les ménages fiscaux                      | 2 142     | 738 554  |
| Médiane du revenu disponible par unité de consommation (en euros) | 18 856    | 20 359   |
| Part des ménages fiscaux imposés                                  | 44,8 %    | 53,3 %   |

Les indicateurs communaux sont en dessous des indicateurs départementaux ont note notamment un écart de 8.5% au niveau de la part des ménages fiscaux imposés et une différence de 1503 € au niveau de la médiane du revenu disponible par unité de consommation entre Inguiniel et le Morbihan.

#### Impôts locaux
|                      | 2000 | 2001 | 2002 | 2003 | 2004 | 2005 | 2006 | 2007 | 2008 | 2009 | 2010 | 2011 | 2012 | 2013 | 2014 | 2015 | 2016 | 2017 |
| -------------------- | ---- | ---- | ---- | ---- | ---- | ---- | ---- | ---- | ---- | ---- | ---- | ---- | ---- | ---- | ---- | ---- | ---- | ---- |
| Inguiniel            | 151  | 155  | 161  | 169  | 182  | 194  | 196  | 206  | 218  | 221  | 229  | 238  | 244  | 255  | 259  | 275  | 267  | 271  |
| Moyenne de la strate | 208  | 183  | 190  | 200  | 208  | 221  | 225  | 234  | 244  | 308  | 319  | 334  | 343  | 354  | 357  | 369  | 371  | 375  |

| ■ Impôts locaux d'Inguiniel ■ Impôts locaux Moyenne de la strate |

Les impôts locaux d'Inguiniel sont en permanence de 2000 à 2017 inférieurs à la moyenne de la strate.

### Finances communales
|                      | 2004 | 2005 | 2006 | 2007 | 2008 | 2009 | 2010 | 2011 | 2012 | 2013 | 2014 | 2015 | 2016 | 2017 |
| -------------------- | ---- | ---- | ---- | ---- | ---- | ---- | ---- | ---- | ---- | ---- | ---- | ---- | ---- | ---- |
| Inguiniel            | 134  | 100  | 170  | 146  | 164  | 180  | 212  | 217  | 224  | 471  | 235  | 84   | 289  | 329  |
| Moyenne de la strate | 137  | 142  | 151  | 142  | 151  | 166  | 172  | 189  | 187  | 173  | 166  | 167  | 166  | 166  |

| ■ CAF d'Inguiniel ■ CAF moyenne de la strate |

Comparée à la moyenne de la strate, la capacité d'autofinancement d'Inguiniel observe un profil globalement supérieur à la moyenne de la strate. On note malgré tout une inversion de la tendance pour 2005 et 2015 ainsi qu'un renforcement de celle-ci en 2013. Par ailleurs, le fonds de roulement reste positif sur l'ensemble de la période (égal à 0 en 2002). Mais, il reste inférieur à la moyenne de la strate de 2003 à 2012 (sauf 2010) puis lui redevient largement supérieur de 2013 à 2017. Le montant de l'endettement par habitant, au 31 décembre 2017, est de 438 € (en nette baisse, −29,58 % par rapport à 2007), situé bien en-dessous de la moyenne de la strate, qui est de 702 €.

### Emploi
|                                                              | Commune | Commune | Commune | Commune | Morbihan | Morbihan | Morbihan | Morbihan | Région Bretagne | Région Bretagne | Région Bretagne | Région Bretagne |  |
|                                                              | 2016    | 2016    | 2011    | 2011    | 2016     | 2016     | 2011     | 2011     | 2016            | 2016            | 2011            | 2011            |  |
|                                                              | Nombre  | %       | Nombre  | %       | Nombre   | %        | Nombre   | %        | Nombre          | %               | Nombre          | %               |  |
| ------------------------------------------------------------ | ------- | ------- | ------- | ------- | -------- | -------- | -------- | -------- | --------------- | --------------- | --------------- | --------------- |  |
| Agriculture                                                  | 80      | 21,7    | 88      | 25,0    | 12 282   | 4,4      | 13 108   | 4,7      | 60 478          | 4,6             | 64 648          | 5,0             |  |
| Industrie                                                    | 5       | 1,4     | 12      | 3.4     | 44 268   | 15,9     | 44 538   | 16,0     | 176 580         | 13,6            | 185 975         | 14,3            |  |
| Construction                                                 | 58      | 15,6    | 55      | 15,6    | 20 629   | 7,4      | 23 064   | 8,3      | 89 432          | 6,9             | 96 576          | 7,4             |  |
| Commerce, transports, services divers                        | 75      | 20,3    | 84      | 23,9    | 110 846  | 39,7     | 109 804  | 39,4     | 543 300         | 41,7            | 531 938         | 41,0            |  |
| Administration publique, enseignement, santé, action sociale | 151     | 41,0    | 113     | 32,0    | 90 837   | 32,6     | 88 200   | 31,6     | 432 812         | 33,2            | 418 360         | 32,2            |  |
| Ensemble                                                     | 369     | 100     | 353     | 100     | 278 862  | 100      | 278 714  | 100      | 1 302 603       | 100             | 1 297 496       | 100             |  |

Une augmentation des emplois dans le secteur de l'administration publique, de l'enseignement, de la santé et l'action sociale est constaté sur la période 2011-2016. Tandis que l'ensemble des autres secteurs subit une baisse d'effectif. Ainsi, le secteur de l'administration publique, de l'enseignement, de la santé et l'action sociale est passé à la suite de cette période à 41% alors que n"était jusqu'alors que de 32%.

### Entreprises et commerces
|                                                              | Total | % com (% dep) | 0 salarié | 1 à 9 salarié(s) | 10 à 19 salariés | 20 à 49 salariés | 50 salariés ou plus |
| ------------------------------------------------------------ | ----- | ------------- | --------- | ---------------- | ---------------- | ---------------- | ------------------- |
| Ensemble                                                     | 198   | 100,0 (100)   | 160       | 34               | 3                | 1                | 0                   |
| Agriculture, sylviculture et pêche                           | 53    | 26,8 (10)     | 44        | 9                | 0                | 0                | 0                   |
| Industrie                                                    | 9     | 4.5 (6)       | 8         | 1                | 0                | 0                | 0                   |
| Construction                                                 | 29    | 14.6 (9,7)    | 20        | 8                | 1                | 0                | 0                   |
| Commerce, transports, services divers                        | 82    | 41,4 (60,1)   | 70        | 12               | 0                | 0                | 0                   |
| dont commerce et réparation automobile                       | 19    | 9.6 (15,1)    | 13        | 6                | 0                | 0                | 0                   |
| Administration publique, enseignement, santé, action sociale | 25    | 12.6 (14,2)   | 18        | 4                | 2                | 1                | 0                   |

On remarque une part des entreprises agricoles bien supérieur dans la commune que dans le département du Morbihan. En effet, les entreprises agricoles représentent seulement 10% de l'ensemble des entreprises dans le Morbihan tandis que c'est 26,8% à Inguiniel.
|                                          | 1988  | 2000   | 2010   |
| ---------------------------------------- | ----- | ------ | ------ |
| Nombre d’exploitations                   | 131   | 73     | 56     |
| Équivalent Unité de travail annuel (UTA) | 210   | 96     | 86     |
| Surface agricole utile (SAU) (ha)        | 2 997 | 2 600  | 2509   |
| Cheptel (nombre de têtes)                | 6 867 | 10 295 | 10 172 |

Entre 1988 et 2010, soit sur une période de 22 ans, on observent sur le territoire communal une forte baisse du nombre d'exploitation, en effet celui-ci est passé de 131 en 1988 à 56 en 2010 bien que le observe une augmentation du cheptel global (une très légère baisse est présente entre 2000 et 2010). Sur les 102 entreprises répertoriées par l'insee et implantées sur le territoire communal au 31 décembre 2018, 10 appartiennent alors au secteur de l’industrie, sois 9,8% des entreprises et 29 au secteur de la construction, sois 28,4% des entreprises. D'après la statistique de l'INSEE de 2017, le territoire comptait uniquement 1 campings de 3 étoiles. Elle dispose également de commerces de proximité (boulangeries, épiceries, etc.) dans le bourg. À noter que la Grande distribution n'est présente que dans les communes voisines avec un supermarché à Plouay et à Bubry.

## Culture locale et patrimoine

### Lieux et monuments

#### Patrimoine religieux
Le territoire de la commune comprend plusieurs édifices religieux.
- L'église Saint-Alban, au sein du bourg, a été construite au XVIIIe siècle, précisément en 1777, en l'honneur du saint patron de la commune. Elle est un édifice fort simple, en forme de croix latine, couvert d'une charpente, avec un clocher carré sur le porche. L'église abrite une statue de saint Amphibale (premier martyr de Grande-Bretagne, mis à mort en 303) qui a obtenu la conversion de saint Alban.

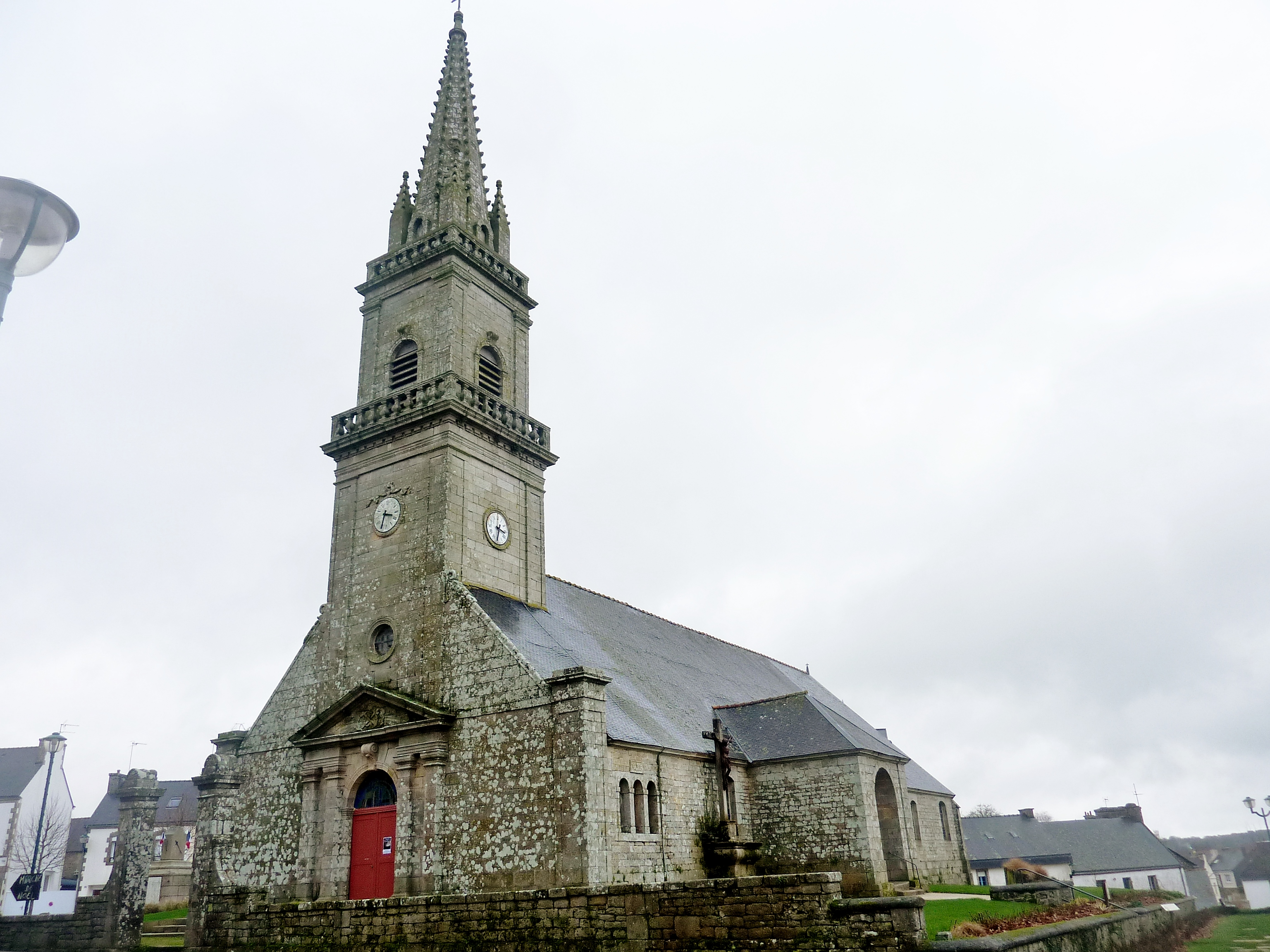
Église Saint-Alban d'Inguiniel : vue extérieure d'ensemble.
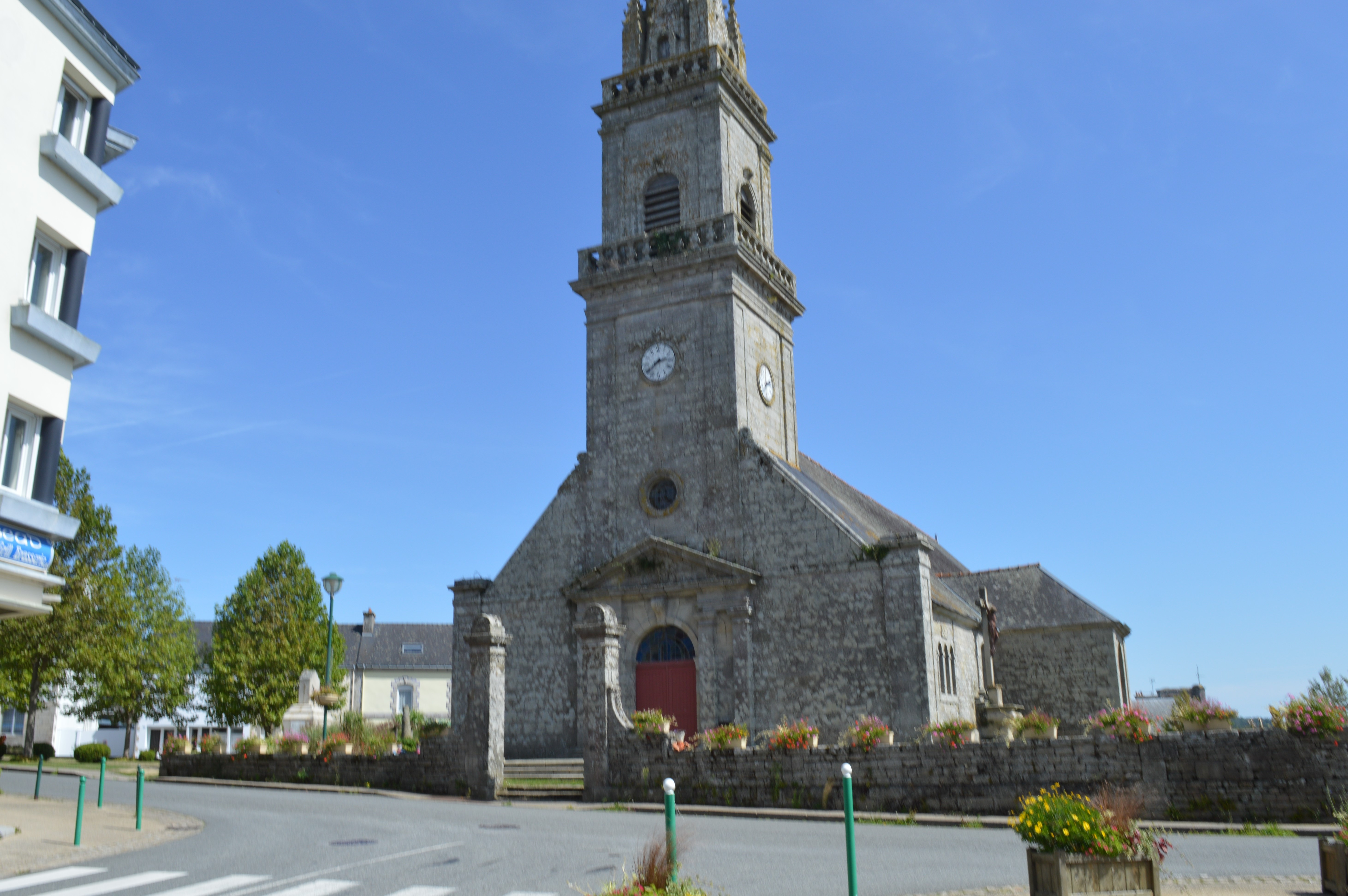
Façade avant de l'église Saint-Alban.
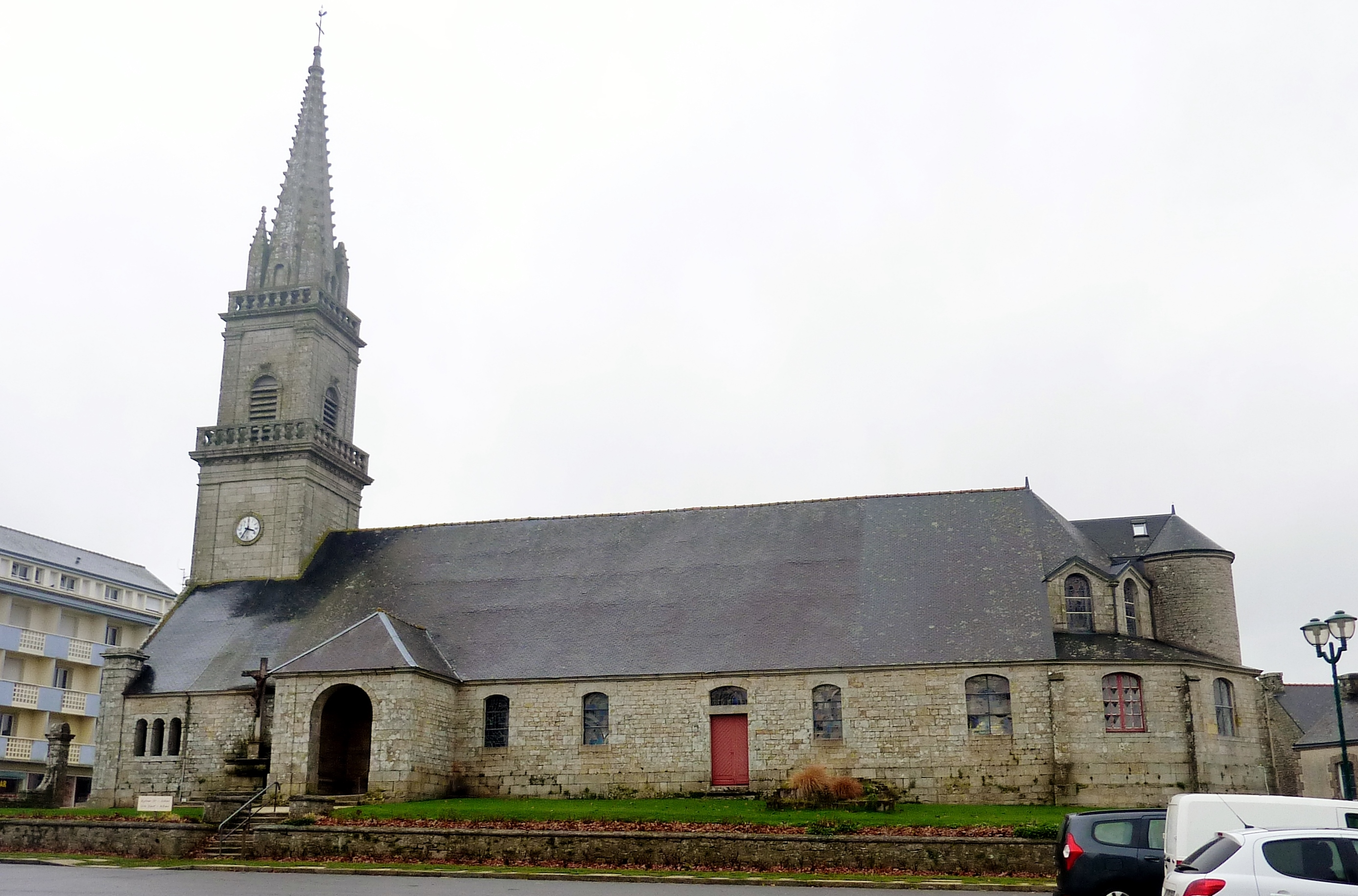
Église Saint-Alban d'Inguiniel : le flanc sud.
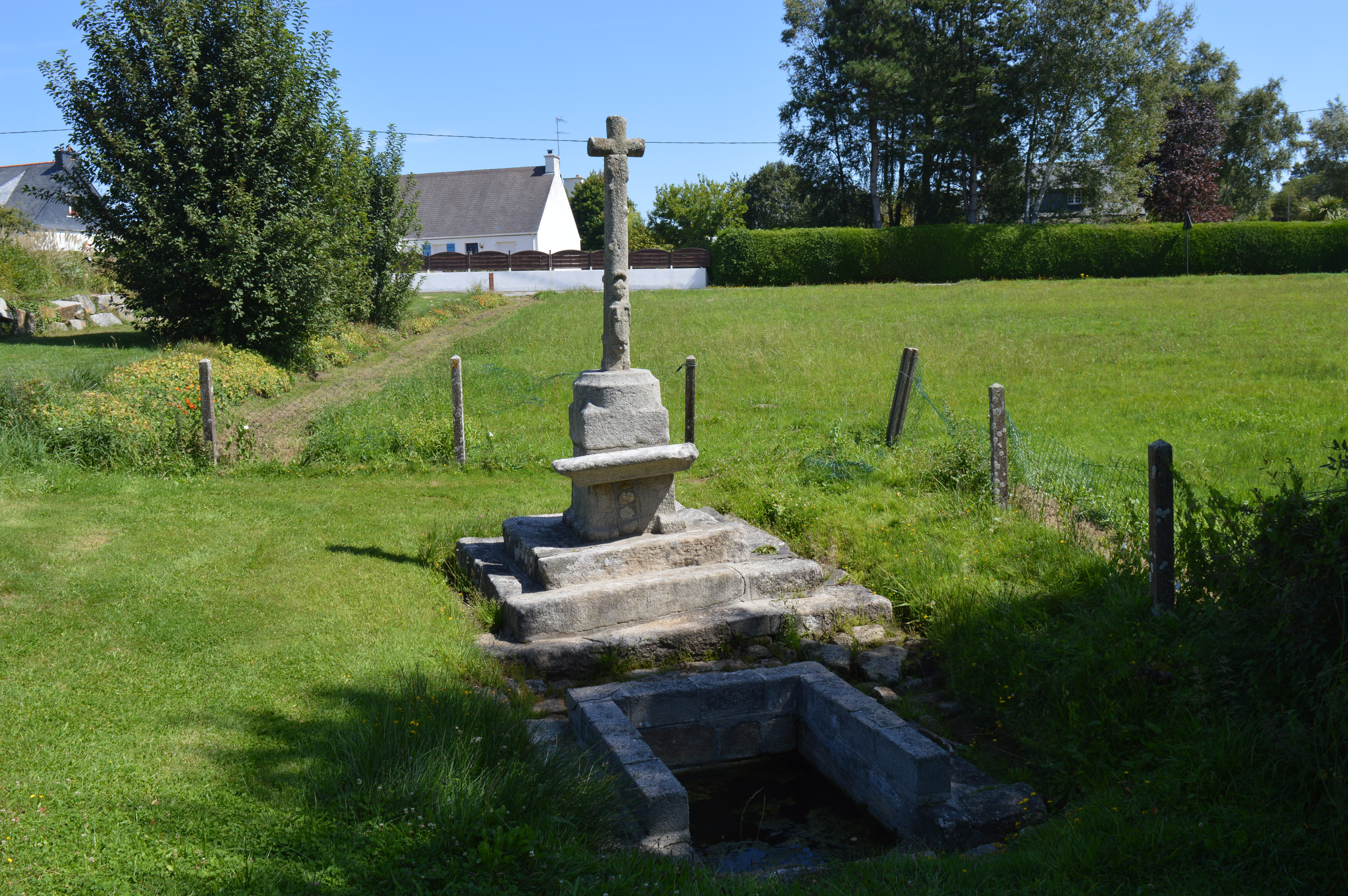
La fontaine Saint-Alban.

- - la fontaine de dévotion de Saint-Alban, en bas de la rue éponyme, date du XVIIe siècle, dédiée au saint patron de la paroisse ;
- La chapelle Saint-Claude datée de la fin du XVIIe siècle conserve aussi trois statues anciennes en bois polychrome de belle qualité et située au sud-est de la commune. La chapelle Saint-Maurice située au sud de la commune.

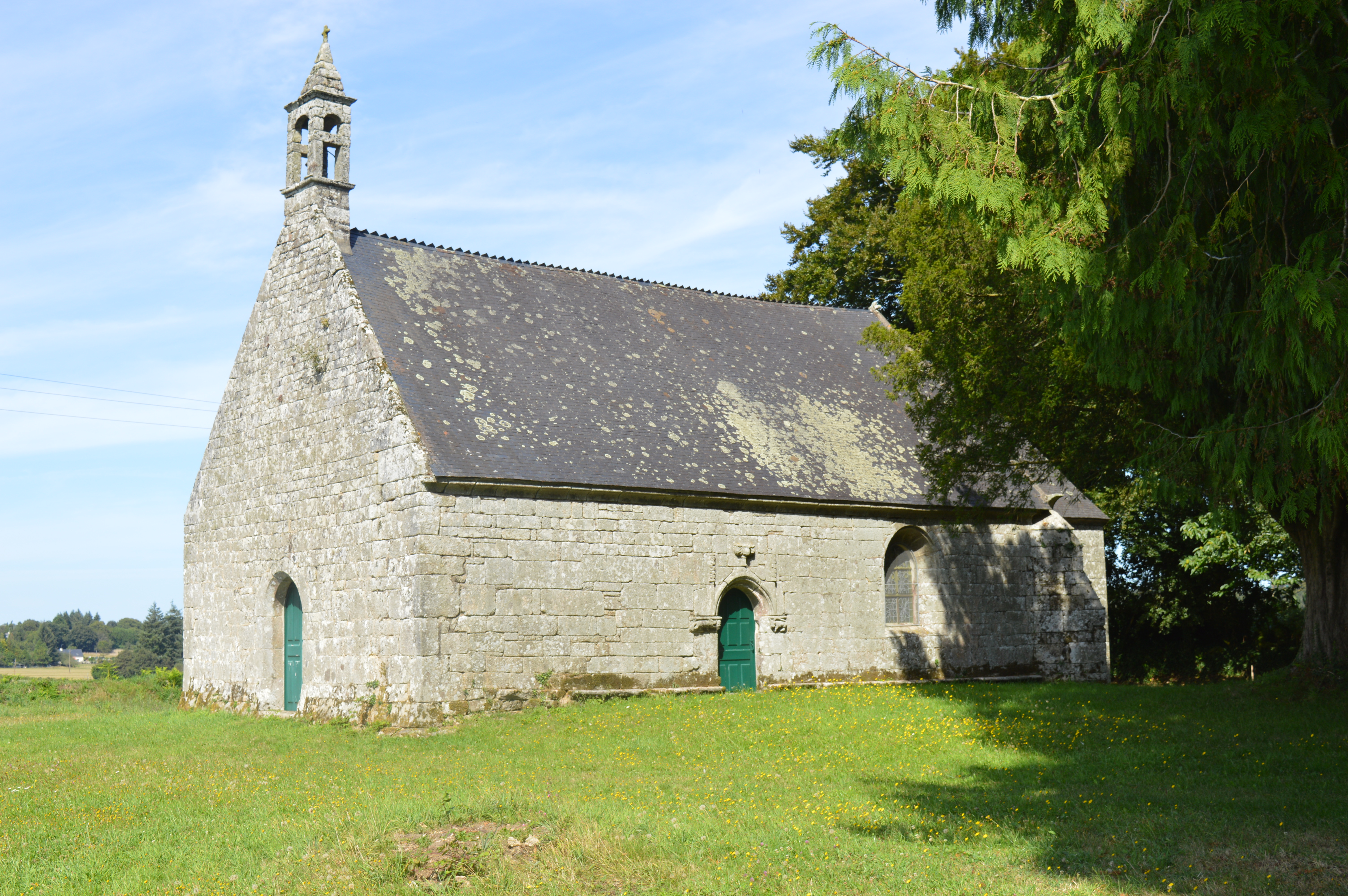
Chapelle Saint-Claude : vue extérieure d'ensemble.
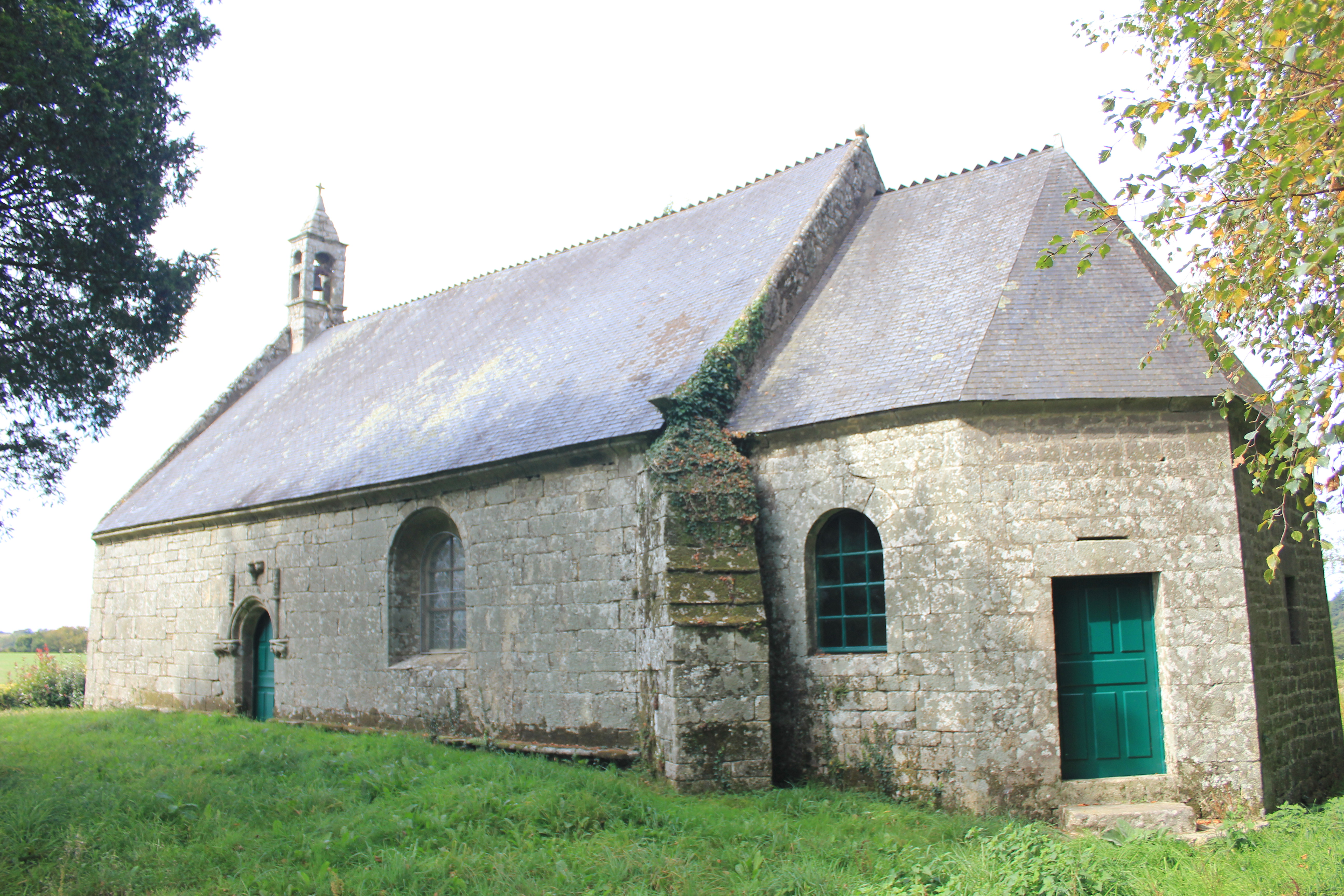
Chapelle Saint-Claude : vue extérieure d'ensemble.
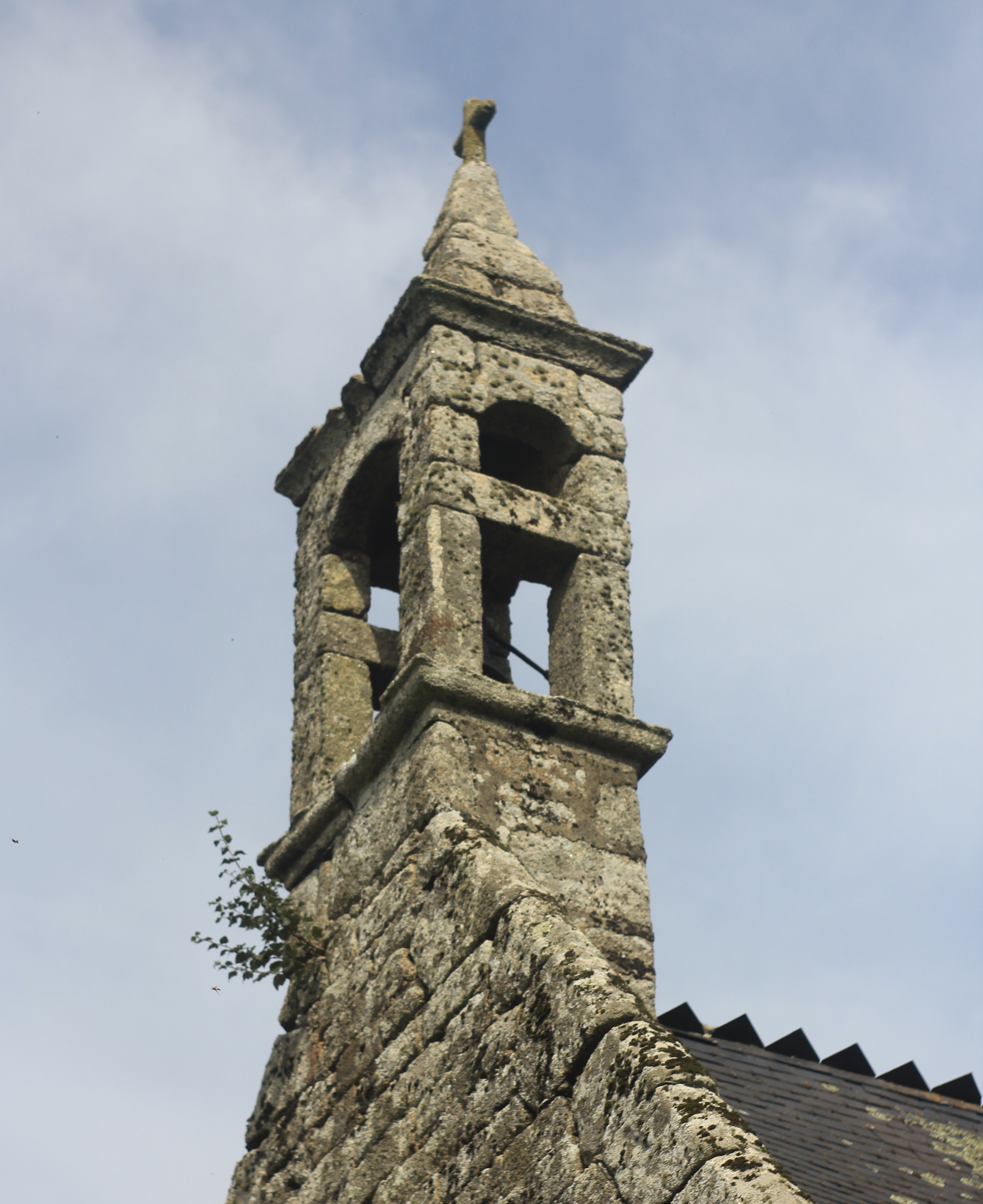
Chapelle Saint-Claude : le clocher.
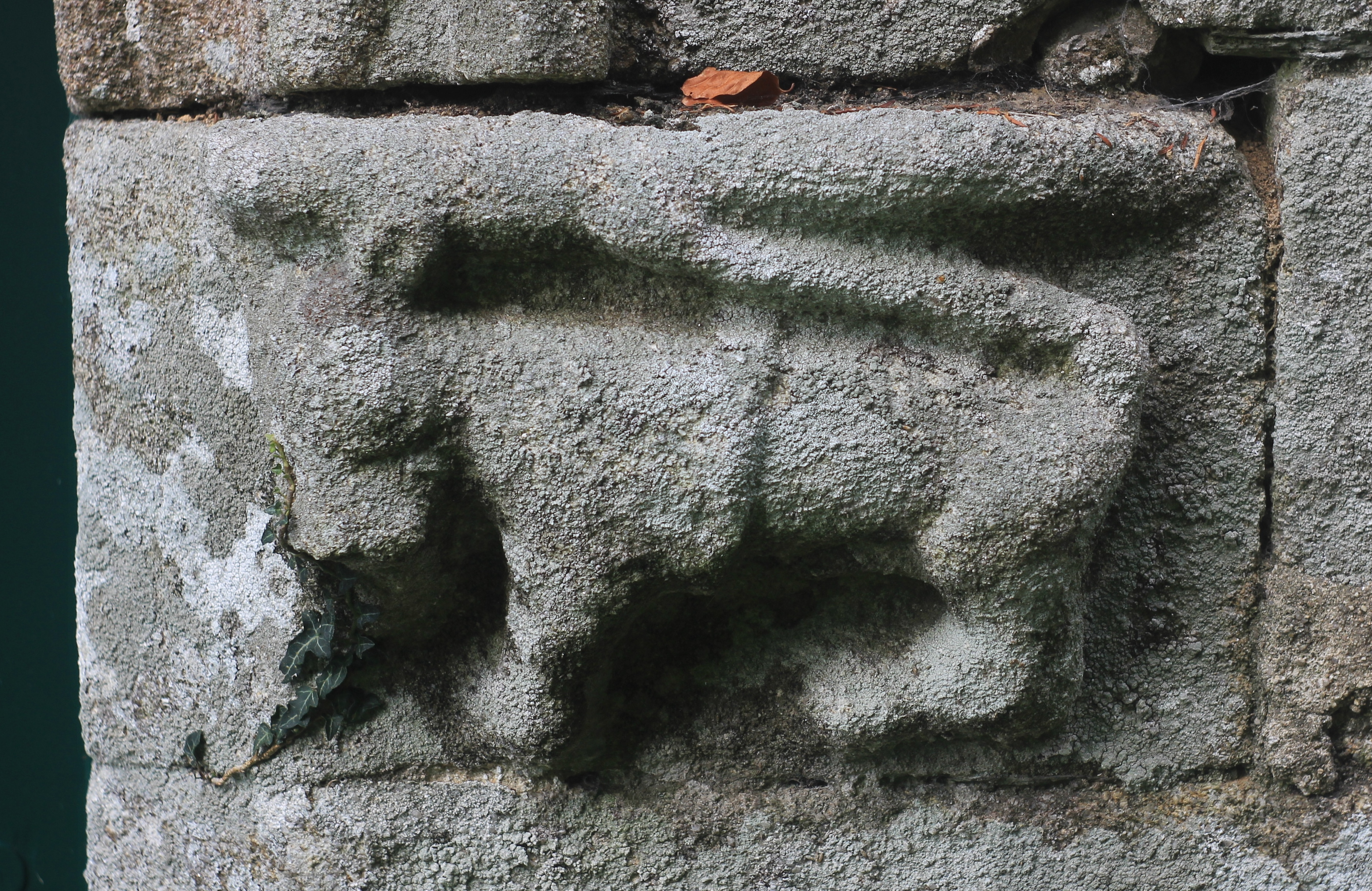
Chapelle Saint-Claude : sculpture extérieure.
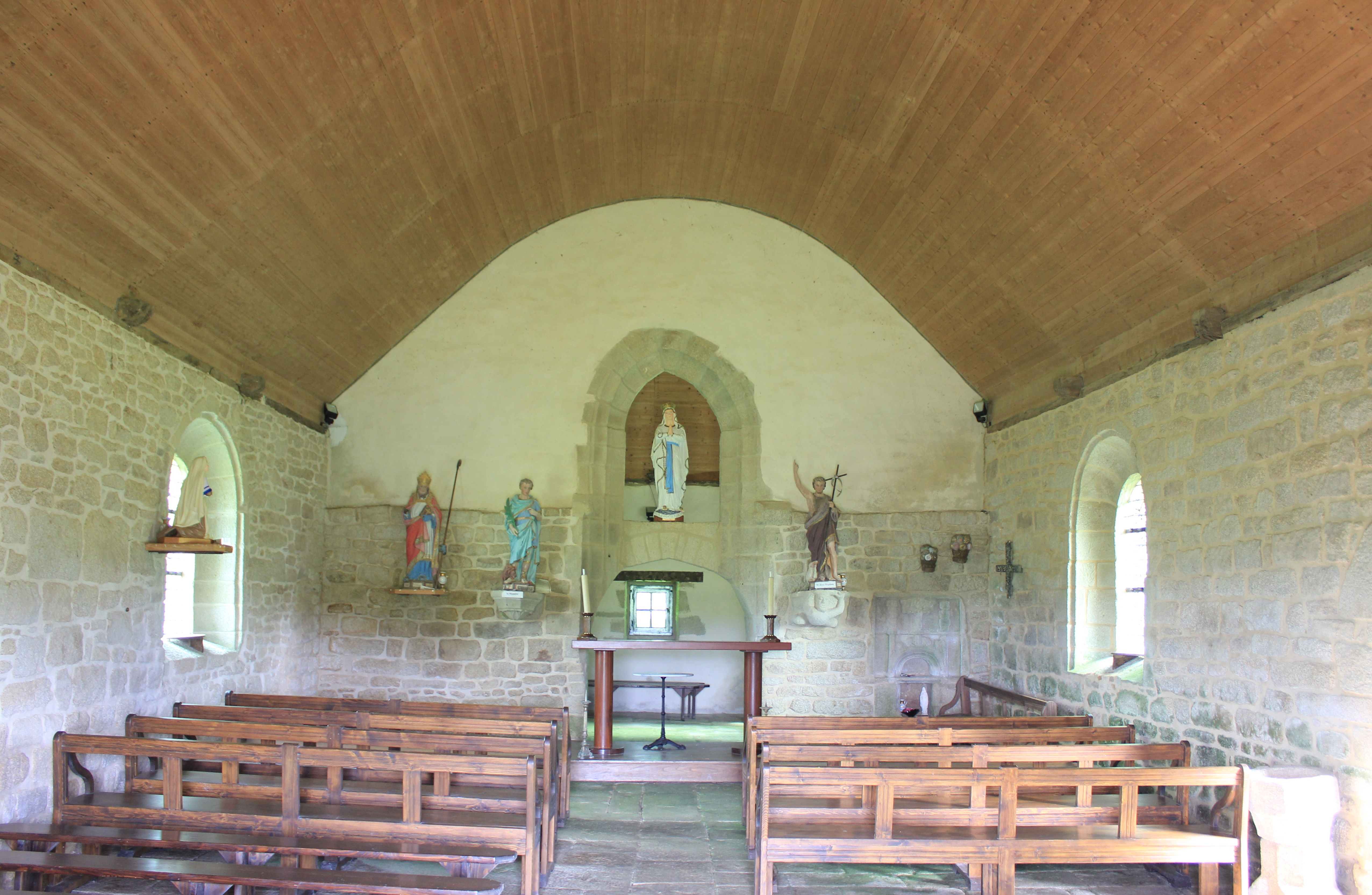
Chapelle Saint-Claude : vue intérieure d'ensemble.
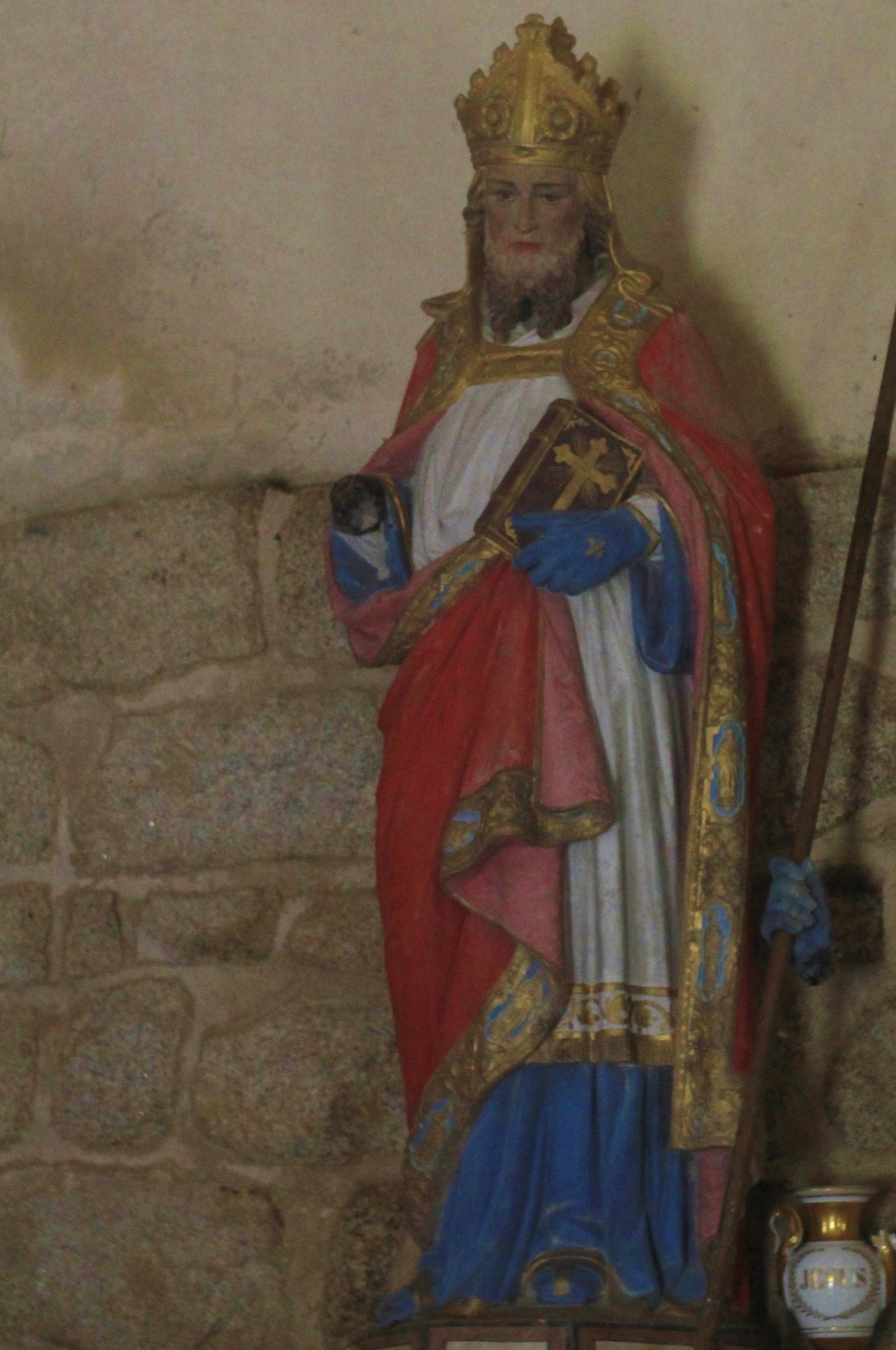
Chapelle Saint-Claude : statue de saint Claude.
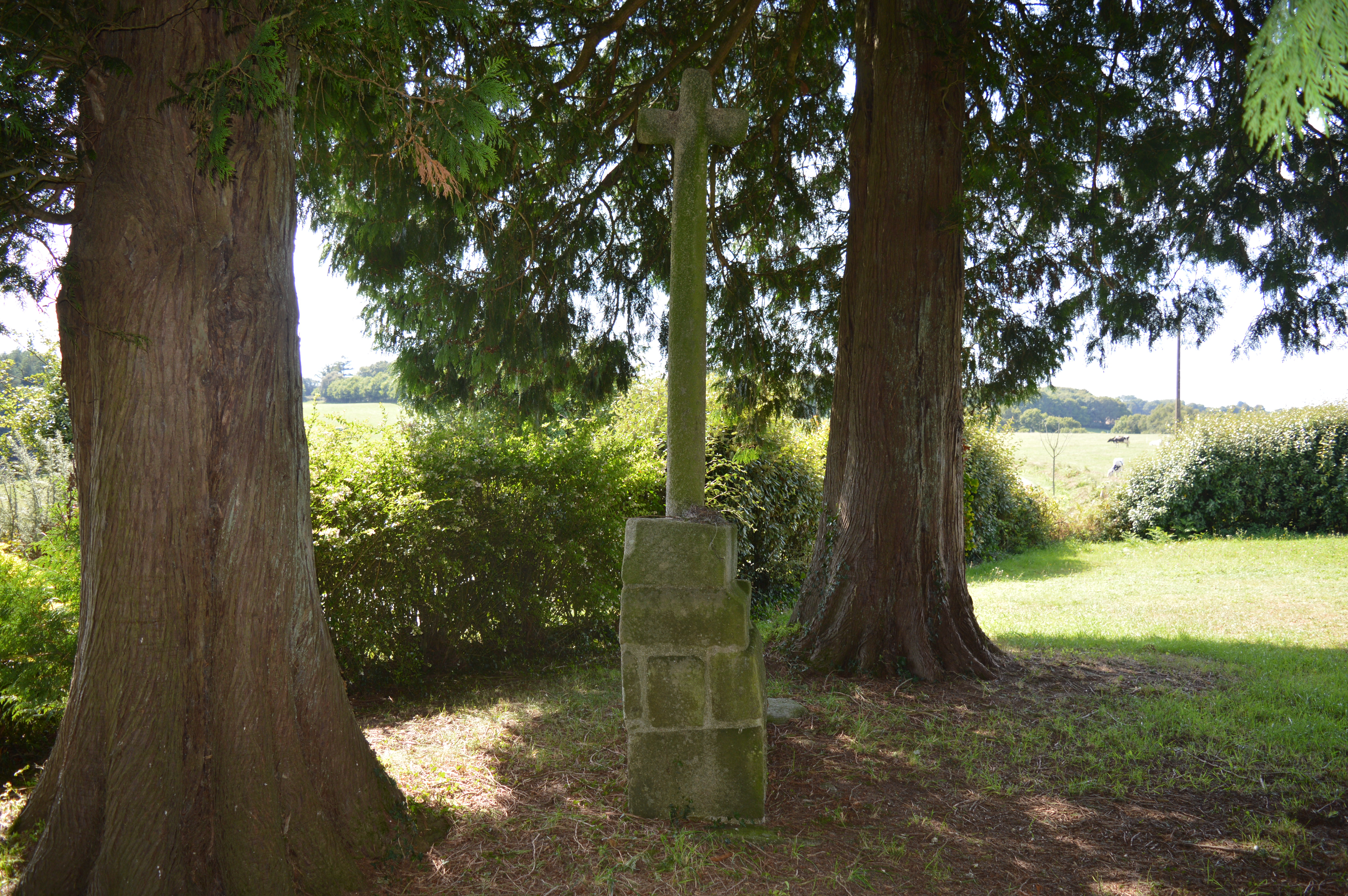
Le calvaire de la chapelle Saint-Claude.

- La chapelle de Locmaria située au sud-est du bourg.

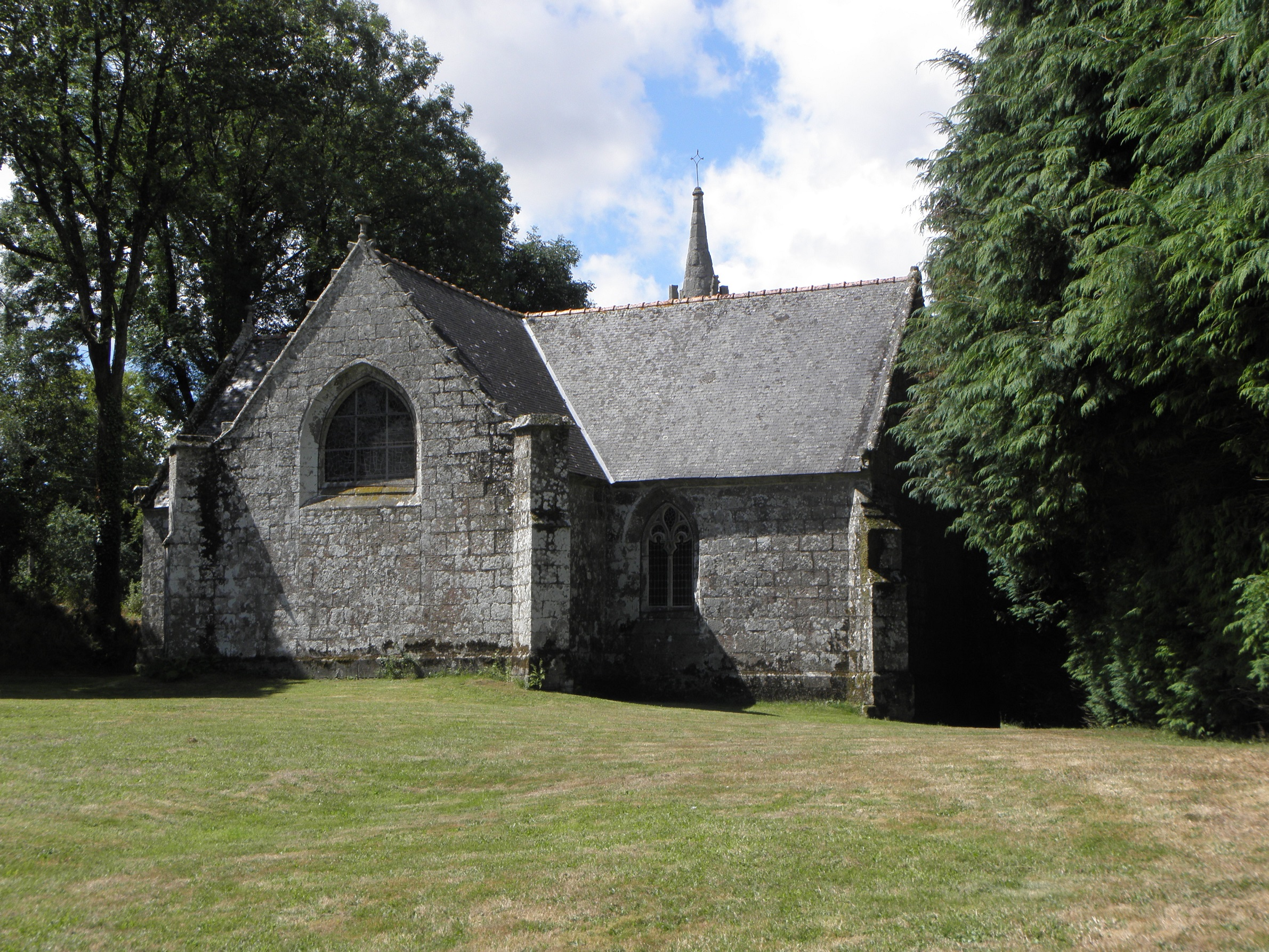
Chapelle de Locmaria : vue extérieure d'ensemble.
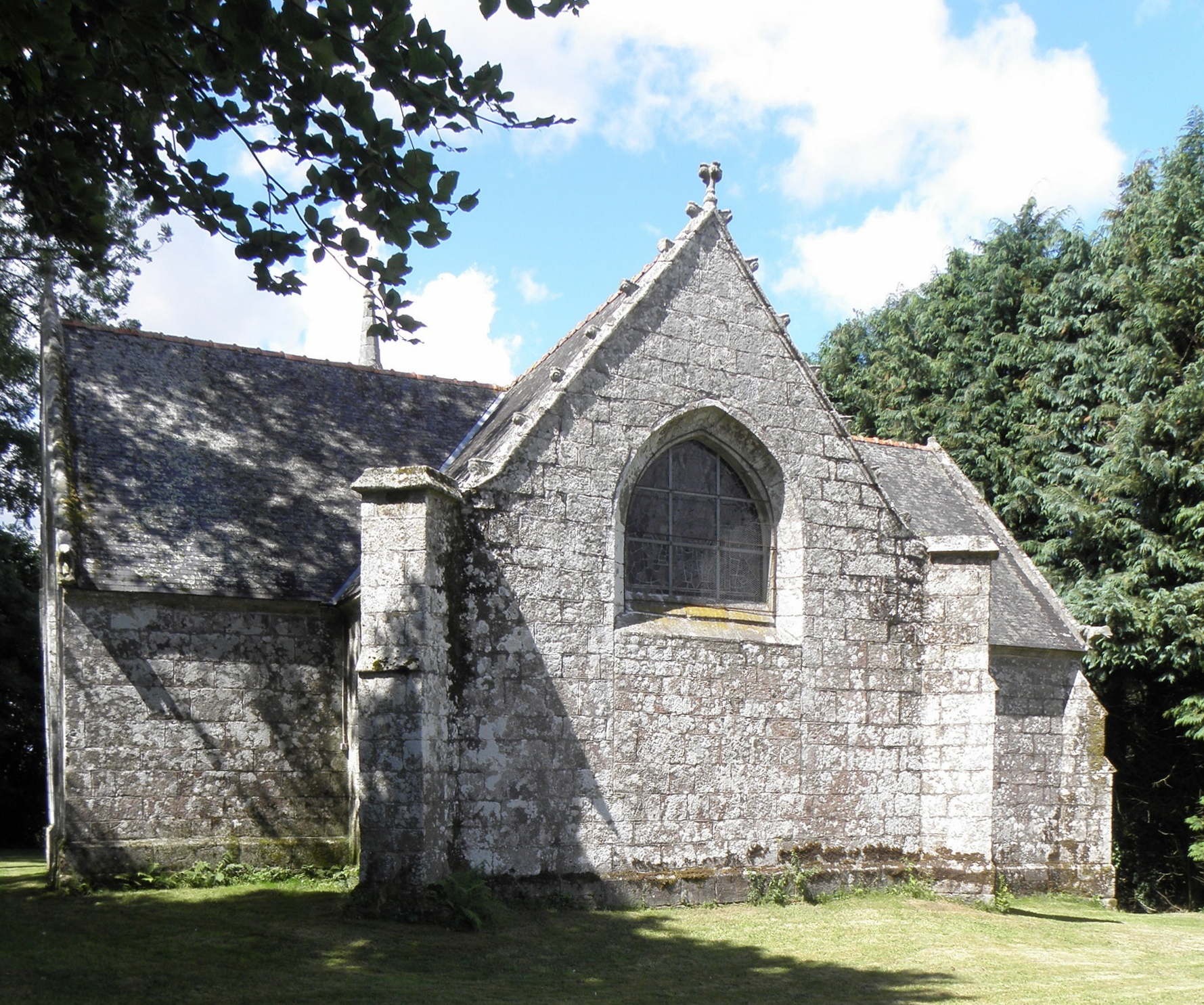
Chapelle de Locmaria : le chevet.
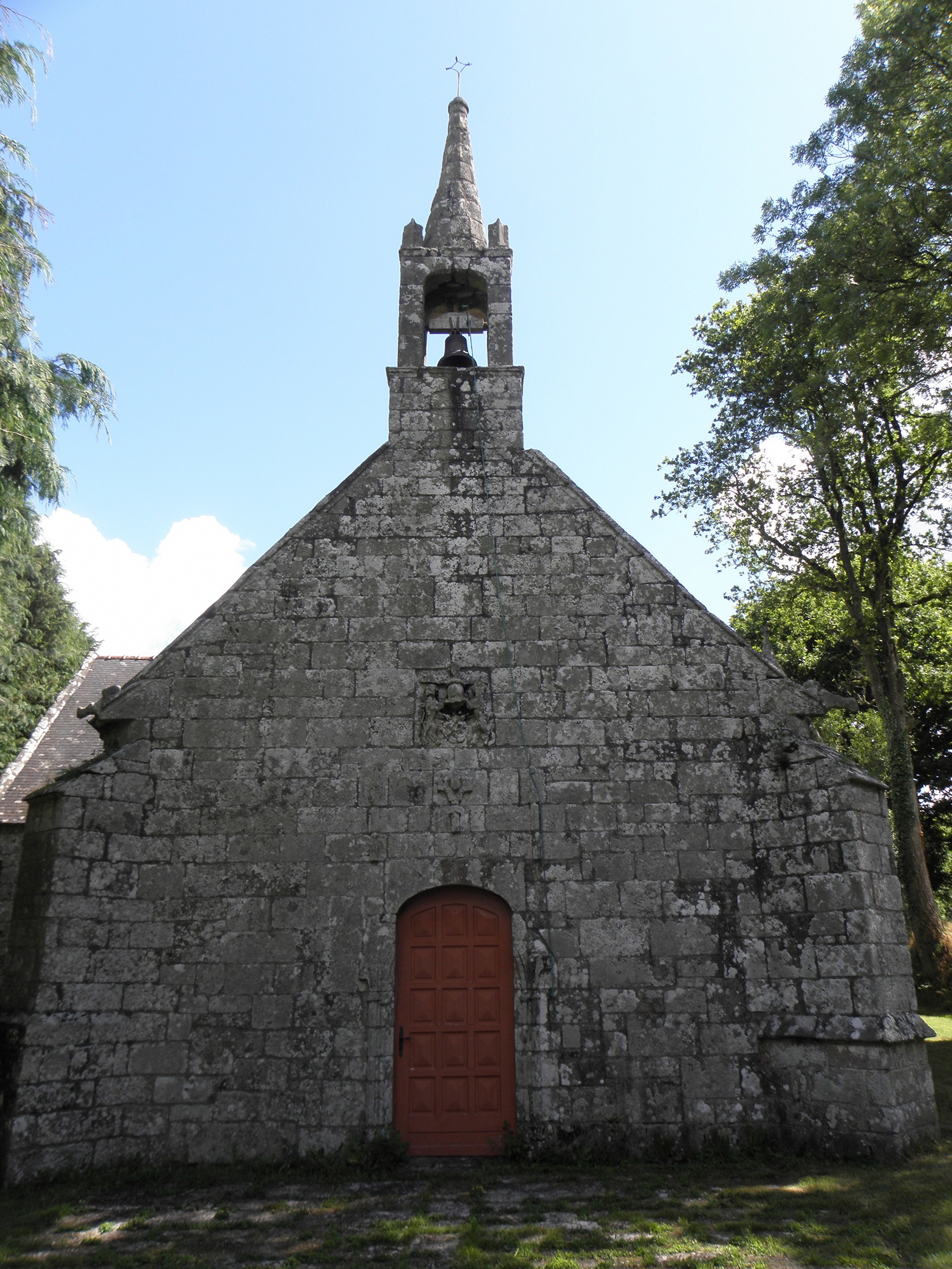
Chapelle de Locmaria : la façade.
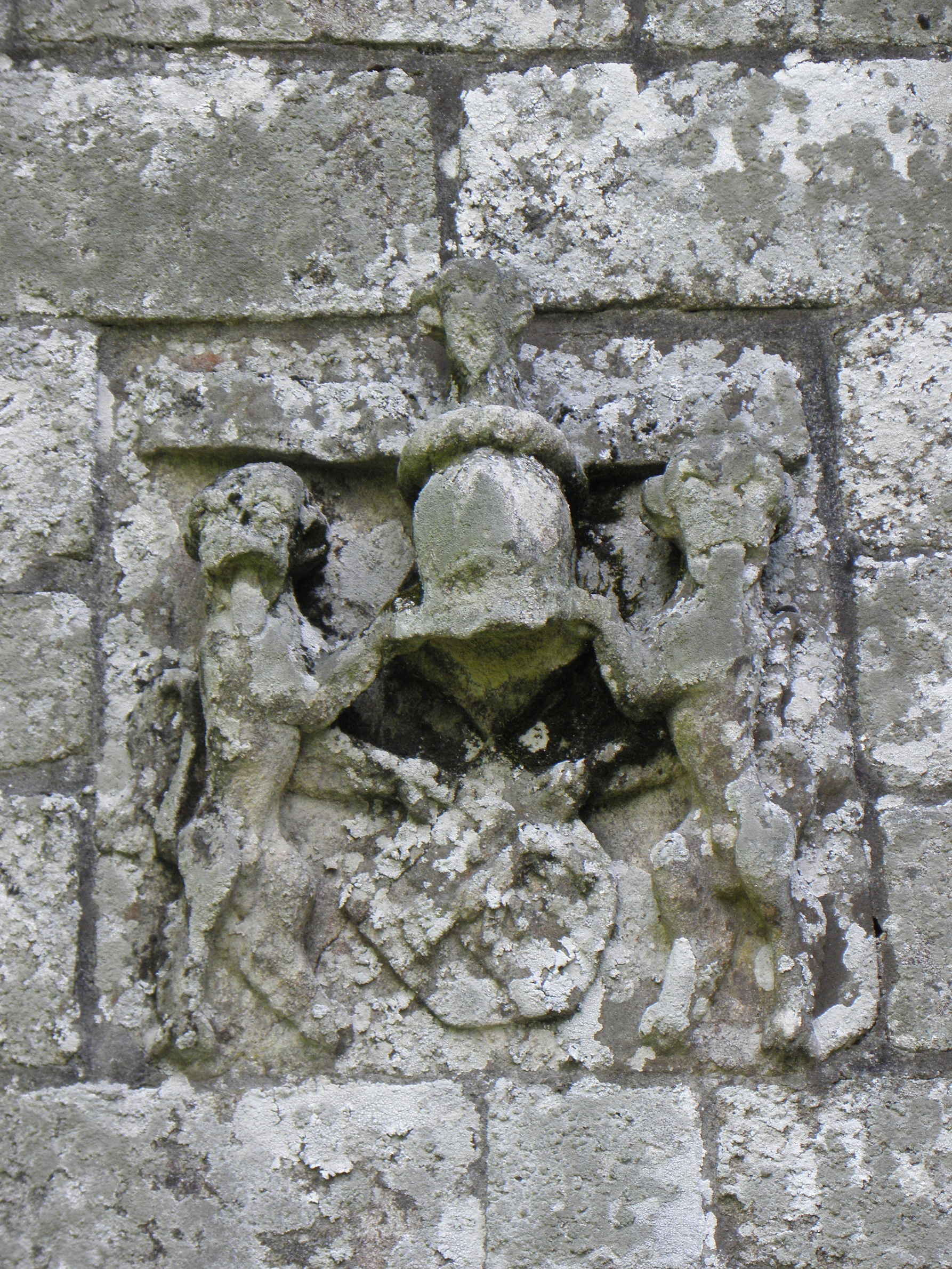
Armes de la famille Jégado ornant la façade occidentale de la chapelle de Locmaria.

- La chapelle Saint-Maurice, dans le village de Saint-Maurice.

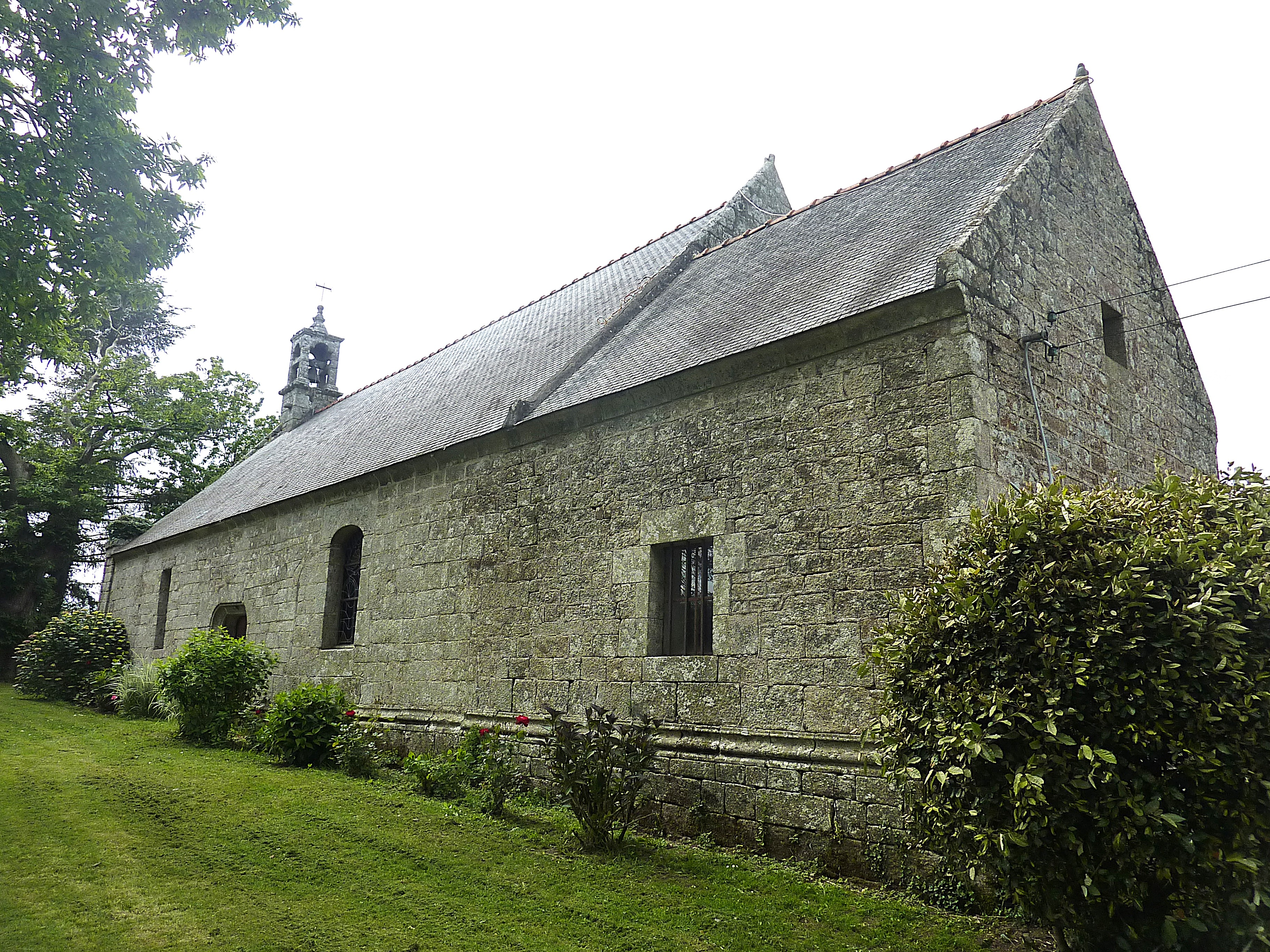
Chapelle Saint-Maurice, vue extérieure d'ensemble.
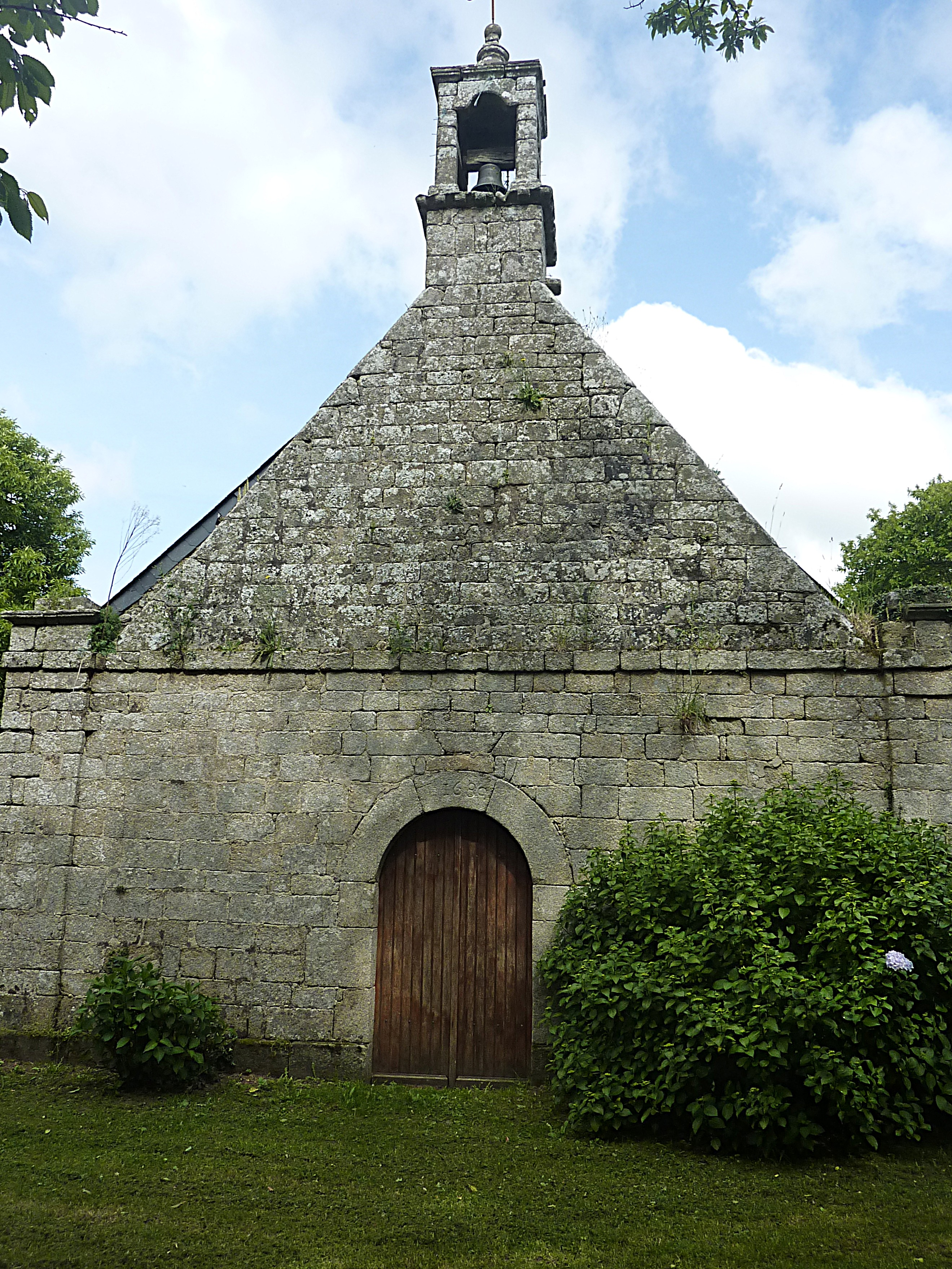
Chapelle Saint-Maurice, la façade.
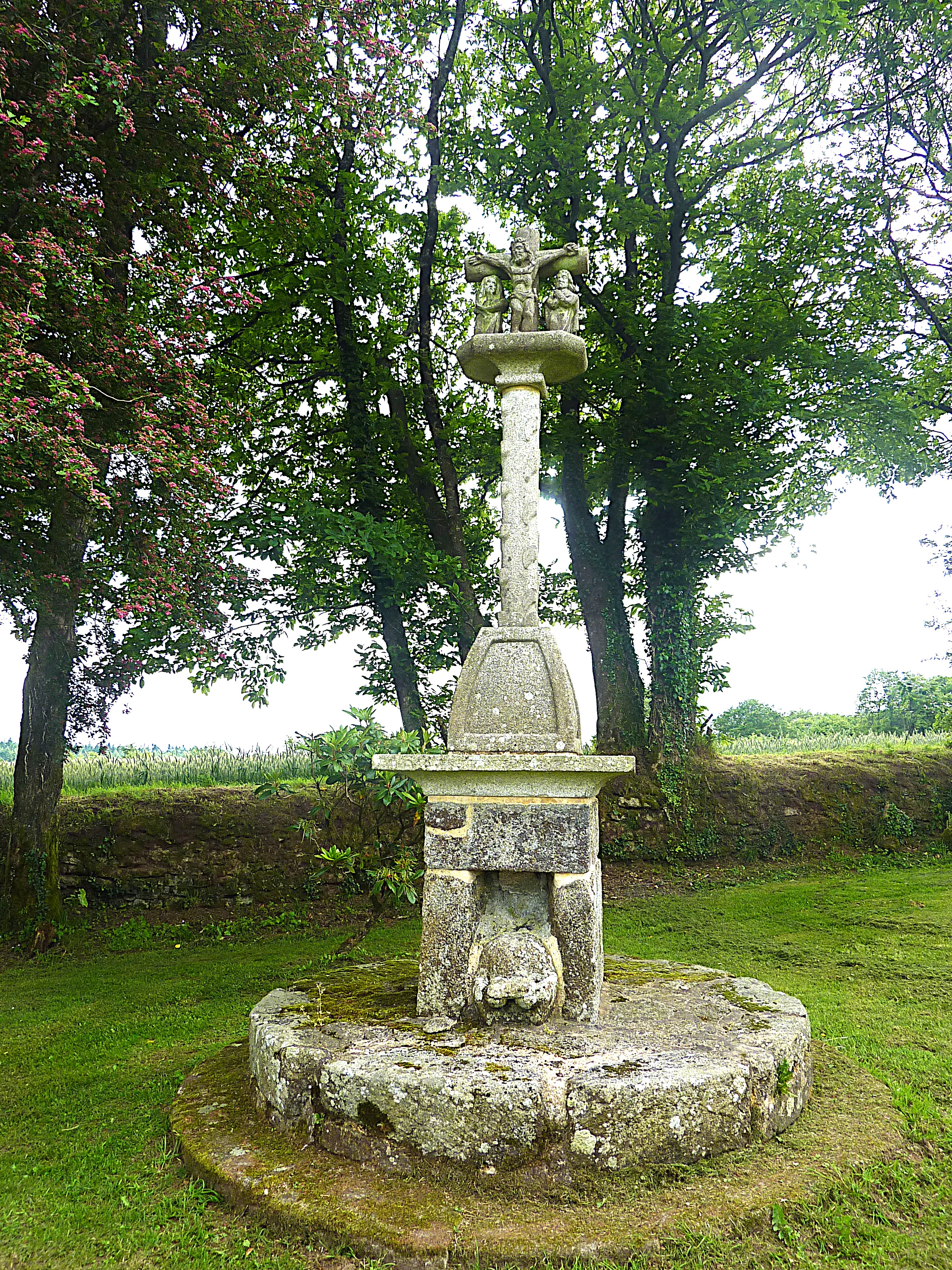
Chapelle Saint-Maurice, le calvaire.

- La chapelle de Lochrist (XVIIe siècle) remaniée en 1837 par le recteur Bomin et située à l'est de la commune. Cette chapelle, sans caractère architectural, était le siège d'une ancienne trève appelé Treu-Christ (ou Trev-Christ), elle a conservé le privilège d'avoir son cimetière particulier.

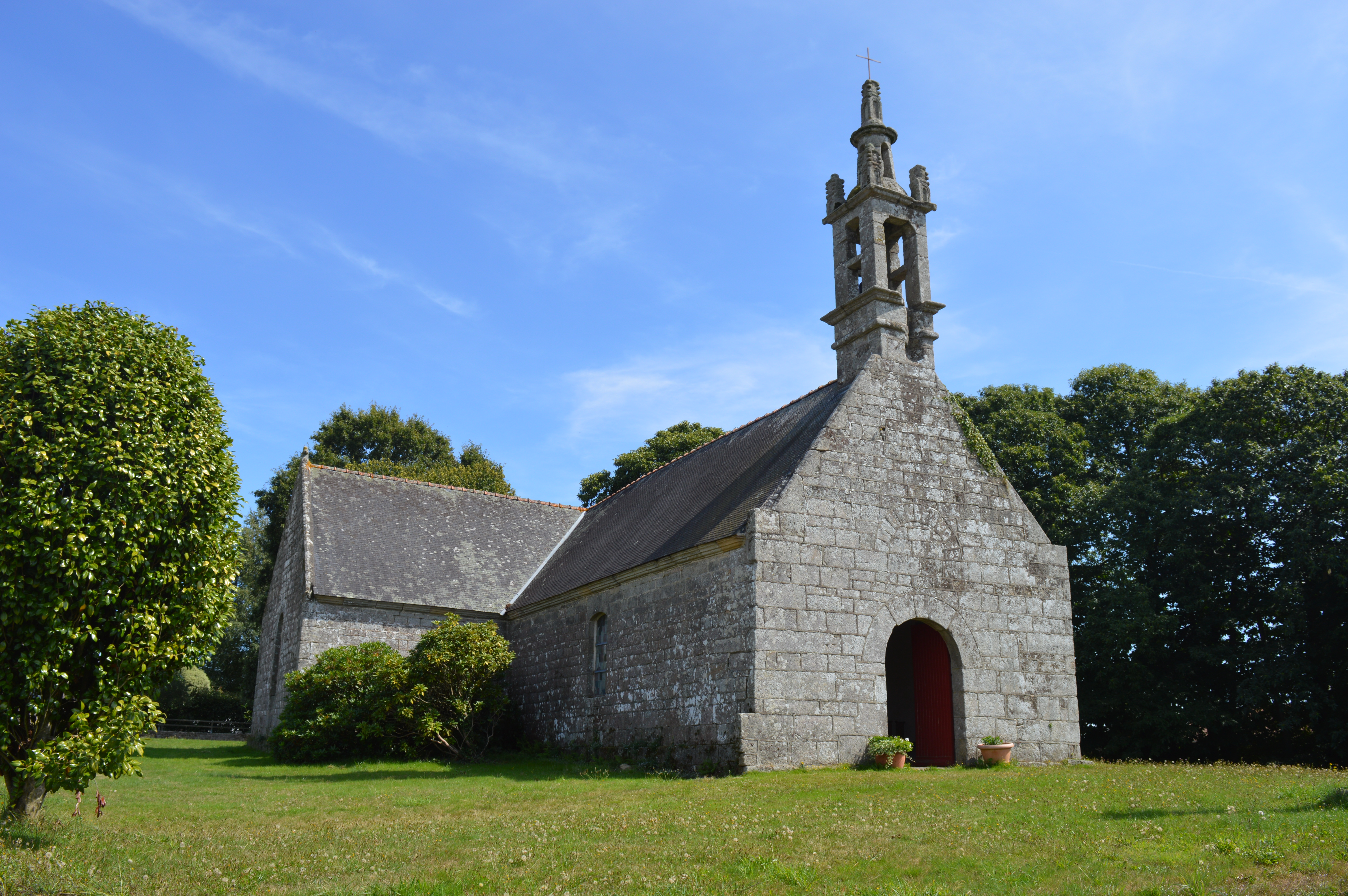
Chapelle de Lochrist : vue extérieure d'ensemble.
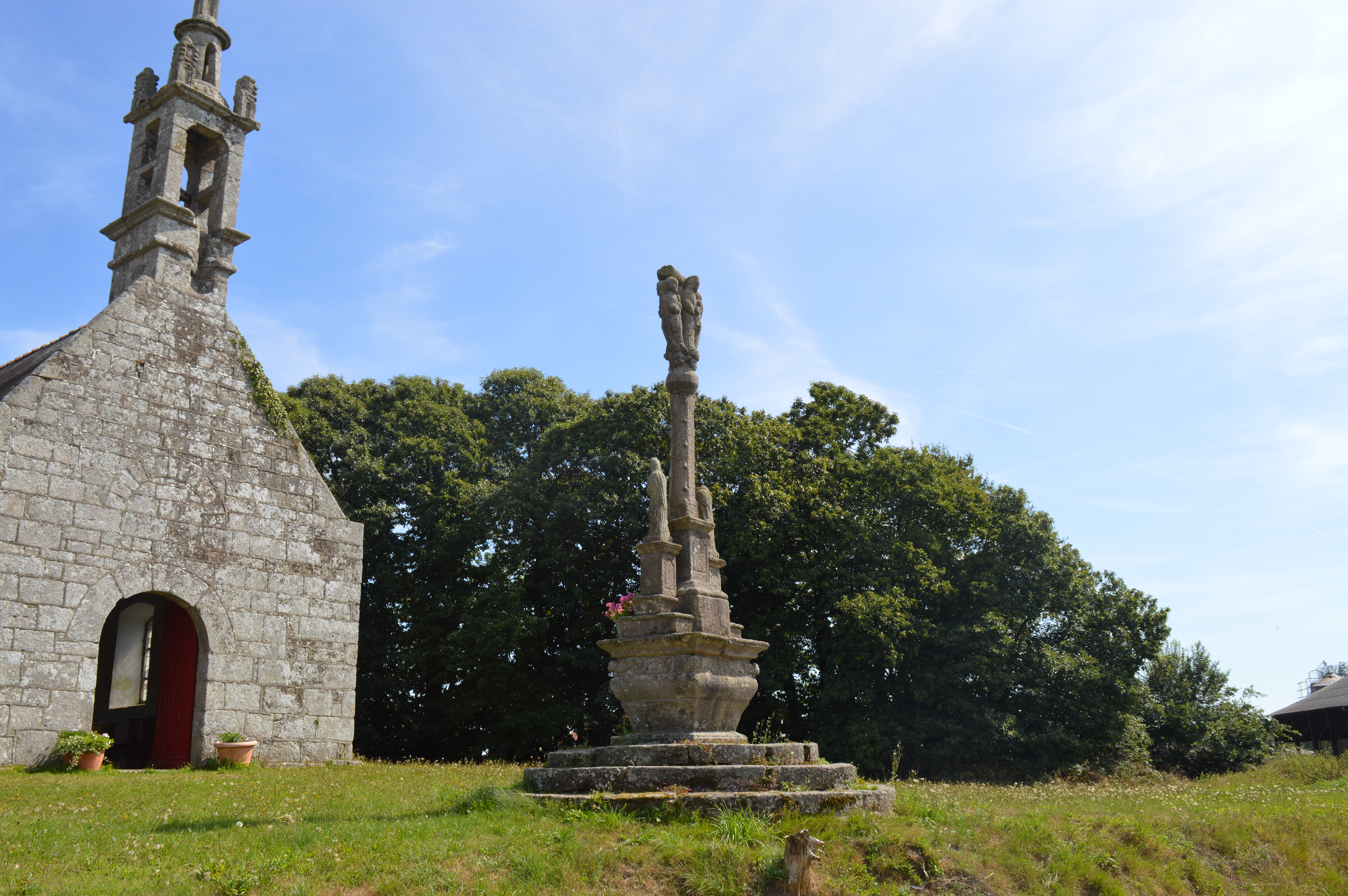
Calvaire de la croix de Lochrist.
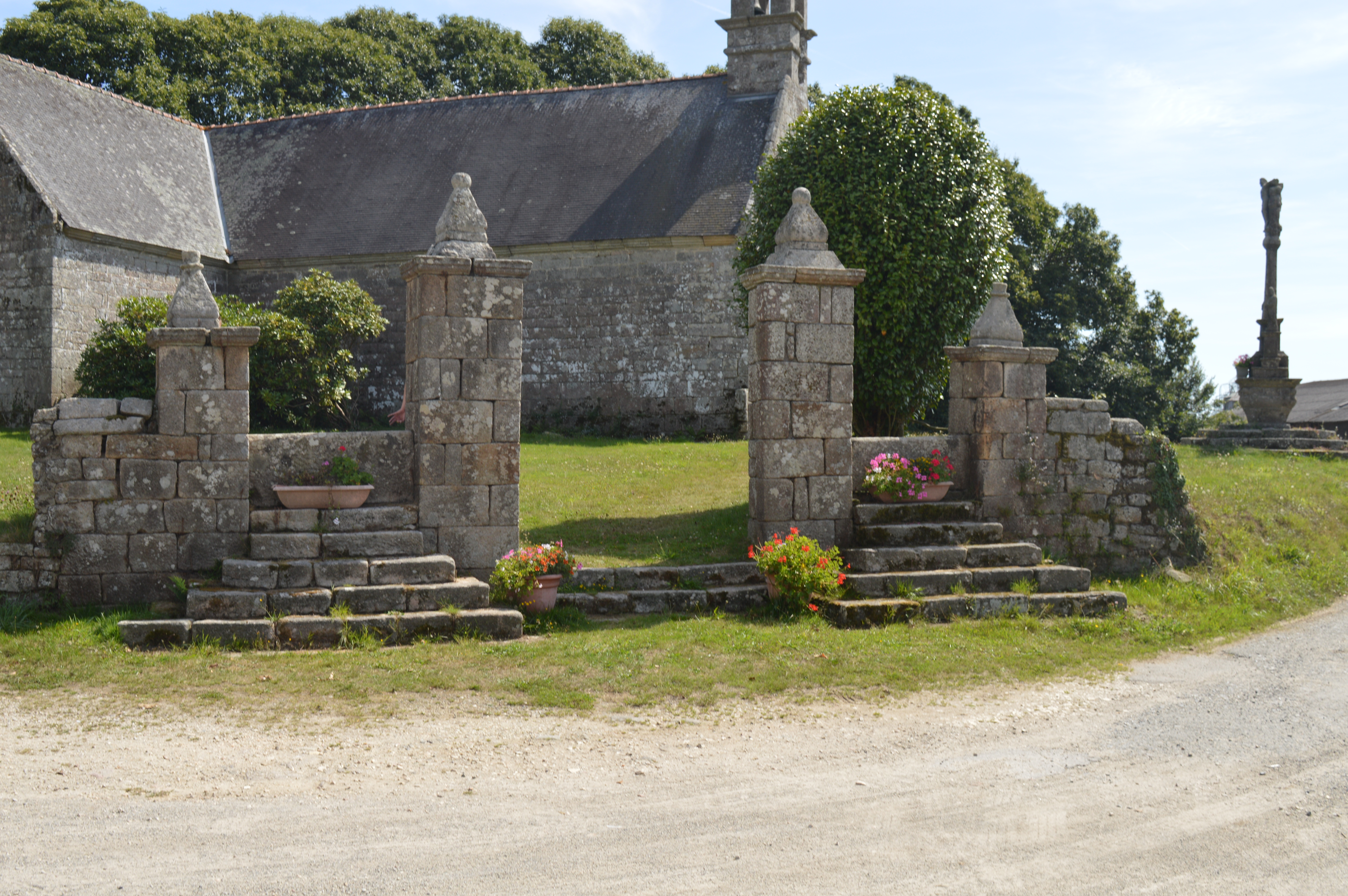
Entrée de la chapelle de Lochrist.
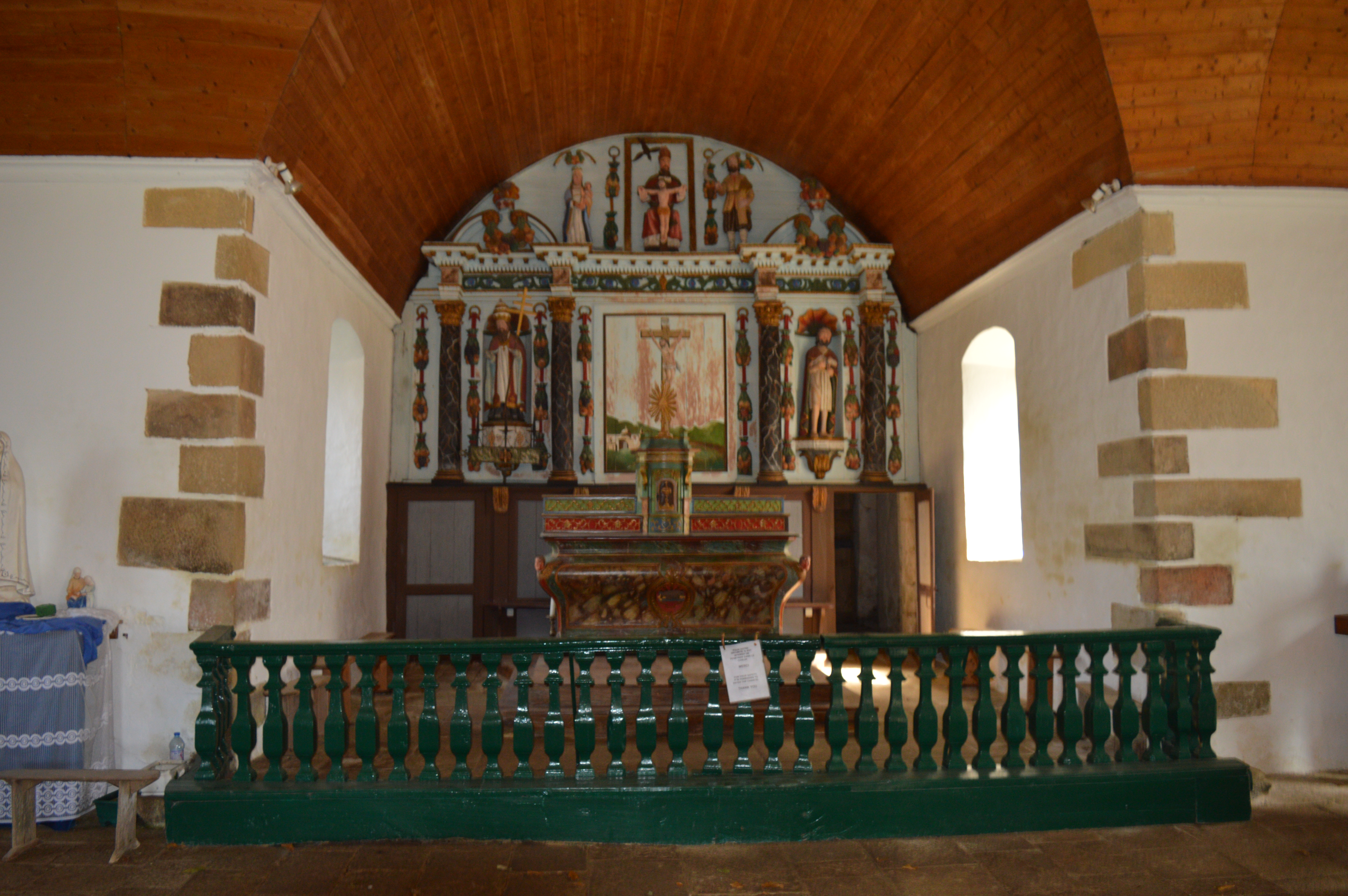
Intérieur de la chapelle de Lochrist.
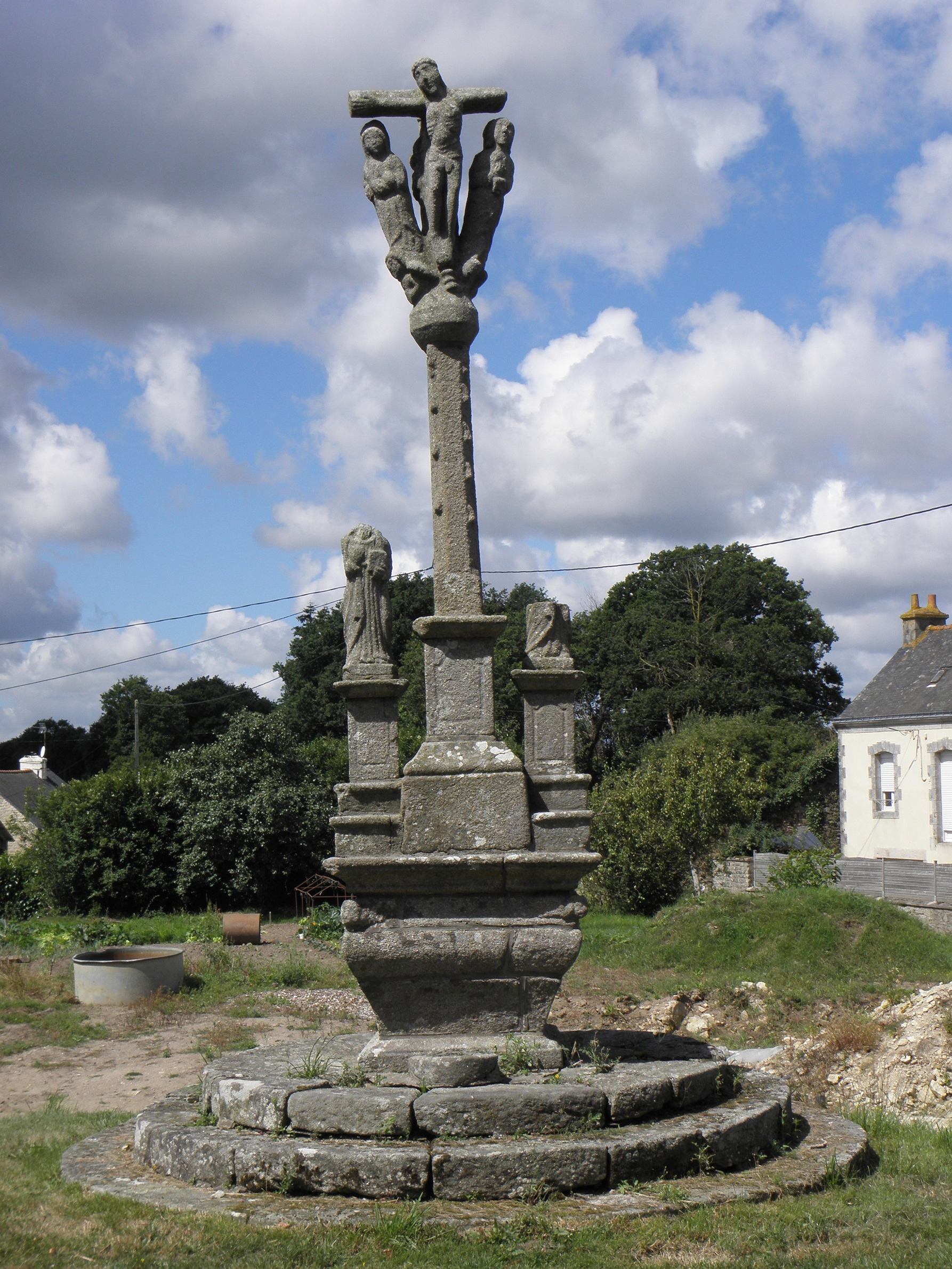
Le calvaire de Lochrist.

- Le calvaire de la croix de Lochrist.
- Anciennement, il y avait en outre les chapelles de Sainte-Anne et de Saint-Gervais ; elles étaient déjà supprimées en 1756.
- L'ancien presbytère construit en 1694 par le recteur Barisi puis agrandi en 1855.
- La Croix de Pont er Len dite Croix du Marquis date du  XVIIe siècle. Elle a  été  élevée à l'emplacement où Gabriel de Méhérenc, seigneur de Cunffio, est mort à la suite d'un duel le 23 juin 1675 l’opposant à Alain de Guer, son suzerain[4].

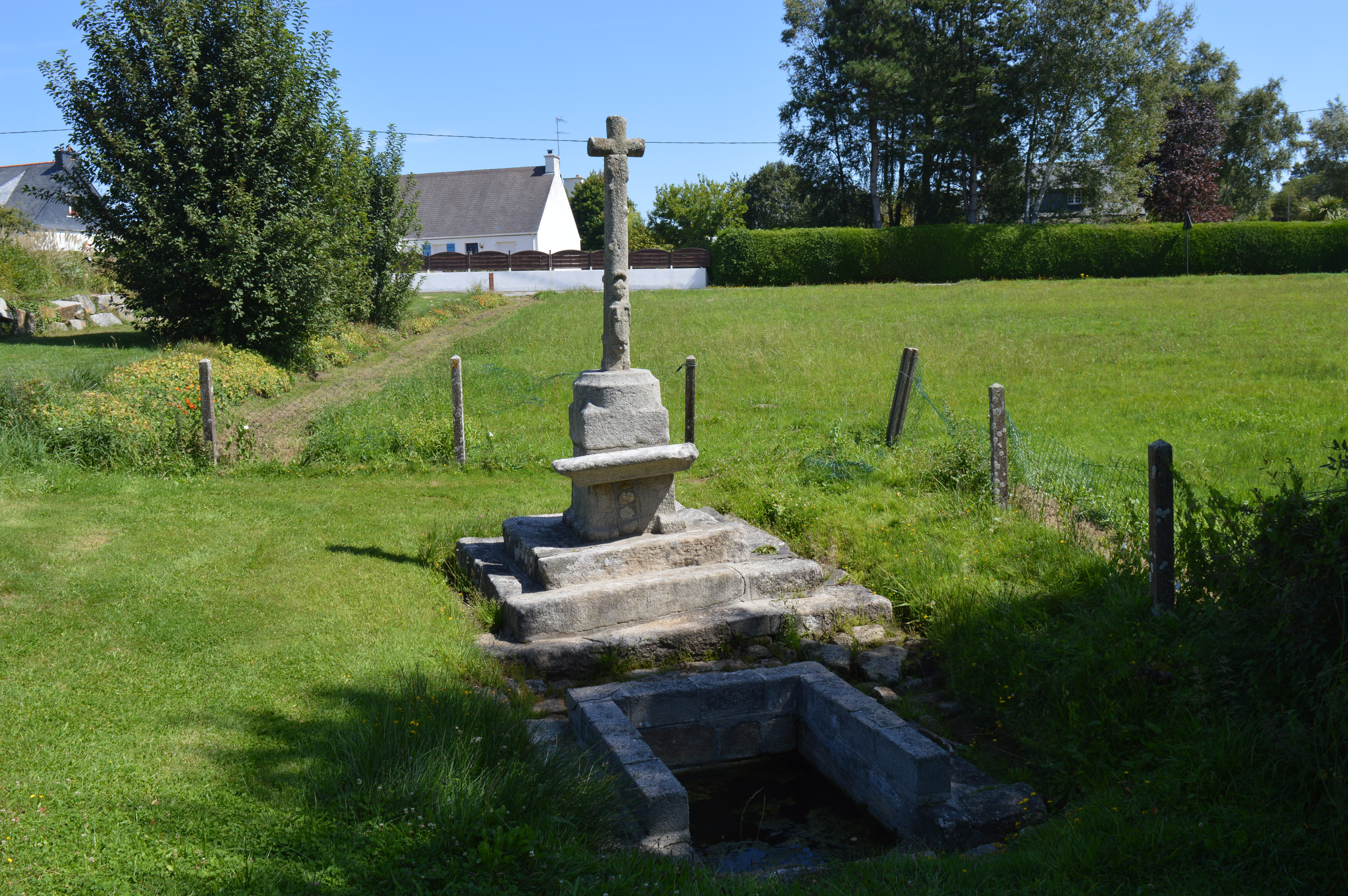
Fontaine Saint-Alban.
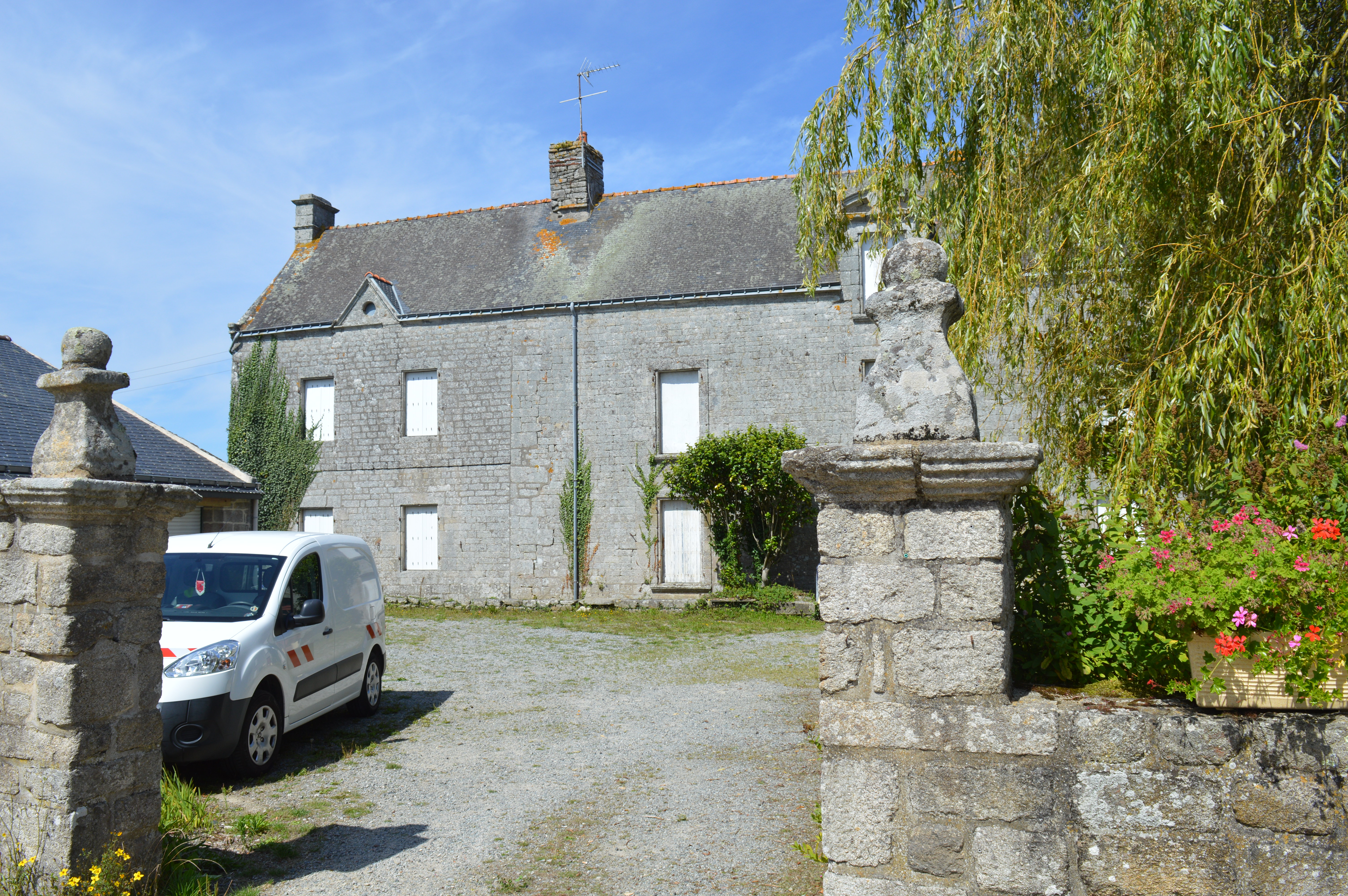
Ancien presbytère.

#### Patrimoine civil
Le territoire de la commune comporte plusieurs édifices civils :
- le château de Kerascoët[Note 20] datant du XIXe siècle fut un nid important de la résistance Morbihannaise pendant la Seconde Guerre mondiale, sous l'impulsion de Jacques Grout de Beaufort et de son épouse ;
- le manoir de Brézéhan est l'un des plus vieux édifices d'Inguiniel. Construit tout d'abord au XIIIe siècle, il fut remplacé par le manoir actuel qui date du XVIIe siècle. Un mur avec des vestiges de remparts entoure encore le manoir qui possède par ailleurs une chapelle, deux fours à pain et les ruines d'un pigeonnier. Il est inscrit à l'inventaire général du patrimoine culturel[197] ;
- la longère du Guerguair : il s'agit d'une longère traditionnelle avec des portes arrondies, un toit de chaume et entourée de murets de pierres sèches. Proche du presbytère un puits (qui se trouvait initialement à l'intérieur de l'enceinte du jardin des curés) est rehaussé de sept pierres sans doute parce que sept familles étaient autorisées à y puiser de l'eau[4] ;
- proche de la fontaine Sainte-Alban se trouve l'ancien lavoir du bourg mais on peut en trouver qui ont été créés à proximité de hameaux comme celui dans la forêt de Lann Bourgeol ;
- représentative de l'habitat rural de la vallée du Scorff, la maison paysanne de Kerandal du XVIe siècle[198],[199].

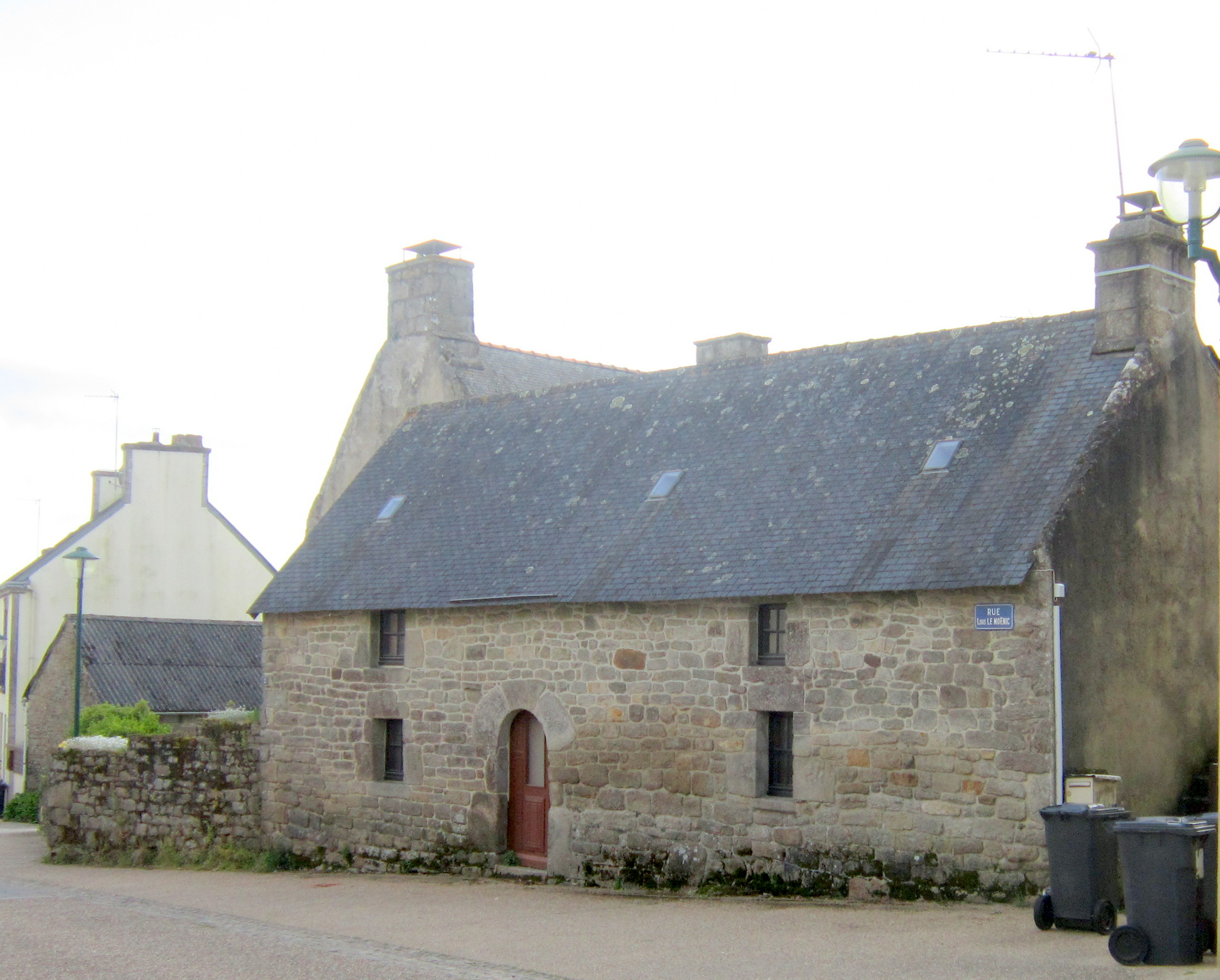
Maison ancienne dans le bourg.
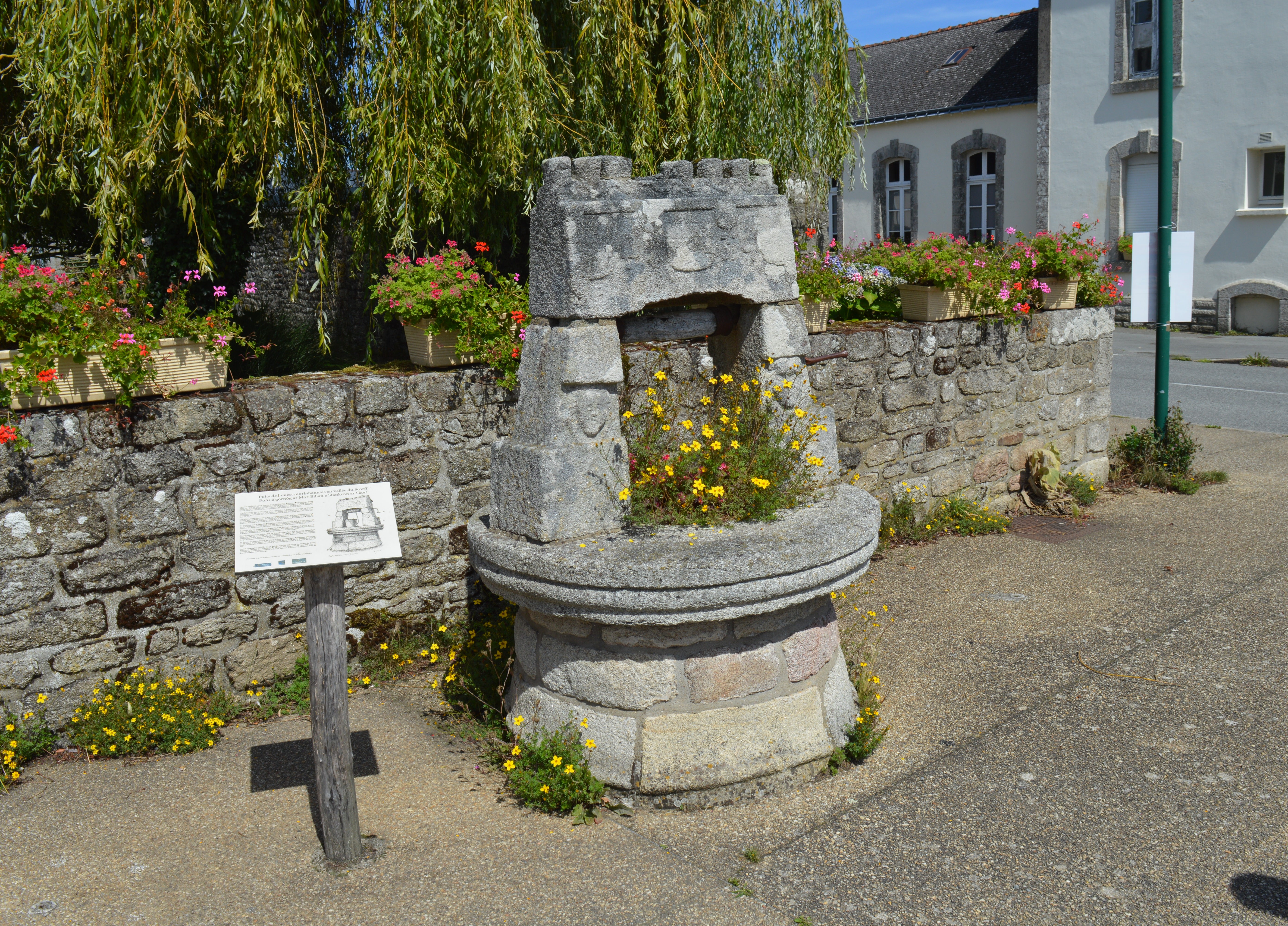
Puits près du presbytère (Inguiniel).
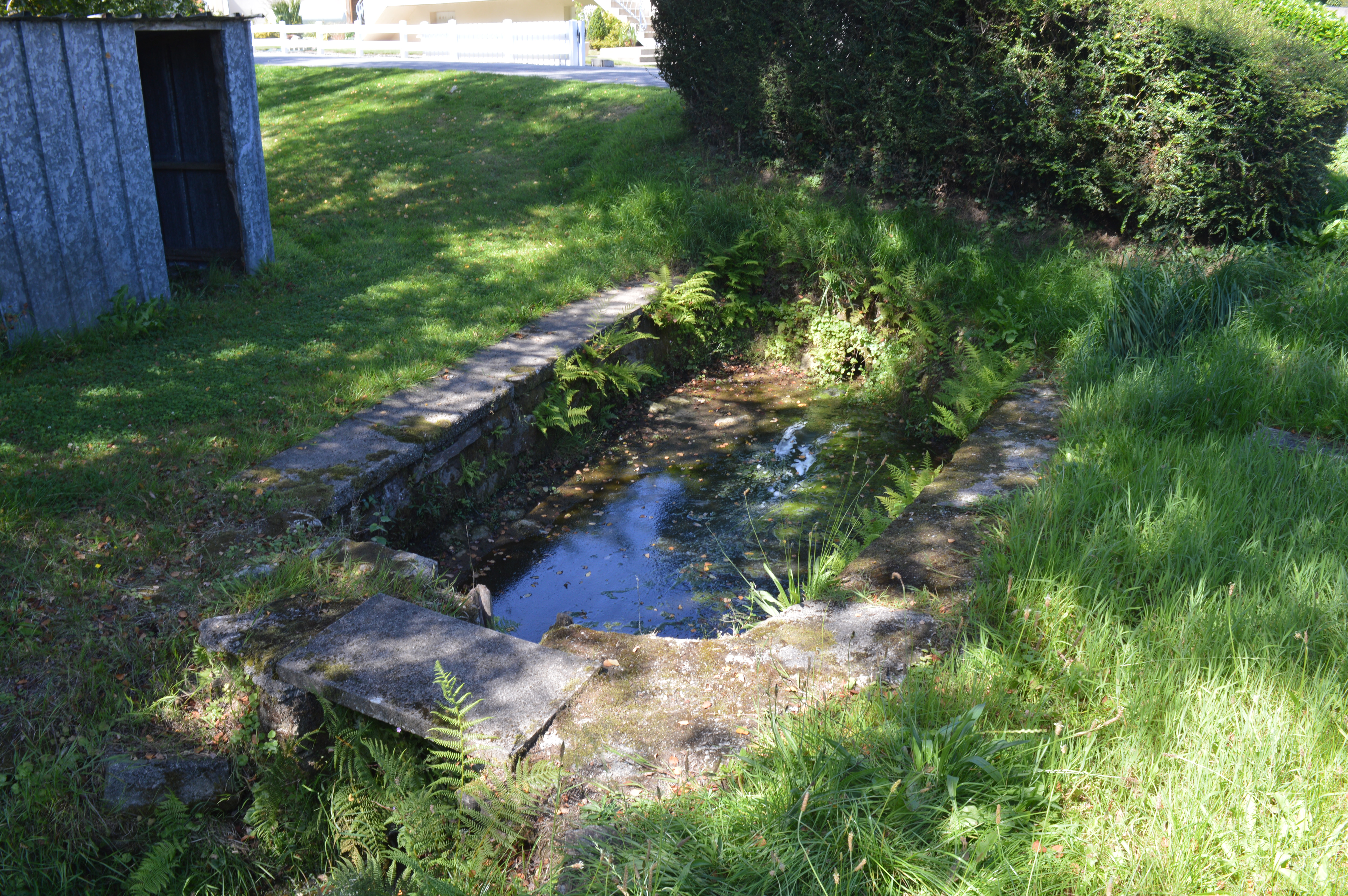
Lavoir (Inguiniel).
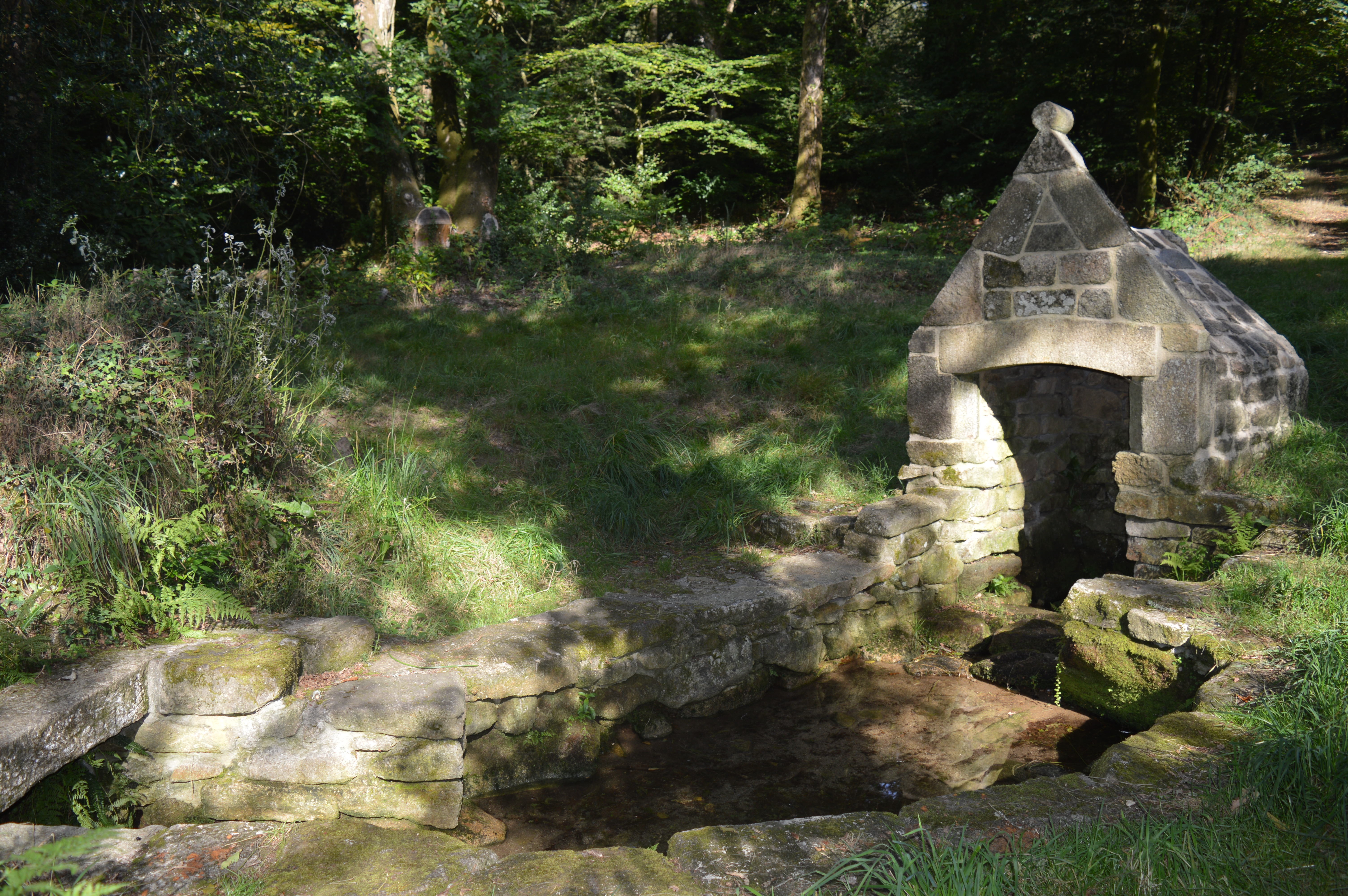
Lavoir dans la forêt communale - Lann Bourgeol.

#### Sites archéologiques
Le territoire de la commune comprend également le site archéologique de Kerven Teignouse (second âge du fer).

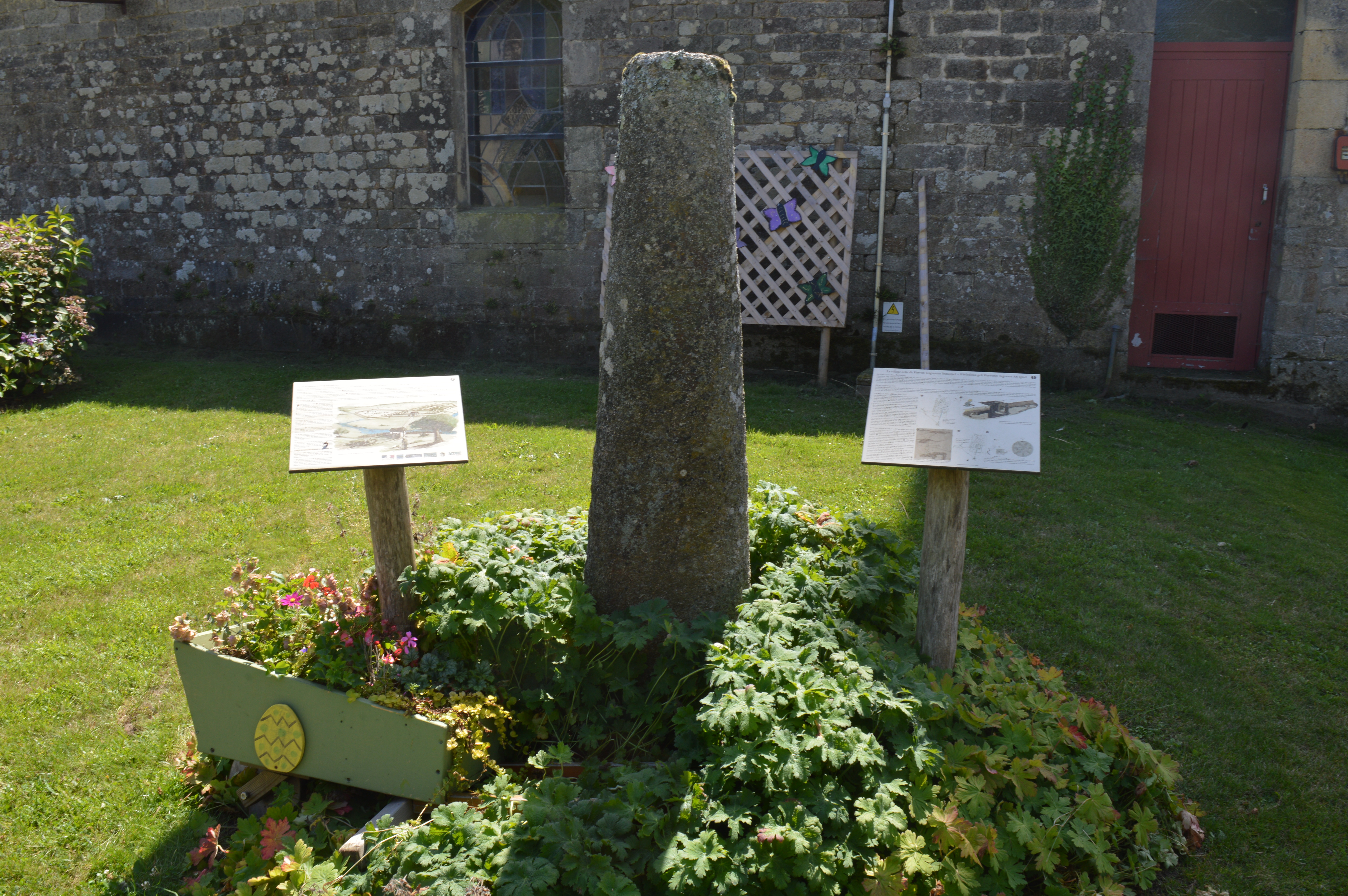
Stèle funéraire (actuellement place de l'église d'Inguiniel).

### Patrimoine culturel

#### Patrimoine immatériel
Le Pays Pourlet, lui-même appartenant au Vannetais, est le pays traditionnel de la commune. Cela se remarque via le fait que la plupart des anciens d'Inguiniel parlent un dialecte breton de type bas-vannetais (vannetais occidental), le breton Pourlet. Cette culture bretonne ancrée dans la commune est encore constatable de nos jours comme le montre l'adhésion de la commune à la charte Ya d'ar brezhoneg. La commune cherche d'ailleurs actuellement à atteindre le label Ya d'ar brezhoneg de niveau 2.

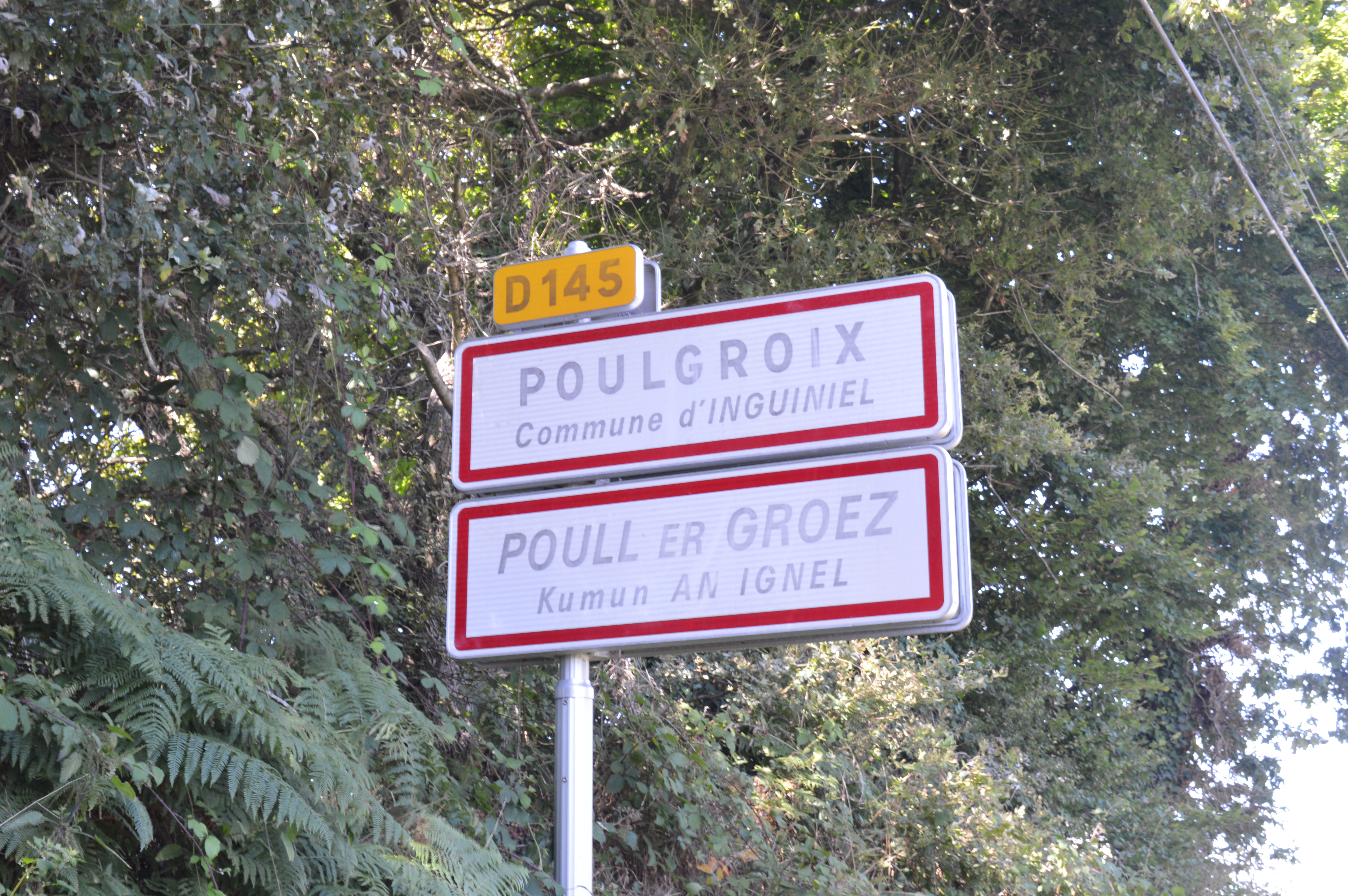
Panneau bilingue de Poulgroix.
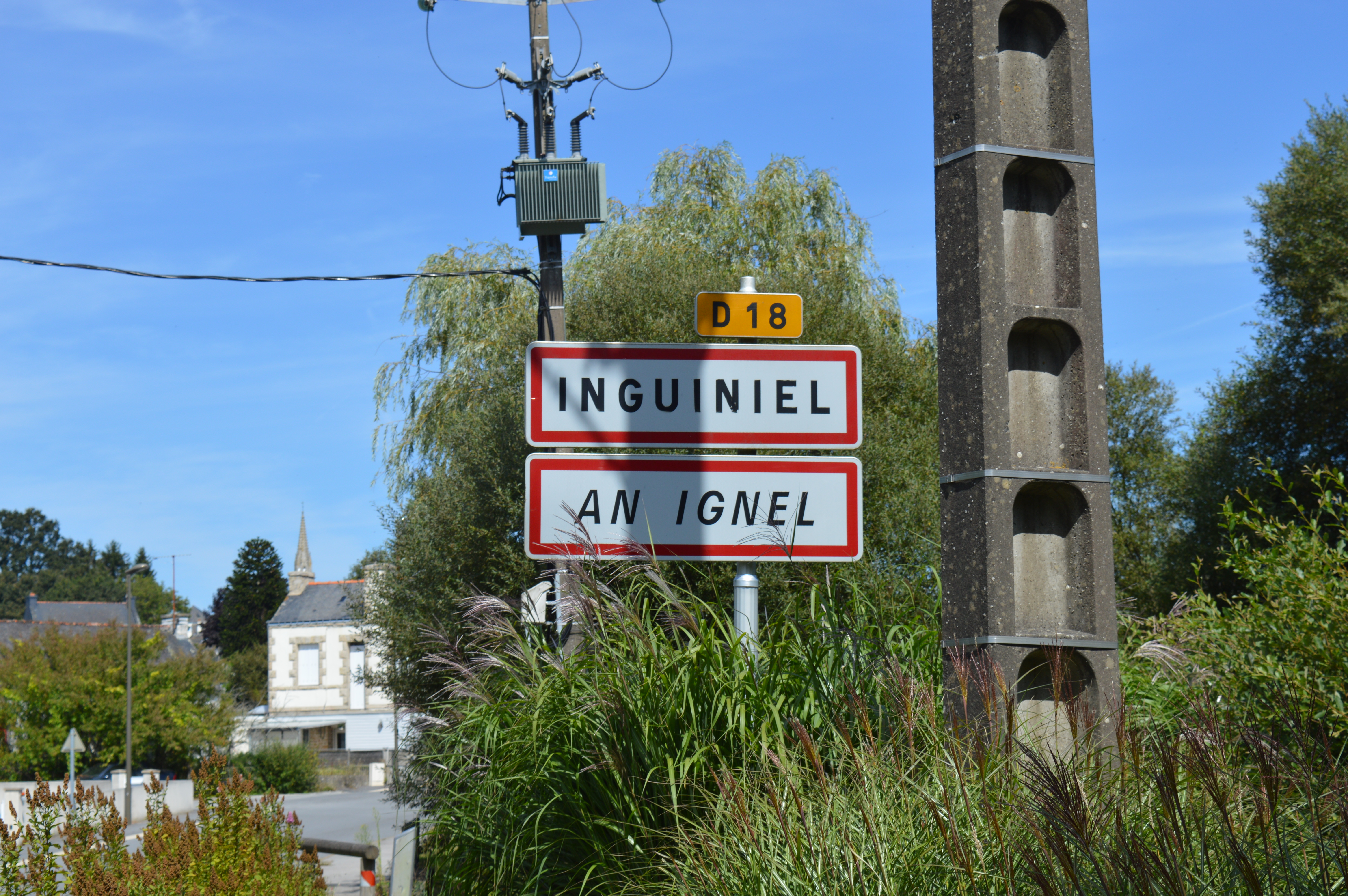
Panneau bilingue du bourg.

#### Patrimoine matériel
La commune possède une bibliothèque municipale, une boîte à lire depuis le 13 juillet 2019 et une ludothèque mettant gratuitement à disposition des habitants jeux et jouets depuis le 21 juin 2019. Mais aussi deux salles, la salle socio-culturelle et l'espace du Scorff, où il est possible d'organiser des spectacles ou d'autres formes de festivités.

### Personnalités liées à la commune
- Maurice Duault (1113 -1191), abbé de l'abbaye de Langonnet puis fondateur de l'abbaye Notre-Dame de Carnoët. Une des chapelles de la commune lui a été dédié.
- Marion du Faouët (1717-1755), cheffe d'une troupe de brigands qui sévit en Cornouaille (Bretagne). Elle a vécu dans la commune et y a eu une fille, Renette, née en 1735.
- Joseph Fraboulet de Kerléadec (1817-1877), général, mort au château de Kerascouët dans la commune.
- Famille Grout de Beaufort, dont :
  - Alain Grout de Beaufort (1918-1944), Compagnon de la Libération. Il grandit dans le château de Kérascouet, propriété de sa famille.
- Ange Le Strat (1918-1999), coureur cycliste. Il est né à Inguiniel.
- François Jaffré (1901-2006), sixième des derniers poilus français. Il est né à Inguiniel.
- Simone Le Port (1920-2009), résistante. Elle est née à Inguiniel.

### Héraldique, logotype et devise
Inguiniel n'est pas dotée d'un blason. En revanche, la commune possède un logotype présenté ci-dessous
 :
|                          |
| Logo actuel d'Inguiniel. |

Logo d'Inguiniel représentant deux plants de maïs s'entrecroisant dans la partie gauche du logo. Ainsi que, dans la partie droite du logo, les contours de la commune avec en son sein l'illustration d'un village bordé d'un fleuve et d'une forêt. Tous ceci surmontant le nom de la commune.